# Liste ausgewählter Straßenbrunnen im alten Berlin
Die Liste ausgewählter Straßenbrunnen im alten Berlin belegt Standorte, die öffentliche Zapfstellen von Trink- und Löschwasser boten. Die Straßenbrunnen Berlins dienten  der Wasserversorgung der Bevölkerung, bis durch den vollen Ausbau des Wassernetzes in den 1910er Jahren eine Versorgung mit fließendem Wasser für Berlin möglich wurde. Seither dienen die Straßenbrunnen der Notfallversorgung im Verteidigungs- und Katastrophenfall. In sonstigen Zeiten dienen sie Hunden, Wildtieren und Vögeln als Tränke und Kindern sind sie Spielplatz, von Anwohnern für die Bewässerung der Straßenbäume genutzt.
Falls notwendig sind in den Listenelementen Fakten zum Standort oder dessen Veränderung angegeben. Es existieren weitere Bilder, auf denen Berliner Straßenbrunnen der verschiedenen Ständertypen zu erkennen sind, jedoch ist bei jenen Fotos kein Hinweis zum Ort des Bildes vorhanden und aus der Bildsituation auch nicht nachvollziehbar. Weiterführende Aussagen zum Typ der Ständerkörper und zum Bau der Straßenbrunnen finden sich im Artikel Formen Berliner Straßenbrunnen.

## Der letzte Rohrbrunnen

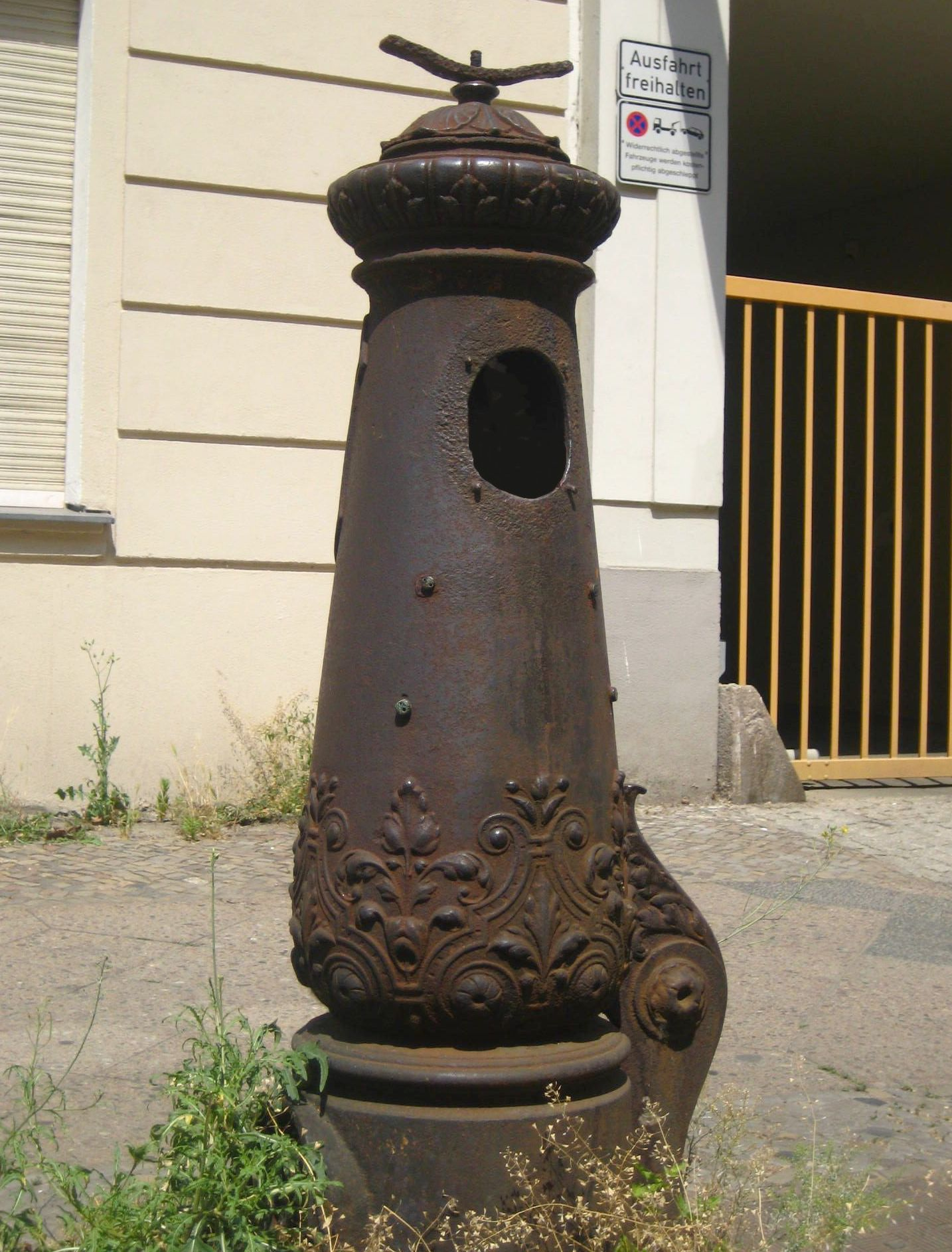
Lohde-Brunnen Wöhlertstraße

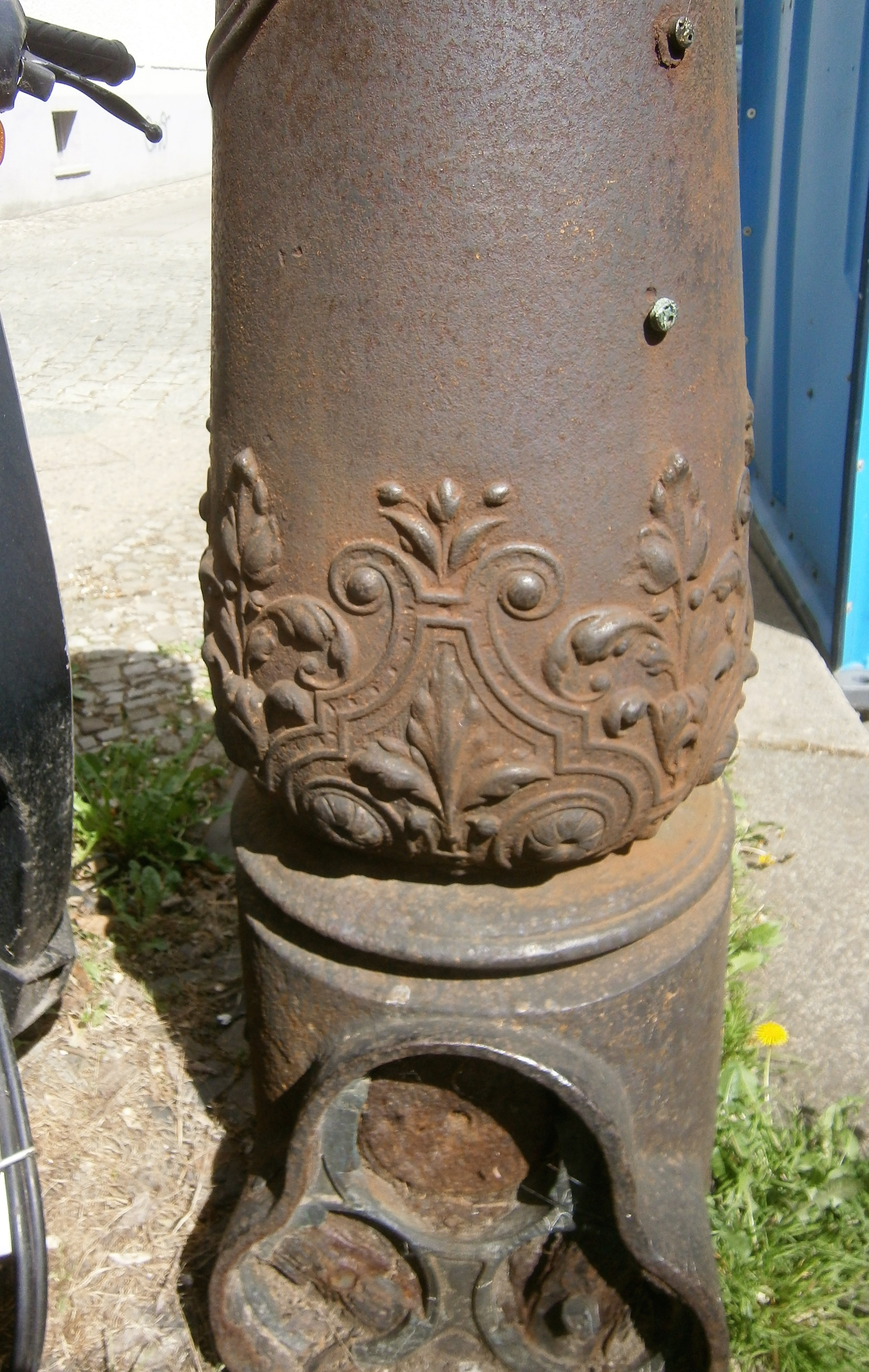

Im Ortsteil Mitte steht (Lage) ein aufgelassener Rohrbrunnen vom Typ Lohde I. Er wurde in der Zeit zwischen 1875 und 1892 aufgestellt und diente der Bevölkerung zur Versorgung mit Frischwasser und der Feuerwehr als Entnahmestelle. Dieser Rohrbrunnen (siehe Karte) in der Wöhlertstraße vor dem Haus Nr. 18 ist wenigstens seit Mitte der 1970er Jahre ohne Funktion: Wasseraustritt, Rohr und Ziehhebel fehlen und der leere (Innen-)Raum wird „jedoch als Müllkorb missbraucht“.

„Ohne die öffentlichen Straßenbrunnen waren in Berlin […] Privatbrunnen auf den Höfen vorhanden […] Da diese Brunnen so beschaffen waren, daß Regen, Schnee und Staub hineintrieb, oft auch aus Muthwillen Unreinlichkeiten hineingeworfen wurden, so beschloß der Große Kurfürst [1660] die Einführung von Röhrbrunnen […] Die Kosten zu dieser neuen Einrichtung wurden bis zum Jahre 1720 aus der Consumtionsaccise bestritten. Es erging nämlich in diesem Jahr eine Verordnung, daß der Magistrat alle zum Brunnenwesen erforderliche Kosten wieder bestreiten, und von den Bürgern aufbringen lassen.“

Die Wasserförderung erfolgte an solchen Brunnen durch Ziehen des seitlichen Handgriffs. Der Brunnenkörper(-rest) am Standort Wöhlertstraße ist ein gelistetes Baudenkmal. Ihm fehlt als Kennzeichen des Lohdebrunnens auf der Brunnenkappe der Schmuckzapfen, der original statt des (schon 2003 vorhandenen) gebogenen Stabs darauf gehörte. Diese Verzierung war 1999 nach dem Bild des Landesdenkmalamtes „LDA 2001“ im Gegensatz zum Zustand 2010 und vom Mai 2018 noch vorhanden. Die Mietshäuser der Wöhlertstraße waren bei den Luftangriffen ab 1943 und in den Kriegstagen 1945 (abgesehen von Treffern der Hinterhäuser 19 und 20) weitestgehend unbeschadet geblieben und so blieb der Lohdebrunnen bestehen und in der Nachkriegszeit und im späteren Mauerbereich (wohl) unbeachtet und erhalten. Die Wöhlertstraße lag im sowjetischen Sektor unmittelbar zwischen den Sektoren und es gab in den 1950er Jahren keine Bauplanungen.
Der Brunnenbaumeister Louis Lohde schuf Mitte der 1870er Jahre Brunnengehäuse nach (dem Greinerschen) Pumpenprinzip mit tiefliegendem Saugort. Die Lohdeschen Rohrbrunnen existierten in drei Ausführungen. Das Pumpen erfolgte durch Aufziehen des Kolbengestänges mit einem seitlich angebrachten Handgriff. Zusammen mit den Greinerschen Brunnen ersetzten diese Rohrbrunnen in den 1880er Jahren vorher bestehende Kesselbrunnen. Ab 1877 begann die Aufstellung. 1880 übernahm die Stadt vom Polizeipräsidium die 46 Rohrbrunnen und dazu 836 Brunnenkessel mit 1286 Wasserstöcken. Bis 1892 wurden insgesamt 450 solche Brunnen (von Greiner und Lohde) aufgestellt, dann wurde der Aufbau eingestellt. 1937 existierten noch 118 davon.
Die von Ing. Otto Greiner konstruierten Wasserentnahmestellen wurden mit fünf Meter Quelltiefe als Flachbrunnen und sonst als Tiefbrunnen ausgeführt. Für Greiner wurden die drei Gehäusevarianten von Architekt Eduard Jacobsthal entworfen, der dekorative Schmuck der drei Lohdeschen Gehäusetypen stammte ebenfalls von ihm. Die ausgemauerten Brunnenschächte waren hinderlich für das Legen von Leitungen, zudem besaßen die sechs Typen der Rohrbrunnen einige Schwächen, die sich bei der Nutzung herausstellten. Die Stadtverwaltung forderte eine einfachere Konstruktion des Pumpwerks. Der Regierungsbaumeister Kuntze führte als Prinzip ein, dass Ventil und Hebel im Brunnengehäuse untergebracht wurden. So entfielen die Ausmauerung eines Schachtes. Für die Neukonstruktion fand 1890 ein Preisausschreiben im Architektenverein statt. Von den beiden preisgekrönten Entwürfen wählte die städtische Baudeputation den Entwurf des zweiten Preises von Otto Stahn aus. Die Ausführung in Gusseisen wurde in der Aktiengesellschaft Lauchhammer hergestellt.

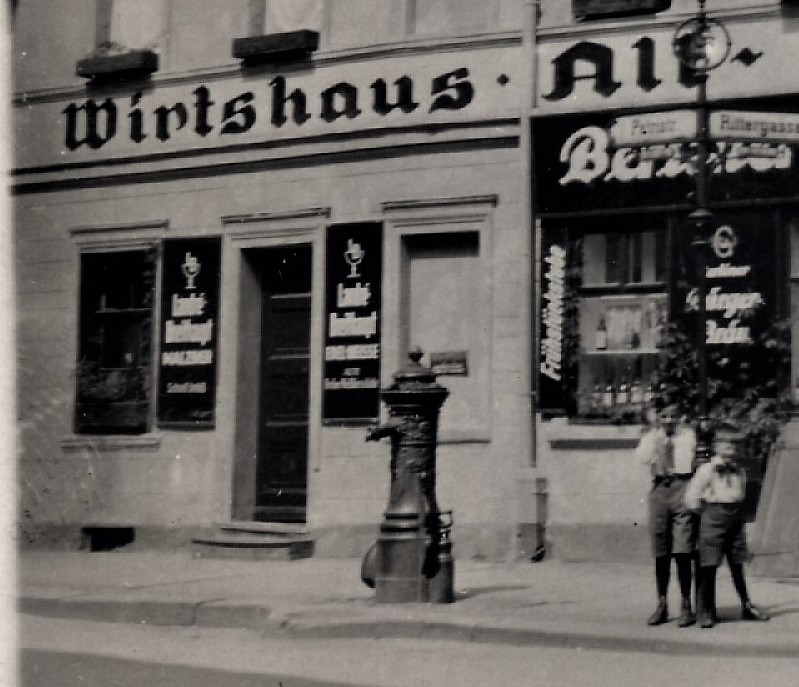
„Greiner I“-Rohrbrunnen 1925, Petristraße 22 Ecke Rittergasse.

Für Standorte von Rohrbrunnen nach Lohde und Greiner finden sich in den 2010er Jahren nur noch wenige Belege. Im Ausstellungskatalog zu Straßenmöbel in Berlin von 1983 sind Rohrbrunnen in ihren sechs Typen aus den Jahren um 1930 abgebildet.
- Greiner Typ I in der Koppenstraße[15]
- Greiner Typ II in der Grimmstraße[16]
- Greiner Typ III in der Paul-Singer-Straße[17]
- Lohde Typ I in der Lindenstraße[18]
- Lohde Typ II in der Sebastianstraße[19]
- Lohde Typ III in der Liegnitzer Straße[20]

In Abbildungen vom Anfang des 20. Jahrhunderts waren solche Brunnen meistens nicht das Fotoobjekt, dennoch lassen sich auf manchen Bildern Standorte identifizieren.
- Insel-/Wallstraße (Lage): zwei benachbarte Rohrbrunnen standen wenige Meter in die Inselstraße schräg gegenüber vom Bürohaus des Allgemeinen Deutschen Gewerkschaftsbundes.[21] an der südwestlichen Straßene Ecke von Wall- und Inselstraße.[22]
  - Lohdebrunnen Typ II mit der höheren Brunnenkuppel stand näher zur Kreuzung
  - Greinerbrunnen vom Typ I ist dickerer Form und stand daneben in die Inselstraße hinein
- Lohdebrunnen Typ III stand an der Nordostecke des Großen Jüdenhofs[23] vor dem Haus Nummer 8 (Lage). Er stand direkt am Bordstein der eine Erweiterung für die Tränkmulde hatte, die ersten zwei Reihen der Pflastersteine umschlingen diesen Tränkstein.
- Lohdebrunnen Typ III: der Rohrbrunnen[24] stand vor dem Kronprinzenpalais (Oberwallstraße 22) 90 Meter von unter den Linden (Platz am Zeughause) nach Süden, in Höhe Schinkel-Pavillon (Lage).
- Der Rohrbrunnen stand noch im Jahr 1947 – jedoch ohne feststellbare Adressangabe. Die Abbildung findet sich im Buch Berlin unterm Notdach.[25]
- Rohrbrunnen Greiner II an der Kaiser-Wilhelm-/Ecke Rosenstraße Lage. Er stand gegenüber der westlichen Turmecke der Marienkirche[26] am westlichen Bürgersteig Kaiser-Wilhelm-Straße vor dem Geschäftshaus Kaiser-Wilhelm-Straße 32–36 / Rosenstraße 14 (Kaufhaus Hamburg).[27] Die Stelle befindet sich aktuell an der Bushaltestelle „Spandauer Straße/Marienkirche“, Fahrbahnrand der Karl-Liebknecht-Straße.
- Zwei Rohrbrunnen[28] stehen vor der Parochialkirche in der Klosterstraße Lage. Ein Greinerbrunnen (nah der eingeschnürten Form) und nicht weiter als zwei Meter entfernt der Lohde-Brunnen mit seiner verjüngenden Form standen an der Straßenecke Parochial-/Klosterstraße nahe zum südlichen Ausgang am U-Bahnhof Klosterstraße.[29]
- weitere Brunnen
  - Feuerlöschbrunnen vor dem Ermelerhaus Breite Straße 11,[30] der von der Gießerei Lauchhammer hergestellt wurde. Sie wurden „1925 in ganz Berlin eingeführt. […] Unter dem mit einem Bärenkopf verzierten Deckel [am unteren Teil] liegt der Anschlussstutzen für den Verbindungsschlauch zur Pumpe.“[14]
  - Hofbrunnen am Nicolaihaus der Brüderstraße 13
  - Zwei eingehauste Kesselbrunnen standen 1882 vor dem Französischen Dom am Straßenrand vom Gendarmensmarkt,[31] wobei an jenem zur Ecke der Französischen Straße auf der Abbildung drei einspännige Kutschen verschiedener Art warten. Eine Abbildung von 1932 eines Brunnens gleicher Bauart ist im Ausstellungskatalog[14] Bild 2 für die Bergstraße aufgenommen.

Tränksteine (Granitplatte mit Mulde im Bordstein) wurden als Auffang unter den Auslaufrohren eingesetzt. Geeignet waren sie als Pferdetränke, aber häufiger erfolgte die Nutzung für die Ziehhunde der kleinen Hundegespanne. Vor jedem neu aufgestellten Rohrbrunnen wurden sie eingesetzt. Aber es gab sie auch bereits an den älteren Kesselbrunnen. Die Tränksteine haben auf den Bildern unterschiedliche Formen: in vier Bildern ist die ovale Mulde mit Abflussrinne im Bordstein eingesetzt, der zur Fahrbahn ausgeschwungen ist. In der Lindenstraße besitzt die Steinplatte eine Rechteck-Mulde mit runden Ecken, die zwischen den Bordsteinen eingesetzt ist. In der Inselstraße liegt wohl ein Tränkstein in der Bordsteinkante, der neben der Abflussrinne zur Fahrbahn unter dem Austritt eine verbreiterte Auffangrinne besitzt, die direkt an den Brunnenfuß anschließt.

## Alte Standorte
Auf Bildern nachweisbare Straßenbrunnen wurden bis 1900 gesetzt und sind mitunter später noch im Stadtgebiet Berlins vorhanden. Solche Standorte sind mit ihren Koordinaten und Vermerkungen zu heutiger Umgebung in der Liste aufgenommen. Zu den historischen Straßennamen, die sich im Folgenden auf unterschiedliches Kartenmaterial beziehen können, ist ein Vergleich mit dem Buch Straßennamen Berlins von 1885 empfohlen.
Die Vorschriften forderten bis 1902 eine Dichte der Brunnen von 300 Metern Entfernung voneinander. Von den alten Kesselbrunnen mit hölzernen Kastengehäusen waren 1880 836 Brunnen im öffentlichen Straßenraum vorhanden. Das Wasser wurde mit Schwengelpumpen aus den Brunnenkesseln mit bis fünf Meter Tiefe gefördert. Das Pumpwerk war mit Holzkästen verkleidet. Auch unverkleidet waren solche Brunnen als Hofpumpen innerhalb der Grundstücke vorhanden. Die viereckigen Kästen waren zum Schutz vor Wetter und Frost (wohl auch zur besseren Ansicht) mit Stroh gefüllt und mit einem Dach (oft eine Schieferplatte) verschlossen. An ausgewählten Standorten in besseren Stadtlagen waren Brunnengehäuse im Zinkguss ausgeführt. 1865 waren von den 937 öffentlichen 'Gassen'brunnen 50 mit Zinkgussgehäusen veredelt. Das geförderte Wasser verschmutzte zunehmend, so wurden ab 1877 eiserne Rohrbrunnen nach Greiner gesetzt. Mit diesem Prinzip konnte in größeren Tiefen Wasser besserer Qualität erreicht werden. Als 1892 deren Aufstellung endete, waren etwa 450 Exemplare vorhanden. Mit dem Kuntzeschen Prinzip wurden die von Otto Stahn entworfenen und in der Eisengießerei Lauchhammer hergestellten „Lauchhammerbrunnen“ zwischen 1893 und 1897 in 320 Exemplaren aufgestellt.
Um eine vergleichbare Liste zu erreichen, wurden die aus Bildern und Beschreibungen gewonnenen Ortsangaben mittels Adressenvergleich in Ortskoordinaten überführt. Aus verschiedenen Unwägbarkeiten können Abweichungen im Umkreis bis zu zehn Metern entstehen. Die interne Nummerierung der Liste mit vorgestelltem # soll der Übersicht dienen und das Zuordnen erleichtern. Nicht mehr existierende Straßennamen sind kursiv gesetzt, die Adressangaben passen zum Zeitpunkt der Quelle.

Brunnenständer in Berlin auf alten Bildern
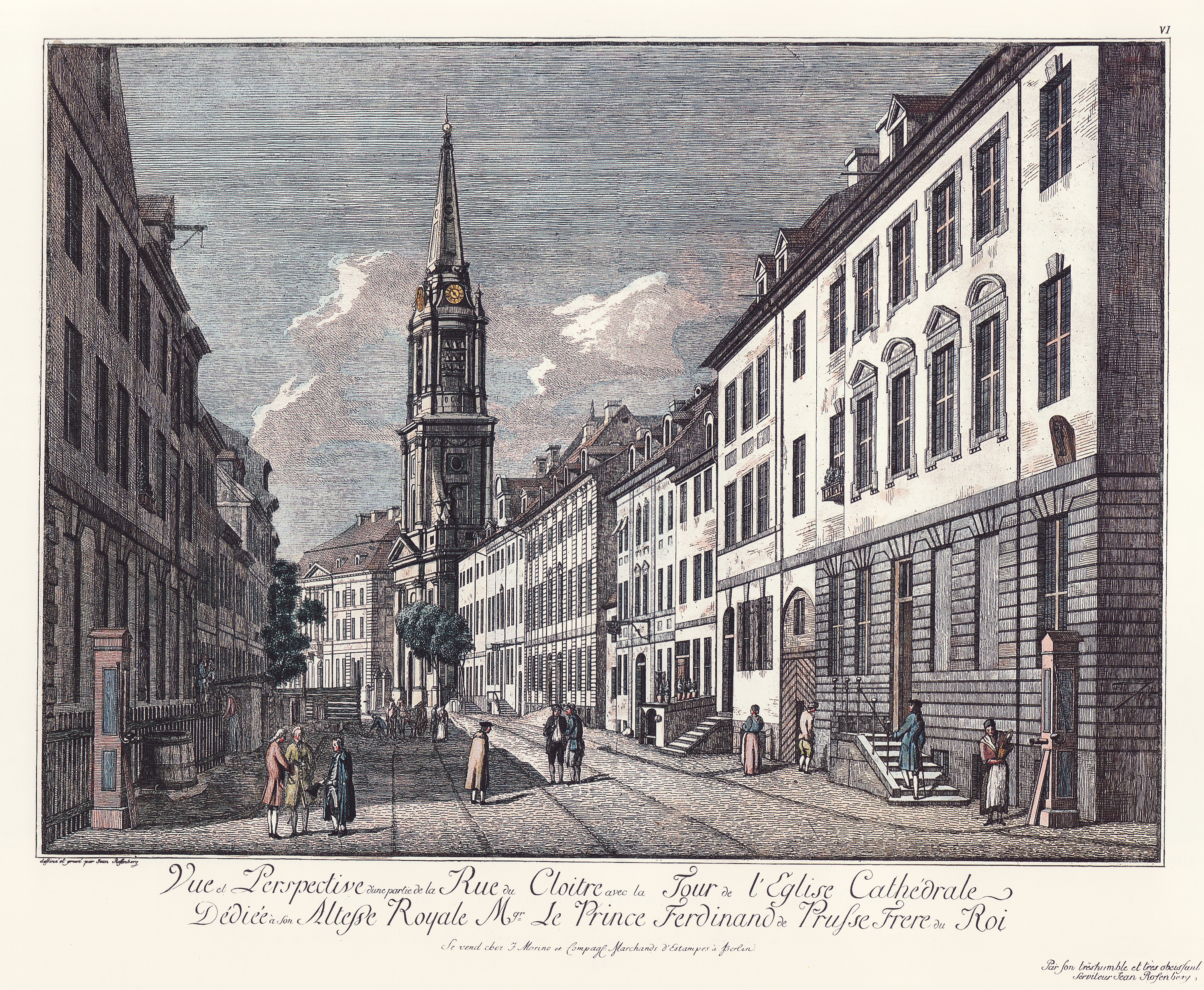
Zwei Brunnen: Klosterstraße (1780)
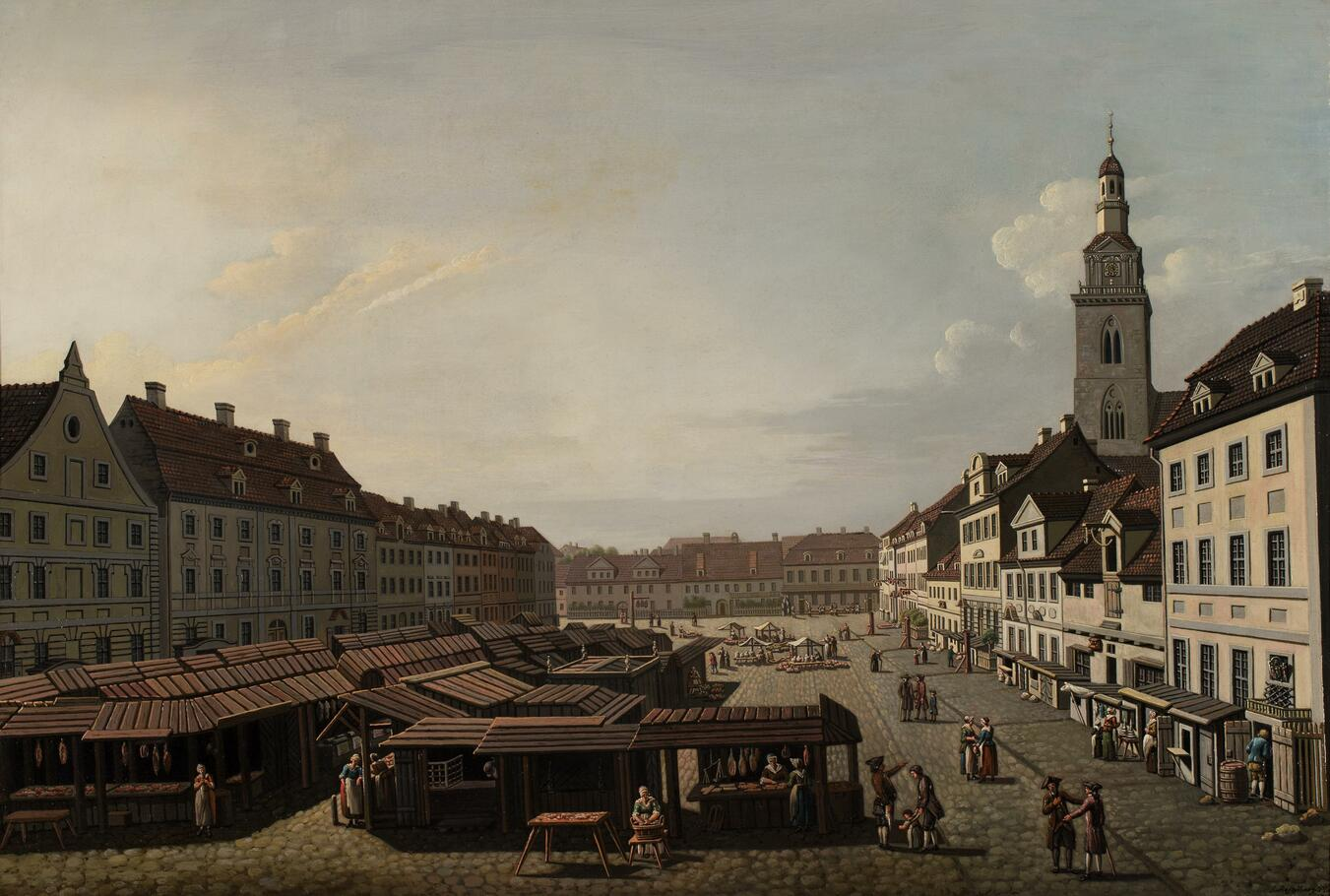
Drei Kastenbrunnen: Neuer Markt (1785)
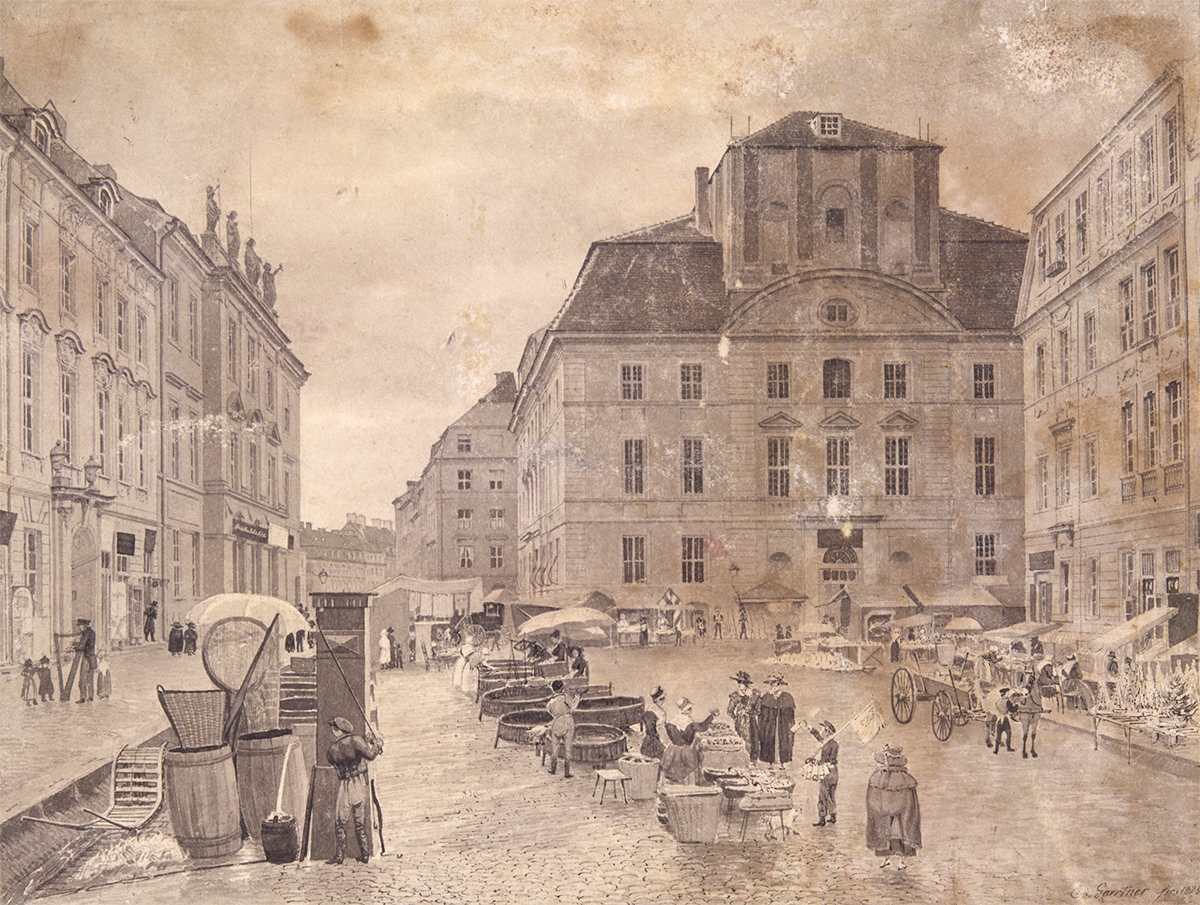
Köllnischer Fischmarkt (1829)
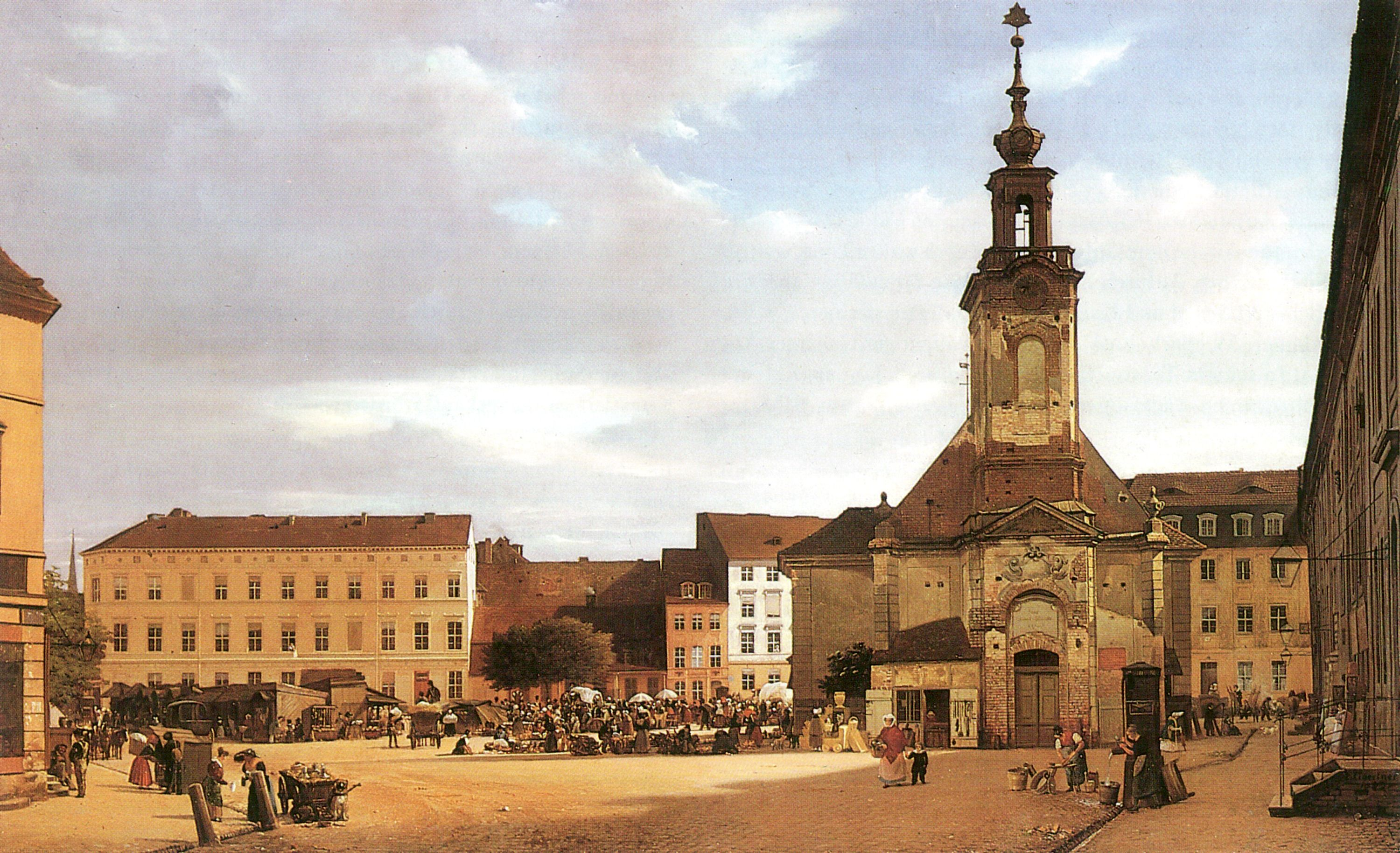
Spittelmarkt (1833)
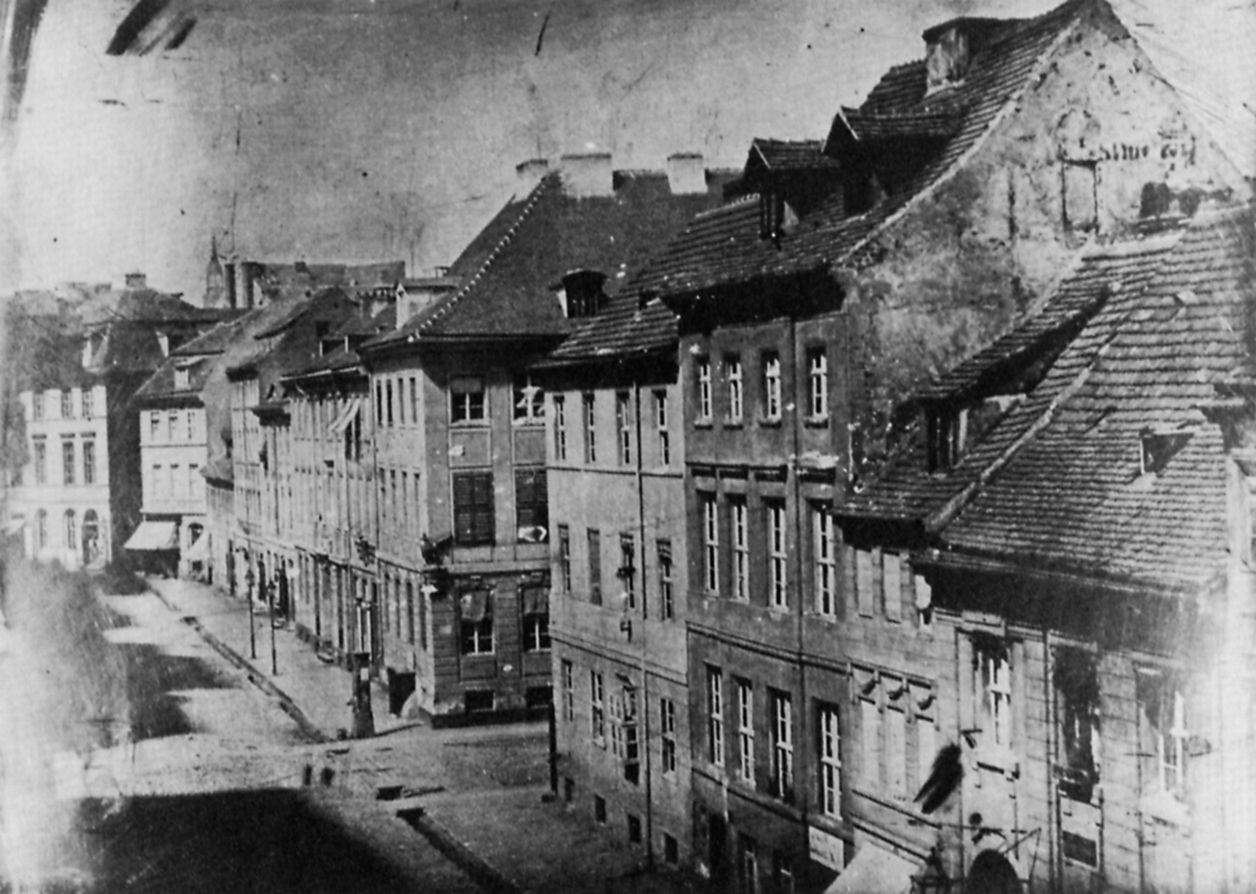
Standort Alte Leipziger/Kurstraße 1840
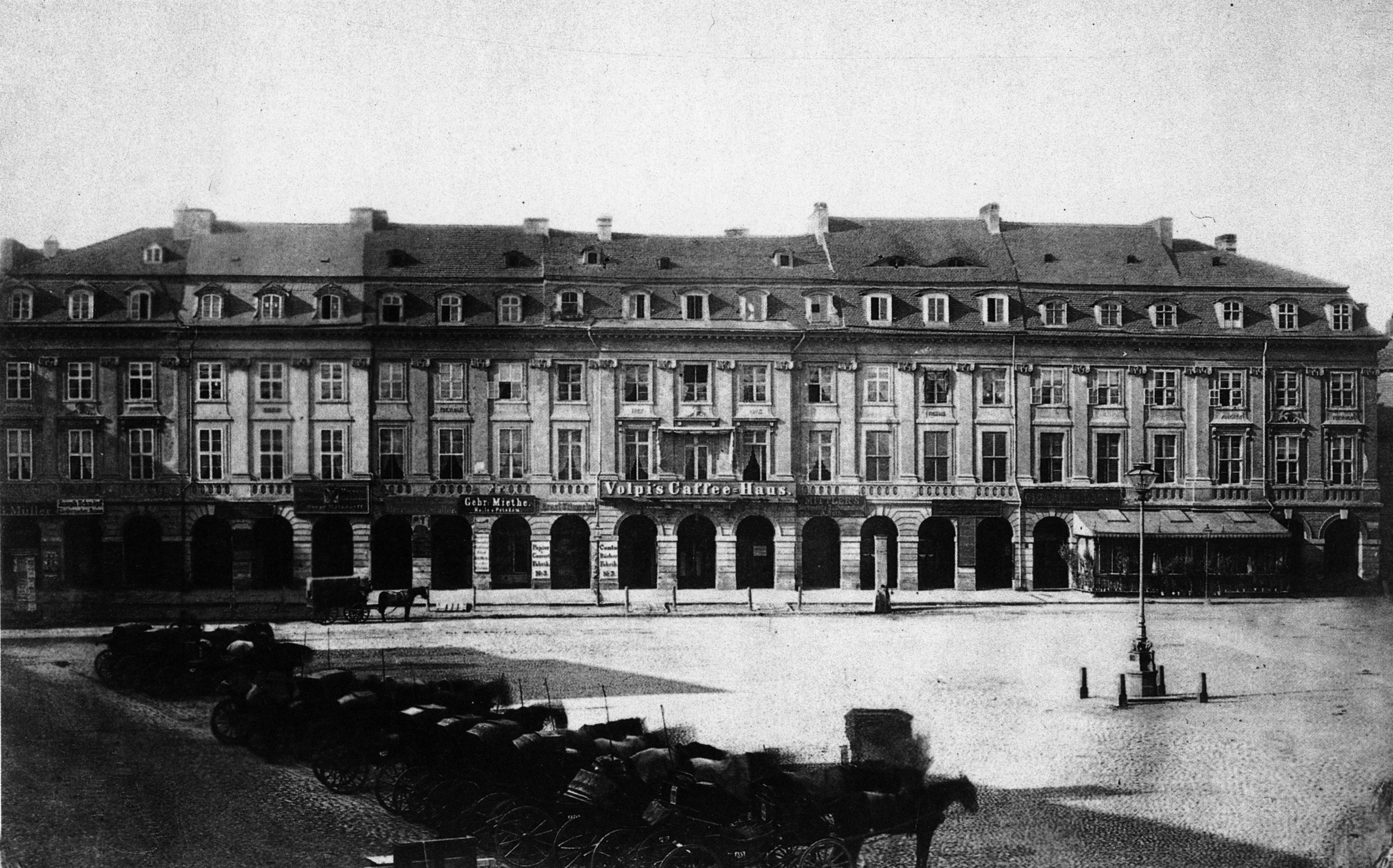
An der Stechbahn (1865)
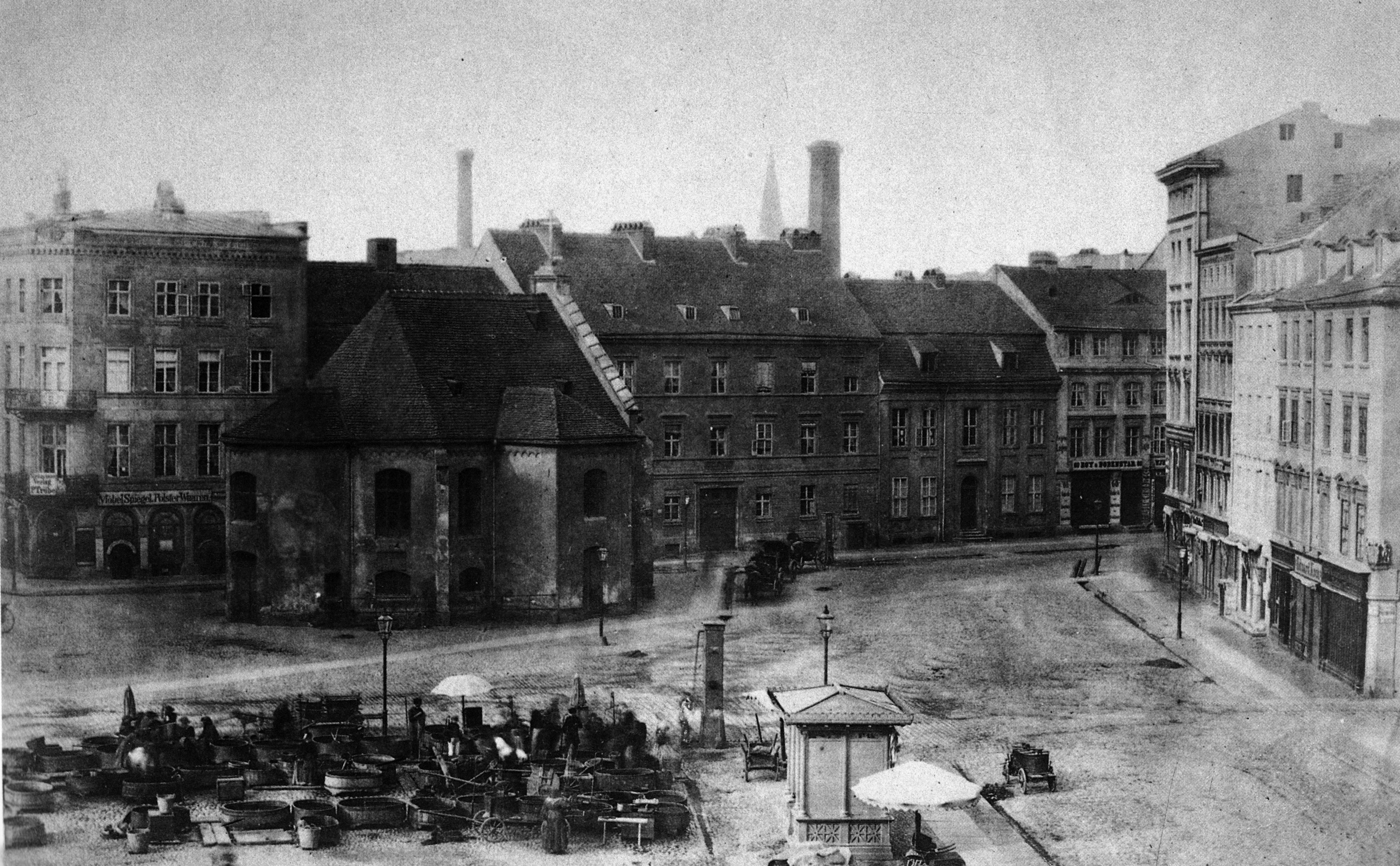
Zwei Kastenbrunnen: Spittelmarkt (1868)
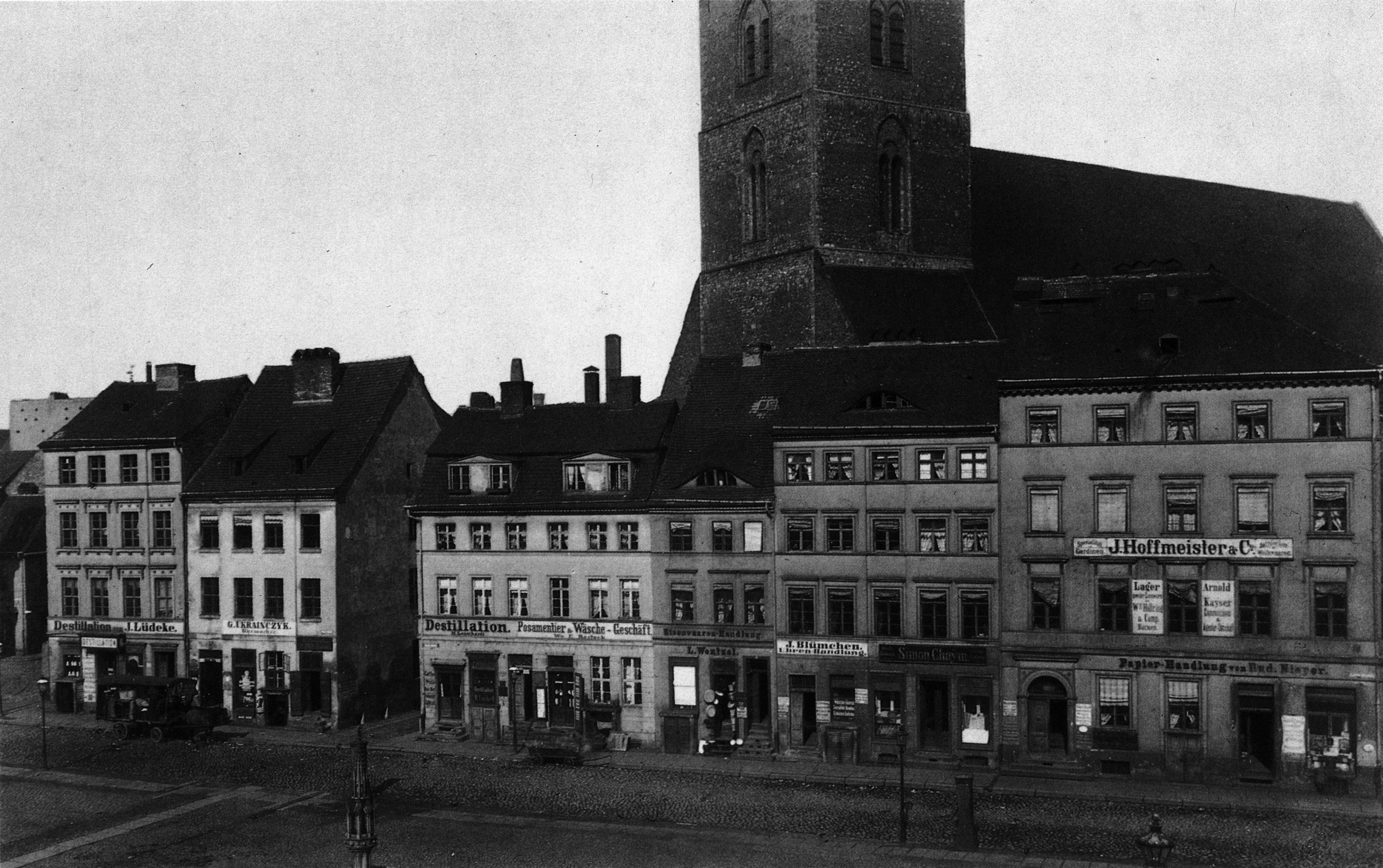
Brunnen Neuer Markt Nordseite (1880)
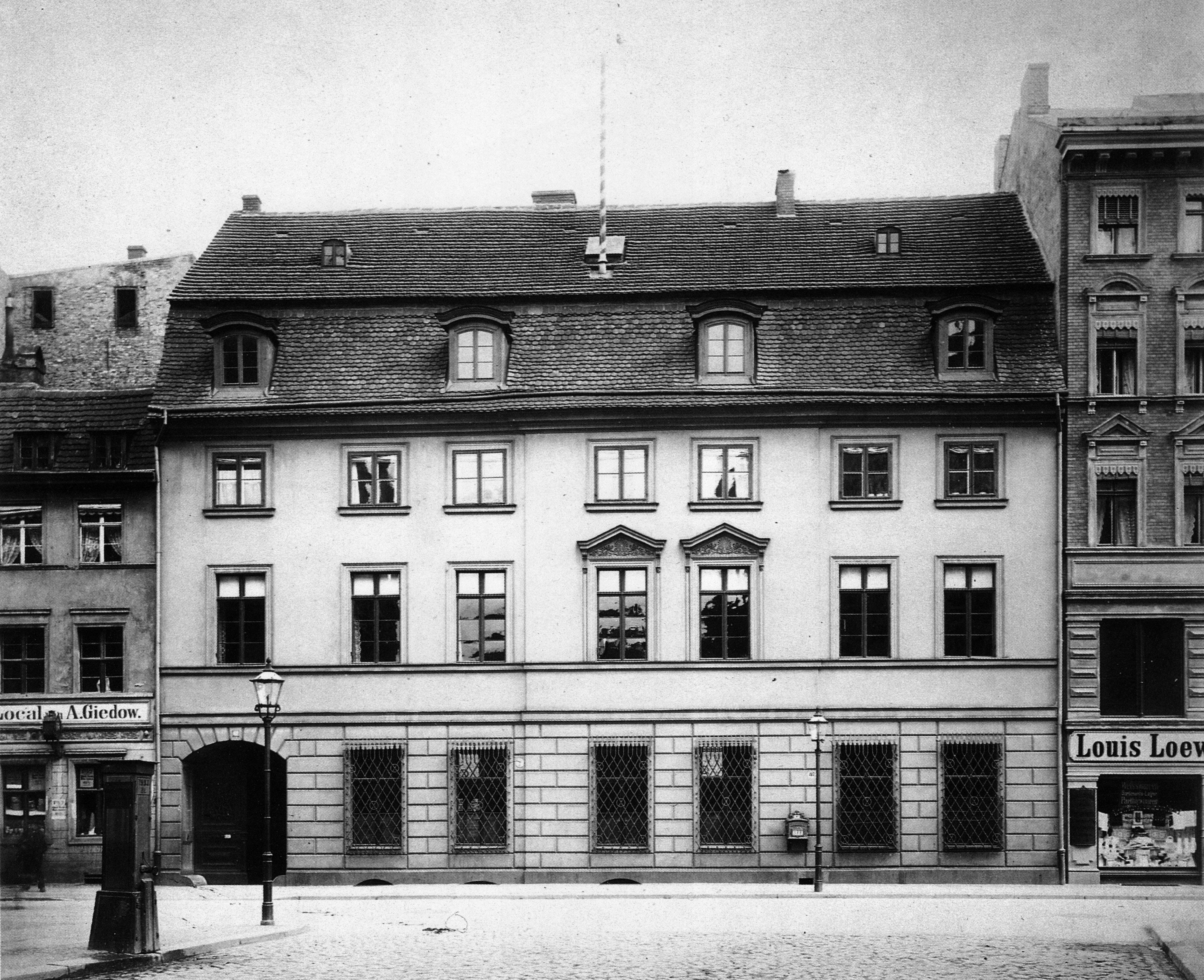
Klosterstraße 87 / Bischofstraße 1 (1885)
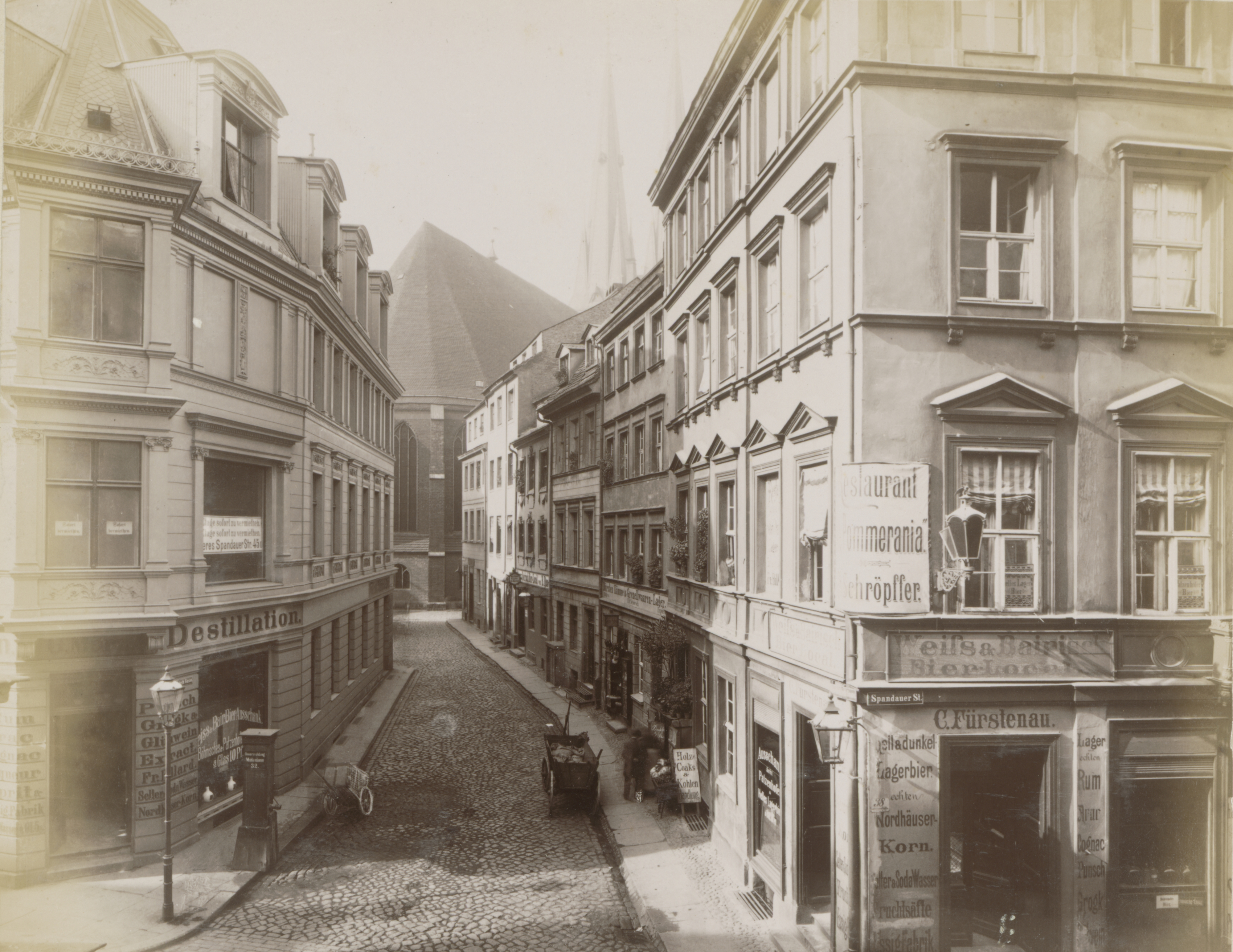
Nikolaikirchgasse (1885)
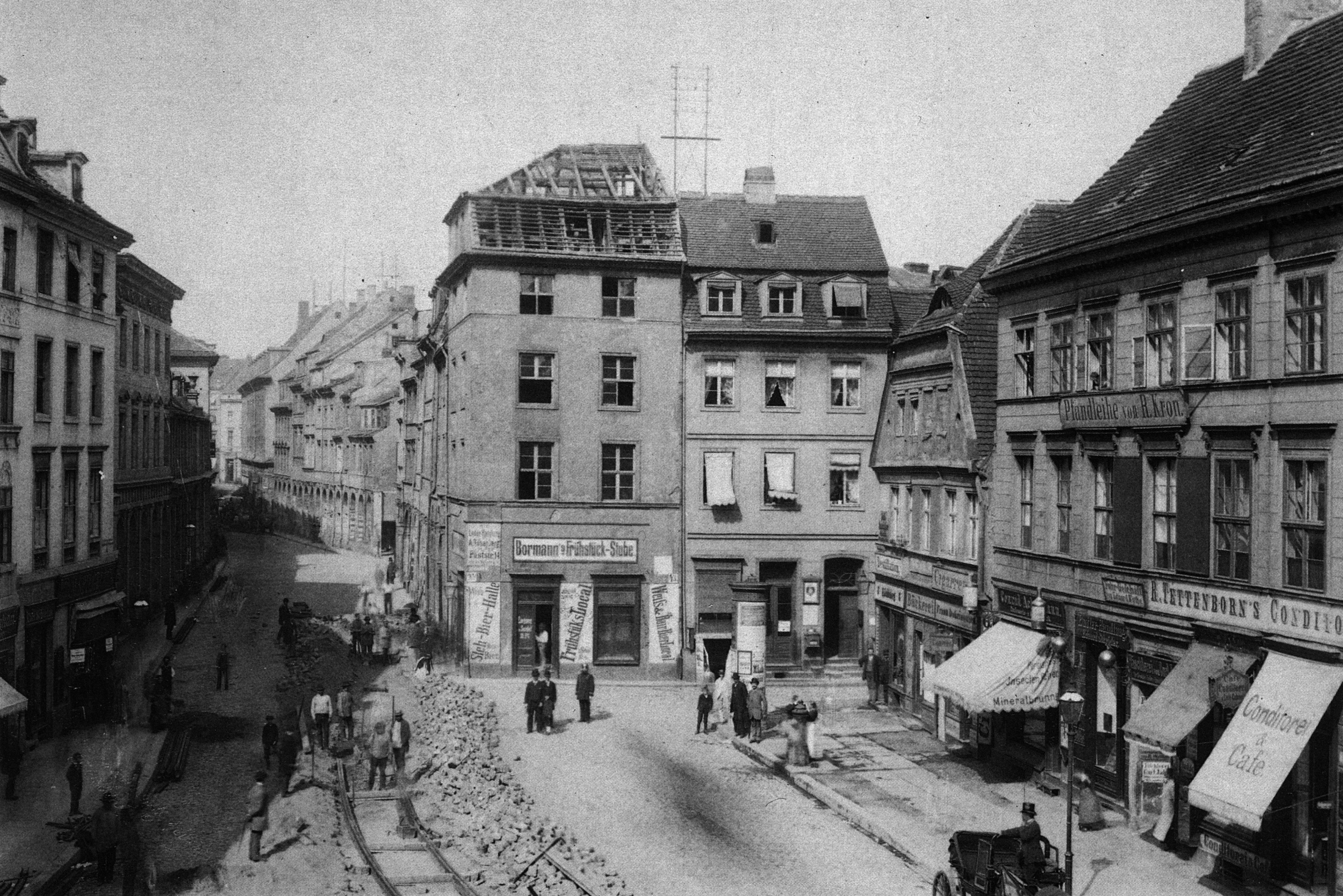
Greiner Typ I: Neuköllnischer Fischmarkt (1886)
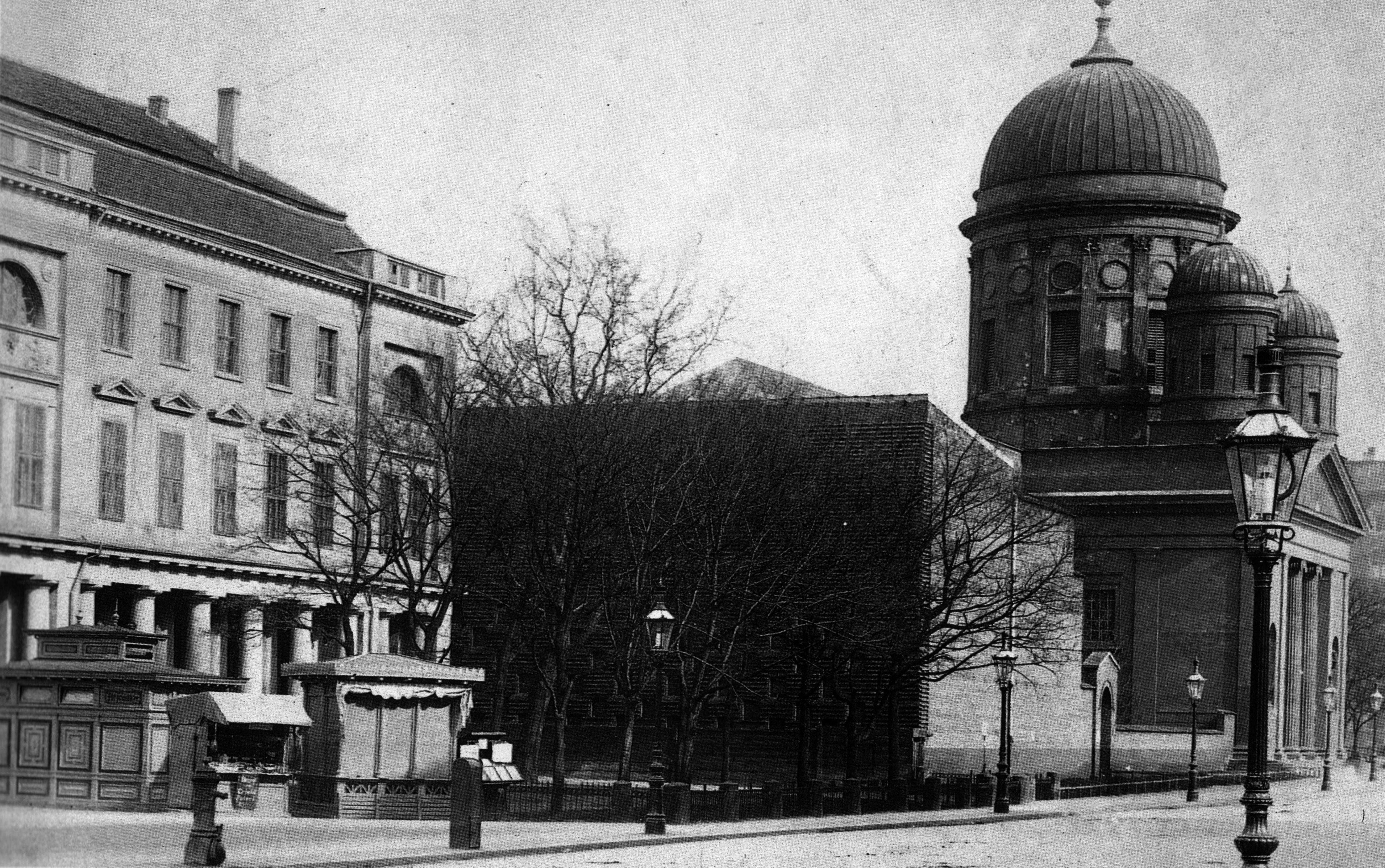
Greiner I (Alte Börse, 1887)

### Brunnenkarte 1660
Vom Großen Kurfürsten wurde 1660 eine Verordnung für Berlin und Cölln erlassen, wie mit den öffentlichen Gassenbrunnen (Ziehbrunnen) umzugehen sei. Zu diesem Zeitpunkt werden für Berlin 36 und in Cölln 12 solcher Brunnen genannt. „In der Breitenstraße nahe dem Schloßplatz stand einer vor dem schiefergedeckten Gebäude“. Auf dem Fischmarkt stand einer in einem roten mit Schindeln gedeckten Gebäude, der 1656 erneuert worden war. In der Roßstraße war der verzierte mit Blech gedeckte, der 1959 erneuert wurde. Anders gestalte waren zwei Röhrbrunnen: einer in der Königsstraße vor dem Rochowschen Haus (später Königliches Postgebäude), der andere am Molkenmarkt. Ergänzt wurden diese durch 238 Privatbrunnen in Berlin und 141 in Cölln in den Höfen. Deren Erhaltung war den Eigentümern bei Strafe von 10 Thalern angeordnet. Die Röhrbrunnen sind mit Schwengeln versehene Handpumpen, deren Prinzip bestehen blieb. Diese Maßnahme wurde eingeführt, um die Verschmutzung der offenen Ziehbrunnen zu vermeiden. Durch Wettereinfluss und Mutwillen konnten diese verunreinigt werden.
Auf einer Brunnenkarte von Berlin/Cölln nach dem Lindholz-Plan gefertigt für das Jahr 1660 (12 Jahre nach dem Dreißigjährigen Krieg) sind 35 Straßenbrunnen für Berlin 14 für Cölln verzeichnet. Die folgende Liste bezeichnet die auf der Karte markierten Brunnenstandorte und enthält ungefähre Koordinaten. Auf der Karte in Bärthel sind Straßenkreuzungen aus einer Aufstellung nach Mylius für den Standort markiert, jedoch fehlt die Zuordnung der Straßenecke. Die Koordinaten in der folgenden Liste geben die Entfernungen zur Straßenecke als einen Umkreis an. Im Übrigen kam zu den aufgeführten „öffentlich nutzbaren Gassenbrunnen“ ein Vielfaches an „Hofbrunnen“ hinzu, diese standen üblicherweise nur den Bewohnern innerhalb der Grundstücke zur Wasserentnahme zur Verfügung.
- Berlin
  - 4 = Stralauer Straße
    - 01: 25 Meter westlich Hinter der Stralauer Mauer (Waisenstraße), Höhe vom Grossen Friedrichs Hospital (Waisenhaus) (Lage)
    - 02: Mündung Klosterstraße (=5), 25 Meter westlich der Kleinen Stralauer Straße (Lage)
    - 03: Mündung Jüdenstraße (Lage)
    - 04: 20 Meter östlich vom Molkenmarkt (Königsmarckt) (Lage)

  - 5 = Klosterstraße
    - 05: 25 Meter südlich Kronengasse (ggü. Stockhausgasse), in Höhe der allerdings erst 1695 erbauten Parochialkirche (Lage)
    - 06: in Höhe Klosterkirche (Graues Kloster) (Lage)
    - 07: 60 Meter nordwestlich der Königs Straße, 55 Meter südöstlich Bischoffs Straße (Lage)
    - 08: 40 Meter nordwestlich Bischoffs Straße, Durchgang zur Marienkirche (Höhe des Turms, neben der Neuen Gasse) (Lage)
    - 09: (verlängert) Im Jeckhol, 65 Meter nördlich Papenstraße (Lage)

  - 6 = Jüdenstraße
    - 10: 50 Meter nördlich Stralauer Straße, 45 Meter südlich Reetzengasse (Lage)
    - 11: Kreuzung Cronengasse/ Reetzengasse (Lage)
    - 12: Platz mit Sieversgasse, 20 Meter südlich Nagels Gasse (Lage)
    - 13: (verlängert) Hoher Steinweg – 60 Meter nördlich der Königs Straße (halbwegs Bischoffs Straße) (Lage)
    - 14: Hoher Steinweg – Kreuzung mit Bischoffs Straße (Lage)

  - Neuer Markt
    - 15: am Ostrand halbwegs südlich der Papenstraße und nördlich der Bischoffs Straße (Lage)
    - 16: mit Papenstraße (Nordecke Neuer Markt) (Lage)
    - 17: 60 Meter nördlich der Papenstraße, 60 Meter südlich Heidereutergasse (Lage)

  - 3 = Spandauer Straße
    - 18: Nordecke Molkenmarkt zur Eiergasse (Kleine Kirchgasse) (Lage)
    - 19: Nordausgang Molkenmarkt, zwischen Eiergasse und Kirchgasse (ggü. Reetzengasse) (Lage)
    - 20: Kreuzung Nagels Gasse/ Probstgasse(Lage)
    - 21: 45 Meter nordwestlich Königs Straße (Grappendorffs Haus) (Lage)
    - 22: vor der Ecke Bischoffs Straße/ Bergheims Gasse (Kleine Poststraße)(Lage)
    - 23: 30 Meter nordwestlich Bergheims Gasse, (am Durchgang Neuer Markt) (Lage)
    - 24: 10 Meter nördlich Calands Gasse, Höhe Ausgang Papen Straße am Neuen Markt (Lage)
    - 25: südlich an der Kreuzung Heidereutergasse/Heilige Geist Gasse (Lage)

  - 1 = Königs Straße
    - 26: 40 Meter östlich Klosterstraße, 25 Meter westlich Hinter der Königsmauer, auch Hinter den Baraquen (Lage)
    - 27: etwas westlich der Kreuzung Klosterstraße (Lage)
    - 28: Kreuzung Jüdenstraße/Hoher Steinweg (Lage)
    - 29: 25 Meter östlich Spreeufer (Lange Brücke, Burgstraße) (Lage)

  - Berlinischer Fischmarkt
    - 30: Zwischen Mühlendamm und Molkenmarkt (Lage)

  - 2 = Heilige Geist Straße – Poststraße (hieß noch 1712 Heiligengeist Straße)
    - 31: Probstgasse, Höhe Mittelachse Nikolaikirche, Zugang zu den Fleischscharren (Lage)
    - 32: gegenüber Mündung auf Königs Straße (Höhe Jordans Haus) (Lage)
    - 33: 10 Meter nördlich Ecke Bergheimsgasse (Lage)
    - 34: 30 Meter nördlich Calands Gasse, Höhe Joachimsthaler Gymnasium (Lage)
    - 35: Höhe Heiligengeist Gasse, 70 Meter östlich vom Spreeufer (Lage)
- Cölln
  - 7 = Breite Straße
    - 36: Nordostseite, 40 Meter südlich Schloßplatz > am Churfürstlichen Stall in Cölln (Königlicher Marstall) (Lage)
    - 37: Westseite, 70 Meter nördlich Neumanns Gasse (Lage)

  - 13 = Scharren Straße
    - 38: Höhe Petrikirche, 25 Meter östlich Brüdergasse (Lage)

  - 14 = Brüderstraße
    - 39: 25 Meter nördlich Scharren Straße (Lage)
    - 40: 50 Meter südlich Spree Gasse (Lage)
    - 41: zwischen Neumannsgasse und Spreegasse (Lage)
    - 42: 45 Meter südlich Thurmgasse – Pindlers Haus (östlich Duhmbkirche, Stechbahn) (Lage)

  - An der Petrikirche (Gertraudenstraße)
    - 43: 75 Meter östlich vom Kanal (Gertraudenbrücke), hinter Häusern der Kurgasse (Kleine Gertraudenstraße), Grünstraße mündet 40 Meter gegenüber (Lage)

  - 11 = Grünstraße
    - 44: 65 Meter südlich An der Petrikirche (Lage)

  - 10 = Lappstraße (Petristraße)
    - 45: 75 Meter südlich An der Petrikirche (Lage)

  - 9 = Rosstraße
    - 46: 15 Meter südlich An der Petrikirche (gegenüber Cöllnisches Rathaus, Cöllnischer Fischmarkt) (Lage)
    - 47: 20 Meter nördlich Rittergasse (auch Petersiliengasse und Schornsteinfegergasse) (Lage)

  - 8 = Fischer Straße
    - 48: 40 Meter südlich Mühlendamm (Cöllnischer Fischmarkt) (Lage)
    - 49: Höhe Mündung Petersilien Gasse (Schornsteinfegergasse) (Lage)

### Alte Brunnen mit Kastengehäuse

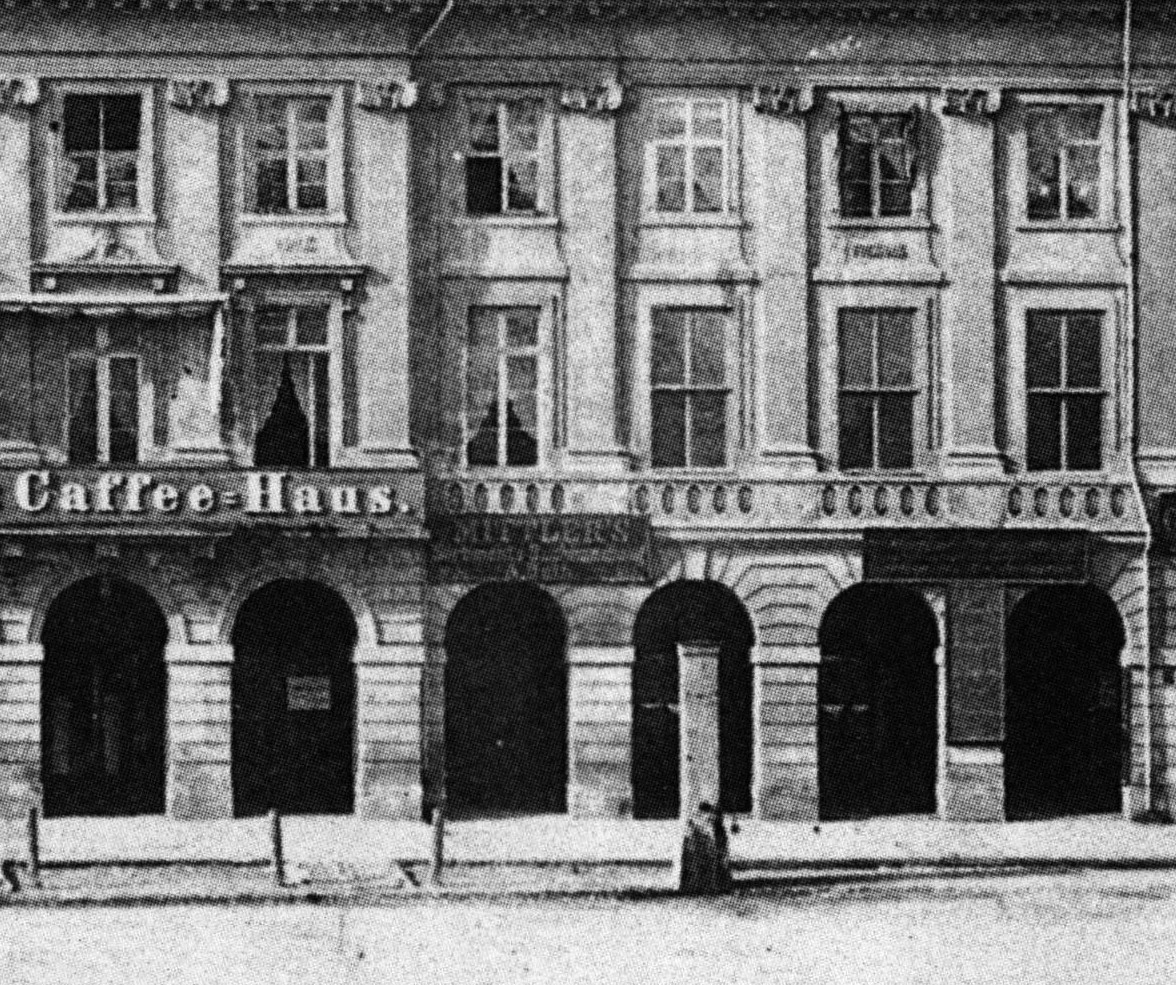
Alter Brunnen (Stechbahn 4, 1865)

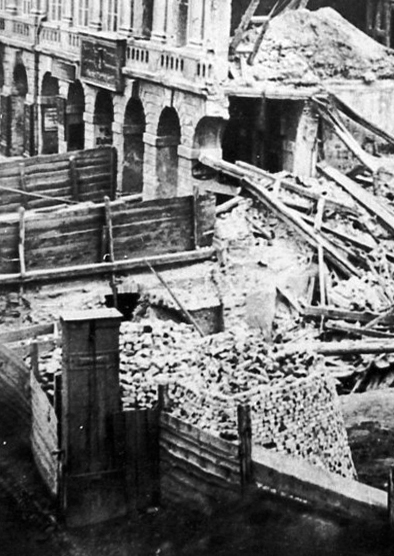
Straßenbrunnen außerhalb der Bauabsperrung (Abriss Stechbahn)

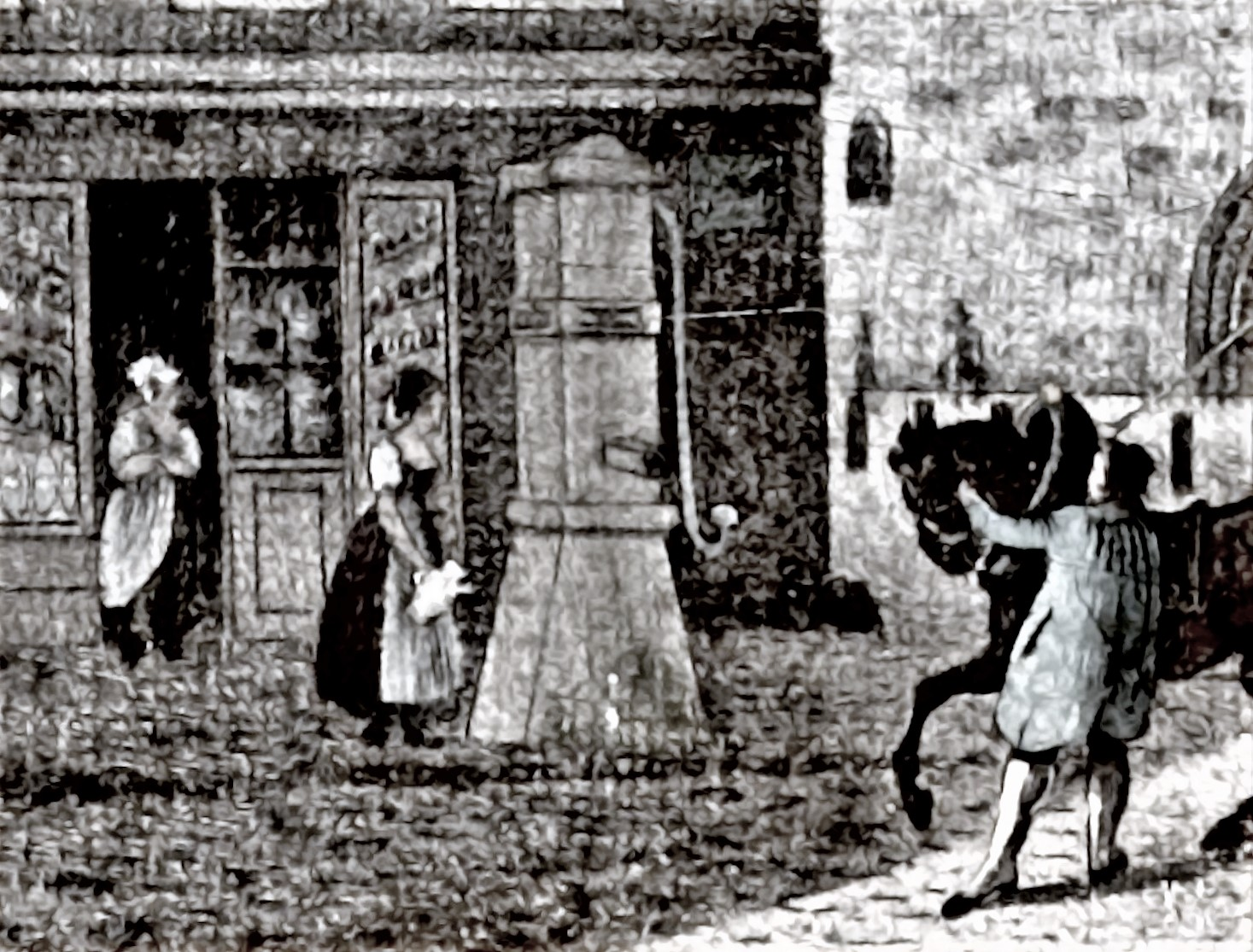
Kastenbrunnen 1827 vor dem Haus Propststraße

Im Jahr 1845 standen zur allgemeinen Nutzung 817 Straßenbrunnen im städtischen Straßenraum. 20 Jahre später (1865) waren 937 Straßenbrunnen im Berliner Stadtgebiet vorhanden. Die Gehäuse standen über den Kesselbrunnen und förderten durch Betätigen eines Schwengels das Wasser aus der Brunnenhaltung an den Auslauf. Bis in das 18. Jahrhundert standen an angegebenen Standorten noch Ziehbrunnen, bei denen das Wasser in Eimern oder Kübeln mittels Seil (oft) über Rollen, die an einem Trägergestell angebracht waren, hochgezogen wurden.
- Einige Standorte von Kesselbrunnen (im Jahr 1868) sind dem Buch von Isidor Albu (1877)[58] entnommen.
  - Je ein Schlossbrunnen stand (1868) im Lustgarten und auf dem Hof des Schlosses.
  - 16 öffentliche Straßenbrunnen standen: Karl- und Albrechtstraßen-Ecke (Lage), Landsberger- und Kurzestraßen-Ecke (Lage), Markgrafen- und Besselstraßen-Ecke (Lage), Mauer- und Jägerstraßen-Ecke (Lage), Mauerstraße 3 (SO von Bethlehemskirche, Lage), Melchiorstraße 35 (Lage), Neue Jakob- und Rossstraßen-Ecke (Lage), Neue König- und Lietzmannsstraßen-Ecke (Lage), Oranienstraße 52 (Parodietheater, Lage), Schönhauser- und Kastanienallee-Ecke (Lage), Schumann- und Louisenstraßen-Ecke (Lage), Wilhelm- und Zimmerstraßen-Ecke (Lage), Behren- und Wilhelmstrassen-Ecke (Lage), Grüner Weg 107 (Lage), Hagelsbergerstrasse 3 (Stahlsches Haus) (Lage), Jerusalemer- und Leipzigerstrassen-Ecke (Lage).
  - Im Buch sind acht Hofbrunnen für folgende Grundstücke genannt: Johanniterstraße 3 (Lage), Kurstraße 20 (Lage), Mittelstraße 18 (Lage), Möckernstraße 1 (Ostseite Anhalter Bahnhof > etwa Lage), Nostizstraße 51 (Lage), Oranienstraße 80 (St. Jakobs-Hospital) (Lage), Teltower Straße 51 (Lage), Grünstrasse 27 (Lage).
- Georgenkirchplatz (Hausnummer 23, #20 Lage) stand ein Hofbrunnen mit Holzkörper (#1) noch 1927, seine Schwengelgabel ist unverkleidet.[59] Der Brunnen stand auf Grundstück 23 an einem Anbau der Rückseite Neue Königstraße (Hausnummer 56).[60] Der Standort liegt mittig zwischen Otto-Braun- und Bernhard-Weiß-Straße am Rand Alexanderstraße 7 (Südwestkante der Umbauung des Gebäudes).
- Klosterstraße 87 (#22, Lage) Dem Haus gegenüber N°87 (=Bischofstraße 1) stand ein Brunnenkasten 1885 an der Westecke der mündenden Bischofstraße (Hausnummer 1).[61] Die Bischof-/ Klosterstraße ist überbaut, der Brunnenstandort entspricht dem südlichen Auftreffpunkt der westlichen Umbauung des Berliner Fernsehturms und 7 m nach Nordwest.[62]
- Bischofstraße 7 (#23, Lage) Ein Brunnen ist auf dem Foto von 1883 „Bischofstraße near Marienkirche“ abgebildet.[63][64] Der gleiche Brunnen ist auf der Aufnahme vom Rathausturm[65] durch den Hoher Steinweg zu sehen. Die Bischofstraße lag zwischen Spandauer und Klosterstraße[66]
- Neue Friedrichstraße 2 (#24, Lage): Alter Brunnenkasten 1888 neben dem „Mehlmagazin“[67] im Jahr 1888.[68]
- Neuer Markt (#30, Lage)[69]: Gegenüber den Häusern, in der Lage Haus 4 zu Haus 5[70] stand im Jahr 1880[71] ein Kastenbrunnen. Auch für 1860[72] und für 1882[73] und bereits um 1770/1780 auf einem Gemälde[74] von Karl Friedrich Fechhelm ist der Brunnen abgebildet. Auf der Radierung von Johann Georg Rosenberg aus dem Jahr 1785 ist der Kastenbrunnen zu sehen. Für 1900 steht nahe dem alten Standort ein zwischen 1892 und 1897 gesetzter Typ-III-Brunnen der Lauchhammerserie.[75]
  - Auf der Radierung von Rosenberg aus dem Jahr 1785 sind drei Kastenbrunnen an der Nordseite des Neuen Marktes (von der Papenstraße her) verzeichnet.[76] Von der Papenstraße her standen die Brunnen vor Haus N°8, N°6 und N°4. Gut zu erkennen sind die drei Brunnen an der Nordostseite des Neuen Marktes auf einer Lithographie von 1853.[77]
    - Haus N°4 (#85, Lage): Belegt noch auf dem um 1880 gefertigten Foto von Schwartz Datei:Neuer Markt, Berlin 1880.jpg ist der Brunnen vor Haus N°5 (am Rand zu 4).
    - Haus N°6 (#86, Lage), auch 1860[78]
    - Haus N°8 (#87, Lage)[79][80]

  - Neuer Markt 16 (#33, Lage, Südecke), gegenüber von Bischofstraße 12[81][82] steht 1888 ein alter Brunnen.
- Molkenstraße (#46, Lage): an den Straßenecken zum Molkenmarkt[83] standen 1888 zwei eingehauste Kesselbrunnen. Wobei bis 1900 zunächst der an der rechten Straßenecke abgebaut war.[84] Die Eckhäuser sind: nördlich Molkenmarkt 13/12 (=Molkenstraße 1, Lage Max Friedlaender jr.) und südlich das Eckhaus Molkenmarkt 14 (=Restauration Raack, Cigarren J. Neumann, Haarschneidesalon). Im anliegenden Wohnhaus befindet sich das Tuchlager von Carl Engel.[85] Die Molkenstraße wird jetzt als Poststraße geführt, die Standorte der beiden Brunnen befänden sich 25 Meter von der neuen Hausfront am Eckhaus „Zur Rippe“ und der Grünfläche in die Fahrbahn Mühlendamm hinein bzw. 55 Meter vom Gebäude Nikolaikirchplatz 1/3.
- Nicolaikirchgasse (#32, Lage): An der Südseite gegenüber Spandauer Straße 39[86][A 2] stand der Brunnen im Jahr 1885.[87][88] Die Häuser Spandauer Straße 39-44, zwischen Eiergasse und Kirchhofgasse wurden ab 1897 abgerissen.[89]
- Friedrichstraße 175 (#10, Lage, NW-Ecke Jägerstraße [=62a]) stand um 1860[90] ein alter eingehauster Kesselbrunnen.[91][92] Die Straßenecke wurde um 1871[93] neu bebaut.[94]
- Leipziger Straße
  - Leipziger Straße 4 (#36, Lage): Ein Kastenbrunnen stand im Jahr 1882 vor dem Gebäude des Preußischen Herrenhauses, Leipziger Straße 4,[95] Der Umbau des Grundstücks erfolgte nach dem Abriss des vorherigen Herrenhauses und war in der bestehenden Form 1904 fertiggestellt.[96]
  - Leipziger Straße 19 (#35, Lage)[97] stand 1872 an der SO-Ecke zur Mauerstraße („Haus Mauerkrone“) ein eingehauster Kesselbrunnen[98][99] und stand 1892 nach dem Umbau des Eckhauses noch (vergleiche dazu Postkasten und Litfaßsäule zur Mauerstraße).[100] Über die Mauerstraße hinweg befindet sich das Museum für Kommunikation (Grundstück Leipziger Straße 16–18 / Mauerstraße 69–74), das zwischen 1871 und 1874 als Reichspostamt (danach Reichspostmuseum) entstand.
  - Leipziger Straße 43 (#37, Lage, SO-Ecke Markgrafenstraße 32a)[101][102] stand 1887, 1890 und noch 1893[103] der Brunnenkasten. Im Bild ist der Tränkstein am Bordstein zu sehen, der beispielsweise den Pferden das Trinken ermöglichte.[104][105] Die Straßenecke Markgrafenstraße ist überbaut, hier steht das Wohnhochhaus Leipziger Straße 40.
  - Leipziger Straße 47 (#38, Lage): Ein Kastenbrunnen befand sich 1890 (ohne Tränkstein) vor dem Haus.[106][107] Dieser Brunnen (x14) ist 100 Meter von (#13) vor dem Eckhaus Leipziger Straße 43 entfernt.[108]
  - Leipziger Straße 50a (#39, Lage): Ein nächster Kastenbrunnen stand Leipziger / Südwest-Ecke Jerusalemer Straße (Kisskalt's Hotel „Stadt London“[109]) Ein weiteres Bild[110] zur Bauzeit des Kaufhauses Tietz zeigt noch das Hotel, aber der Brunnen fehlt Mitte der 1890er Jahre. Der Brunnenstandort[111] läge vor dem Versorgungsflachbau Hausnummer 45 der jüngsten Bebauung, der auch die Jerusalemer Straße überdeckt. Dieser Brunnen ist bereits 1793 auf einem Bild des Malers Leopold Ludwig Müller (1838) an der Westecke vom Dönhoffplatz am Eckhaus Jerusalemer Straße abgebildet.[112]
  - Leipziger Straße 62 (#76, Lage, Gertraudenhospital): Die näheren Ausführungen unter Spittelmarkt #75.[113]
  - Leipziger Straße 112: (#41, LageWMF-Haus), Nordost-Ecke mit der Mauerstraße[114] steht 1872[115] ein Kastenbrunnen etwa 10 Meter am Gehwegrand der Mauerstraße mit drei Pferde-Kutschen die am Brunnen warten.

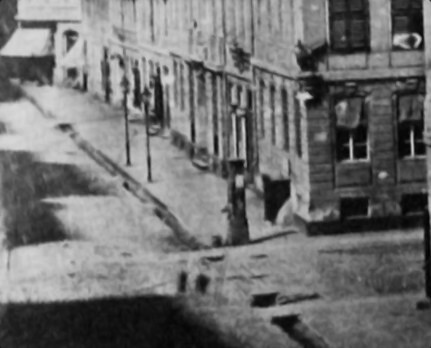
Kastenbrunnen Alte Leipziger/Kurstraße 1840

- Alte Leipziger Straße 4 (#40, Lage, Nordgrundstück Kurstraße 38)[117] stand ein Kastenbrunnen, das Bild ist auf 1840 datiert.[118][119] Der Standort[120] in der Alten Leipziger Straße liegt am Nordrand der Kurstraße. Für den Erweiterungsbau der Reichsbank wurde die Alte Leipziger Straße zwischen Kurstraße und Jungfernbrücke eingeschlossen. Der Brunnen gelangte dadurch an diese Bauflucht.[121]
- Behrenstraße 14 (#42, (Lage, Stadthaus des Architekten Heinrich Theising[122]) der Brunnen[123]) stand 1900 (laut Bildtext) in der Kanonierstraße am Grundstück Behrenstraße 14–15/Kanonierstraße 21 (jetzt: Glinkastraße 44).[124] Der heutige Anblick zeigt an der Eckfase noch das Wappen.[125]

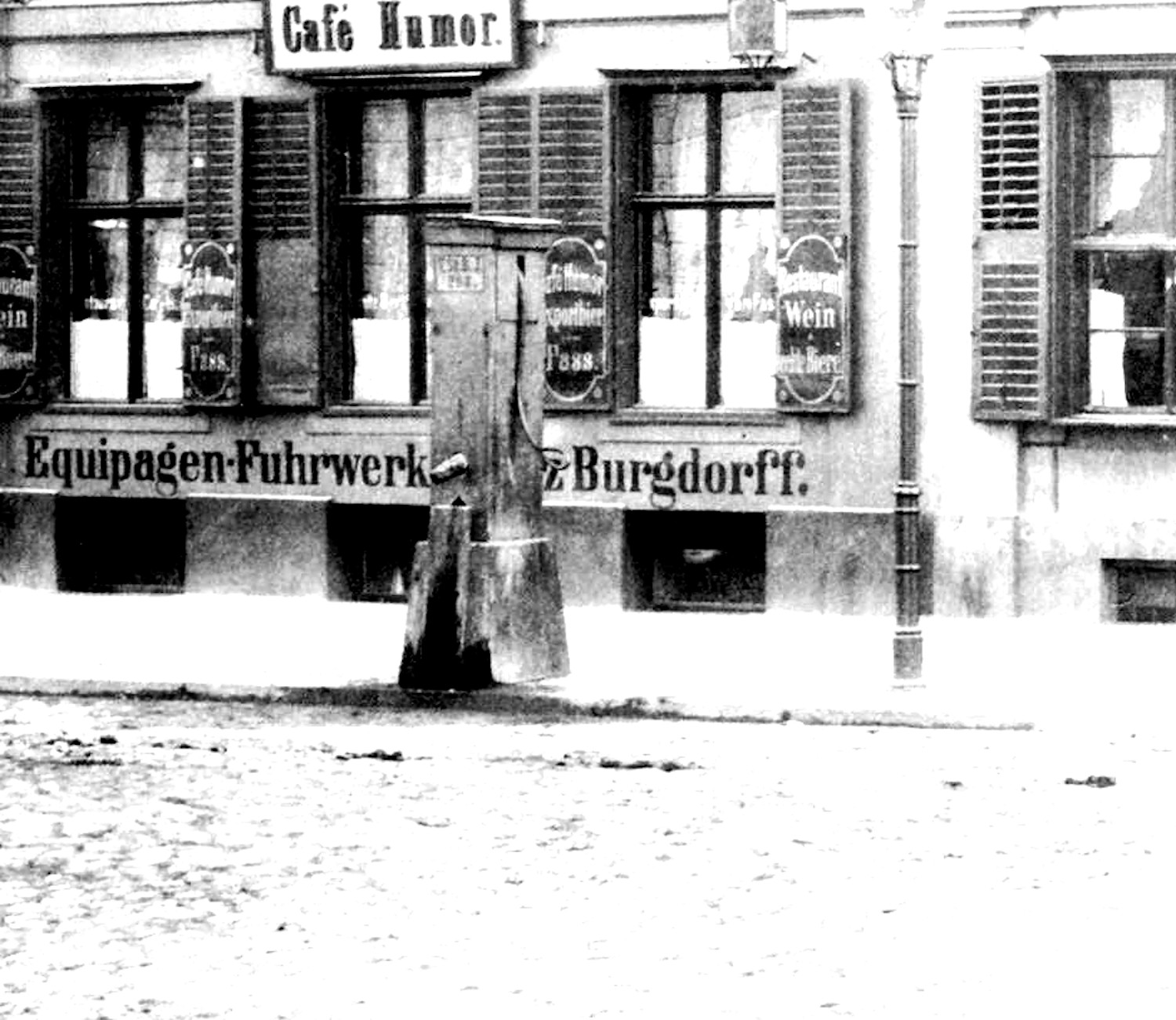
Kastenbrunnen in der Jägerstraße Südseite (F. Albert Schwartz, 1886)

- Jägerstraße 12 (#43, Lage): Vor der einstöckigen Häuserzeile[126] an der Südseite der Jägerstraße[127] stand im Jahr 1886 der Kastenbrunnen (hier als #19 benannt).[128] Der Brunnen stand 1886 vor dem Gebäude 12 mit dem „Café Humor“. Bei den Luftangriffen blieben die Grundstücke westlich zur Kanonierstraße (Glinkastraße) zerstört aber wiederaufbaufähig, während nach Osten zur Friedrichstraße die Gebäude zerstört und teilweise abgetragen wurden.[129] Die Grundstücke sind nach wie vor noch vorhanden: wobei N°10-11 zur Humboldtuniversität gehört und das Grundstück 12 mit 13 vereinigt vom Russischen Haus in Berlin (Jägerstraße 13–16, Friedrichstraße 176–179, Taubenstraße 37–41) genutzt wird.
- Gendarmenmarkt[130] Am Platz standen ringsum ummandelte Schwengelbrunnen in holzverkleideten Kästen auf Kesselbrunnen. Die häufigen Aufnahmen der bedeutsamen Gebäude haben wohl bedingt, dass Straßenbrunnen mit abgebildet wurden. Die „alten Brunnen“ waren um 1895 beräumt. Der Zeitraum der Radierungen, Stiche und Fotografien belegt den Zeitraum von der zweiten Hälfte des 18. Jahrhunderts bis zum 19. Jahrhundert. Für die Jahre ab 1895/1897 finden sich Bilder mit Lauchhammerbrunnen um den Gendarmenmarkt, dann jedoch an der Hauserseite der Straßen und nicht mehr auf der Platzseite. Weitere Bilder um den Gendarmenmarkt stammen von Nicolas-Marie-Joseph Chapuy (1790–1858): Berlin Gendarmenmarkt[131] Carl Julius Henning (1813–1848) Der Deutsche u. Französische Dom u. d. Königl. Schauspielhaus[132] Carl Friedrich Calau: Der Gensdarmesmarkt mit dem alten Schauspielhause[133] und in der Online-Sammlung des Stadtmuseum befinden sich weitere Grafiken und Abbildungen.
  - Französische Straße 42: (#44, Lage): Berliner Handelsgesellschaft[134] stand 1888 der Kastenbrunnen[135] an der Nordseite des Gensdarmenmarktes gegenüber vom Französischen Dom. Der Straßenbrunnen steht auf dem Bild zwischen der Pfostenreihe und somit über die Straße hinweg am südlichen Fahrbahnrand.[136] Auf dem Bild von 1900 fehlt der Brunnen.[137]
  - Französische Straße 40 (#45, Lage): An der Ecke Markgrafenstraße stand das Palais der Familie Achard[138] und gegenüber am Nordosten des Gendarmenmarkts der Straßenbrunnen #21[139], schräg zum Französischen Dom,[140] also an der Südwestecke der Kreuzung Französische/Markgrafenstraße. Der Brunnen stand am südlichen Bordstein der Französischen Straße hinter der Reihe von Pollern mit den der Bereich des Französischen Doms nach Nordosten zu den Straßenläufen abgesperrt ist. Der Blick des Foto fällt auf die gegenüberliegenden Gebäude Markgrafenstraße 49 und 50–51a.[141] Diese Straßenecke[142] gegenüber zum Französischen Dom besteht mit neuer Bebauung noch: Büro- und Geschäftshaus Französische Straße 40/41, Markgrafenstraße 39/41 und 42,43.[143]
  - Markgrafenstraße am Ostrand des Gendarmenmarkts sind auf der Radierung von Calau von 1820 Der Gensdarmen-Markt von der Französischen Straße aus aufgenommen[144] sind drei Kastenbrunnen aufgereiht. Belegt werden die Standorte zu dem durch Calaus Radierung Das neue Schauspielhaus und die beiden Thürme auf dem Gensdarmen Markt zu Berlin.[145] sowie einer Aquatinta „Der Gendarmenmarkt mit dem alten Schauspielhause/Le Marche des Gens´darmes et l´ancion theatre“[146]
    - Markgrafen-/ Jagerstraße (#46a, Lage):
    - Markgrafenstraße in Höhe Schauspielhaus (#46b, Lage):
    - Markgrafenstraße in Höhe Mohrenstraße (#46b, Lage):

  - Jäger-/Markgrafenstraße (#47, Lage): An der Ostseite des Gendarmenmarktes[147] steht um 1815 der Kastenbrunnen gegenüber vom Königlichen Verwaltungsgericht bzw. Lotterieamt Jägerstraße 56 (damals auch Markgrafenstraße 47). Auf dem Bild von Meydenbauer[148] ist an der Ostseite sowohl der Straßenbrunnen Ecke Französische, als auch etwas entfernter jener an der (Nordecke Jägerstraße=Südost Französischer) zu erkennen. Siehe auch den Brunnen an der Jäger-/Markgrafenstraße, der Nordost-Ecke vom Gendarmenmarkt 1850er Jahre auf diesem Bild.[149] Die Brunnen sind gleichfalls auf dem Bild von Poppel von 1852: Gendarmenmarkt zwischen Französischem Dom und Schauspielhaus. Am gleichen Standort Ecke Jäger- und Markgrafenstraße ist auf dem Foto von Hermann Rückwardt (1879) „Der Gendarmenmarkt in Berlin“ ein Brunnen neben dem Kutschenpferd zu erkennen. An der zylindrischen Brunnensäule zeigt der Schwengel nach links, die Säule besitzt auf dem oberen Abschluss einen Knauf.
  - Mohren-/Markgrafenstraße (#47a, Lage): An der Südostecke des Gedarmenmarktes ist 1883 ein Kastenbrunnen auf einem Stich abgebildet. Ein Bild mit Blick[150] auf den Südosten des Deutschen Doms aus dem Jahr 1900 zeigt einen Lauchhammerbrunnen Typ I, der wohl den Kastenbrunnen ab 1895 ersetzte
  - Mohrenstraße am Südrand vom Gendarmenmarkt: Auf Stichen von Calau von 1790[151] und auch noch 1820[152] sind drei Kastenbrunnen am Südrand des Gendarmenmarktes entlang der Mohrenstraße zwischen Markgrafen und Charlottenstraße eingezeichnet. Der Blick geht dabei zur Charlottenstraße 59 (=Mohrenstraße 46) mit dem Hotel de Brandenbourg. Der Brunnen an der Südwestecke des Gendarmenmarktes[153] stand jedoch 1886[154] nicht mehr.
    - Mohrenstraße 30 gegenüber (#48, Lage, Südostecke Gendarmenmarkt). Dieser Brunnen ist ebenfalls auf dem Gemälde (Öl und Leinwand) von Eduard Gärtner von 1857 „Gendarmenmarkt im Winter“ dargestellt (Südostecke vom Deutschen Dom).
    - Mohrenstraße 27 gegenüber (#49, Lage, Südrand Gendarmenmarkt)
    - Mohren-/Charlottenstraße (#50, Lage, Südwestecke Gendarmenmarkt)

  - gegenüber Charlottenstraße 59 (#51, Lage):Auf dem Foto von 1888 stand der Brunnen (etwa 30 Meter) von der Südwestecke des Gendarmenmarkts entfernt[155] weiterhin gegenüber vom Neubau, um 1900[156] jedoch nicht mehr.
  - Charlottenstraße 56 Ecke Taubenstraße (#52, Lage): Der Brunnen stand am Nordrand zum Deutschen Dom[157] der Blick geht zur Charlottenstraße und der Brunnen ist im Zug der Taubenstraße in den Platz eingesetzt.
  - Jägerstraße (#53,Lage) Der Brunnen steht am nördlichen Rand der durchlaufenden Straße zwischen Französischem Dom und Schauspielhaus.[158] Der Brunnen stand links neben dem Mendelsohnhaus (Nr. 51).
  - Jäger-/Charlottenstraße (#54, Lage, Südecke zum Französischen Dom): An der Westseite des Gendarmenmarkts steht der Kastenbrunnen[159] 1864 gegenüber von Charlottenstraße 53 vor dem Französischen Dom.[160] Auf dem späteren Foto[161] ist der Brunnen ganz rechts im Bild abgebildet.
  - Charlottenstraße 50/51 gegenüber (#55, Lage): Der Brunnen steht (wohl) 20 Meter von der Französischen Straße (an der Ecke ein Café Achteck) und dem Eckhaus der Französischen Straße gegenüber.[162] Das Foto ist mit 1895 als Aufnahmedatum markiert, zudem ist der südlichere Brunnen (#54) auf dem Foto auch zu erkennen.
- Petriplatz (#56, Lage): Der Brunnen[163][164] steht vor dem Eckhaus Petriplatz 3 zur Scharrenstraße, das Gebäude rechts davon ist die Ratswaage.[165] Der Petriplatz mit der zentralen Petrikirche und dem Köllnischen Rathaus lag zwischen Scharren- und Gertraudenstraße[166] und ist durch den neuen Straßenzug Mühlendamm–Gertraudenstraße–Spittelmarkt am östlichen Bereich überdeckt. Der Stand des alten Brunnens wird durch die reaktivierten Straßen Petriplatz Ecke Scharrenstraße bestimmt, in deren Bereich um 2020 neue Bauten errichtet werden (House of One).
- Kaiser-Wilhelm-Straße 36 (#57, Lage): Der Brunnen[167][82] vor den Häusern an der westlichen Straßenseite, gegenüber der Marienkirche, wurde entsprechend der aufgenommenen Baustelle am Eckhaus Klosterstraße[168][169] im Jahr 1888 fotografiert.[170] die Kaiser-Wilhelm-Straße zwischen Rosen- und Klosterstraße vom Portal der Marienkirche.[171]
- Wilhelmstraße 65 (#58, Lage): Der Brunnen stand 1880 vor dem 1844 in Staatsbesitz gegangenen Palais von Prinz August Ferdinand.[172] Das Palais wurde zum Reichsjustizministerium[173] umgebaut. Nach der Zerstörung und dem Abriss wurde die Französische Straße 2009 hier an die Wilhelmstraße durchgelegt.
- Zimmerstraße
  - Zimmerstraße 61 (#59, Lage) Ein alter Brunnen steht 1890 an der nördlichen Straßenseite[174] zwischen Markgrafen- und Jerusalemer Straße am Haus 61. Bis 1990 im Bereich des Mauerstreifens wurde unter Erhalt der Hausflucht hier neu als Hausnummer 55 bebaut.
  - Zimmerstraße 67 (#60, Lage): Der alte Kastenbrunnen steht vor dem Eckhaus Zimmerstraße 67-68 Ecke Markgrafenstraße 72-73 an der Nordostecke in die Markgrafenstraße hinein.[175][176]
  - Zimmerstraße 100 (#61, Lage, Ecke Wilhelmstraße): An der Ecke von der Hausfase zur Wilhelmstraße versetzt steht 1885 ein Kastenbrunnen.[177] Die Ruinen der kriegszerstörten Straßenecke wurden in den Nachkriegsjahren beräumt und stand im Bereich der Berliner Mauer. Noch unbebaut steht 2019 hier der Hi-Flyer (Ballon am Checkpoint Charly).
- Waisenstraße 27[178] (#62, Lage): Der Kastenbrunnen stand 1888 in der Waisenstraße am westlichen Gehweg gegenüber von der Restauration.[179] Waisenstraße 1890, F. Albert Schwartz Das Gebäude Klosterstraße 68 ist das Palais Podewils. Im Stadtplan sind der Durchgang und die Schräge[180] am Grundstück N°18 noch vermerkt (Zur letzten Instanz, N°14).
- Mittelstraße 28 (#63, Lage, Dorotheenstädtische Kirche): Der Brunnenkörper befindet sich an der Nordseite der Mittelstraße[181] und ist für 1870 und 1880 abgebildet. Der Standort befindet sich etwa 10 Meter (eine Kutschenlänge) östlicher vom Predigerhaus[182] vor dem Kirchhof, halbwegs zwischen Schadow- und Neustädtischer Kirchstraße. Der Brunnen stand noch 1888.[183] Die Kirche war nach 1945 als „beschädigt, wiederaufbaufähig“ geführt, auf dem Quadrat (Neustädtischer Kirchplatz) befindet sich eine unbebaute Grünfläche.
- Heiligegeiststraße 36 (#64, Lage, 38 ist das Haus mit dem Neidkopf): Der Brunnenkasten[184] stand 1890/1891 vor dem linken Rand vom Haus 36, wenig versetzt vom Eingang des Nachbarhauses 37.[82][185] Standort wohl auch 1840.[186] Der vormalige Standort befindet sich im Bereich des Marx-Engels-Forums (2019: Rand der Baustelle der Verlängerung U 5).
- Heiligegeistgasse/Heiligegeiststraße (#103, Lage): Der Standort ist auf der Tafelmalerei (?) von 1840 dargestellt.[187] Nach dem Selter-Grundriss von 1846 ist das Haus im Hintergrund dr Cassen-Verein (später zur Börse), während rechts der Zaun zum Heiligen-Geist-Kirchhof gehört und links die Heiligegeiststraße mündet. Deren Lage istin Mitte durch die St.Wolfgangstraße markiert.
- Poststraße 31 (#65, Lage): Der Kastenbrunnen[188] mit Tränkstein stand von der östlichen Ecke mit der Königsstraße 10 Meter in die Poststraße[189] hinein. Der Standort läge im rekonstruierten Nikolai-Viertel an der Rathaus-/ Ecke Poststraße neben dem Eckneubau des Schmalen Hauses. Beachtenswert ist das ebenfalls mit 1894 gekennzeichnete Bild der gleichen Straßenecke auf der bereits ein Lauchhammerbrunnen Typ III abgebildet ist.[190]
- Auguststraße 30 (#66, Lage): Der Brunnen[191] steht vor dem schrägen Eckhaus[192] zwischen Auguststraße und Gipsstraße N°33. Nach der Beräumung der Kriegsruinen[193] und der restlichen Gebäude, sowie des zwischenzeitlichen Lagerplatzes befinden sich Spielplätze (Gipsdreieck) am ehemaligen Standort.
- Kaiser-Wilhelm-Straße 43 (#67, Lage, Hotel „Münchener Hof“): Der (Kasten-)Brunnen[194] steht etwa zehn Meter von der Ecke der Bürgersteige Westecke Spandauer/Kaiser-Wilhelm-Straße am Gehsteigrand in die Kaiser-Wilhelm-Straße hinein. Ende der 1890er Jahre ersetzt durch einen Lauchhammerbrunnen Typ I (#L7). Die historische Hausfront lag an der jetzigen südwestlichen Fahrbahn, der Brunnenstandort 5 m über die Mittelinsel hinweg, entsprechend 25 Meter von der aktuellen Hausecke Spandauer Straße 3 mit Karl-Liebknecht-Straße 4 (hier Bäcker Wiedemann).
- Mittelstraße 62 (#68, Lage, „Hotel du Pavillon“[195]): 1898 stand der alte Brunnen mit Kastengehäuse[196] am südlichen Gehsteigrand vor Haus 61 (Hauskante 62).

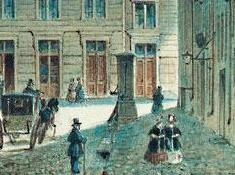
1840 an der Sternwarte (Dorotheenstraße)

- Stechbahn 4 (#69, Lage): 1865 stand der Kastenbrunnen[197][198][199] stand in Höhe von Haus Stechbahn 4[200] am Südrand vom Schloßplatz.[201] Die Häuser an der Stechbahn wurden 1865 abgerissen dem Bau des Nationaldenkmals weichen Nach der aktuellen Situation befindet sich der damalige Standort[202] vor dem Staatsratsgebäude (Schloßplatz 1), das von der Managerhochschule ESMT genutzt wird.
- Hasenheide 1[203]) (#70, Lage, Ecke Hermannplatz[204]): Ein Brunnen in Kastenform stand 1895 am Rand von (Alt-)Berlin[205] (damals Nordwestecke Hasenheide / Kottbuser Damm).[206] Der Standort ist Südwestecke des Hermannplatzes direkt zur Hasenheide erkennbar.[207][208] Die Westseite des Hermannplatzes (1900 noch Kottbuser Damm) wird seit 1930 vom Karstadt-Gebäude gebildet.
- Dorotheenstraße 96 (#71, Lage, Alte Sternwarte): Auf drei Bildern von Friedrich Wilhelm Klose zwischen 1840 und 1848 steht der Brunnen an der rechten (südlichen) Straßenecke[209][210] von Dorotheen-/Charlottenstraße gegenüber von der alten Sternwarte. Auf deren Gelände steht die Deutsche Staatsbibliothek Unter den Linden (Charlottenstraße 41), der Brunnenstandort wäre vor (nach aktueller Adressierung) Dorotheenstraße 31.[211]

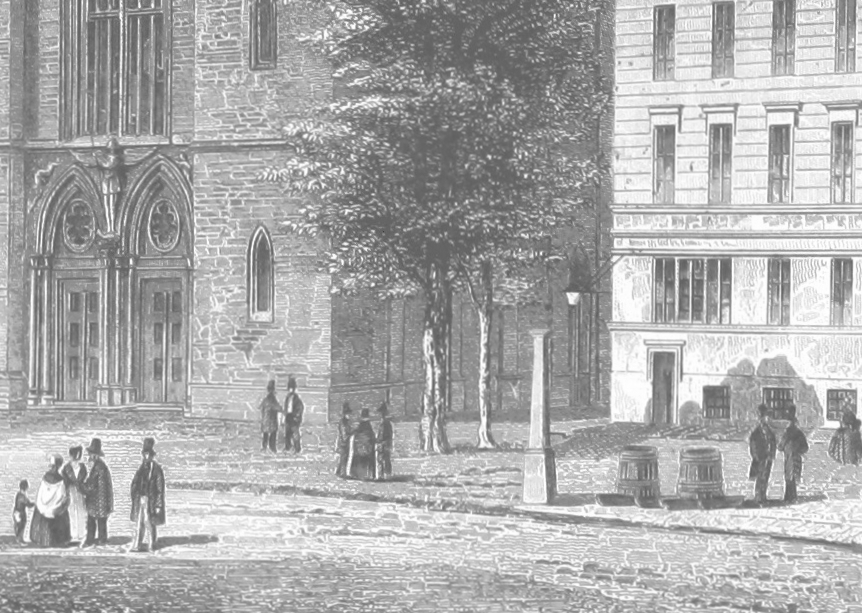
Alter Kastenbrunnen (Säule) an der Friedrichswerderschen Kirche mit 2 Vorratsfässern

- Werderscher Markt 9 (#72, Lage, Alte Münze): Der Brunnen stand 1840 (auf dem Bild) links vor der Alten Münze, dazu das Bild von Carl Daniel Freydanck. Der Brunnen steht vor der alten Münze an der Ecke zu Am Packhof Markstraße am Packhof, anzumerken die drei Wasserbottiche die neben dem Brunnen liegen.[212]
  - Werderscher Markt 4 (#91, Lage): Auf der Calauschen Aquatinta von 1810 ist in der Tiefe des Bildes ein Kastenbrunnen an der Mündung der Niederwallstraße dem Brunnen gegenüber Werderscher Markt 4 (zur Niederlagstraße) und nebenan die Friedrichswerdersche Kirche (damals Französisch-Deutsche Kirche). Deutlicher ist der Brunnen mit den zwei Wasserbottichen für Löschwasser auf dem Bild von Poppel 1852 neben der Friedrichswerderschen Kirche vor Werderscher Markt 4 abgebildet.[213] Das große Gebäude im Bild ist die Königliche Münze. In der aktuellen Bau-Planung des Schinkelplatzes – Prinzengasse (Südrand).
- Köllnische Straße 11 (#73, Lage): Der Brunnen[214] steht am westlichen Gehwegrand 40 Meter zu An der Fischerbrücke und 45 Meter von der Fischerstraße.[215] Er wurde nach 1903 abgebaut.[216] Auf einem Bild von Heinrich Zille ist der Brunnen nicht mehr vorhanden. Der vormalige Standort ist in den 1970er Jahren durch den Normbau einer Kinderkombination bei der Umgestaltung der Fischerinsel überbaut worden, aktuell genutzt vom Kreativhaus e. V (Fischerinsel 3). Der Straßenname wurde 1969 aufgehoben.
- Breite Straße 36 (#74, Lage): Der Brunnen[217] stand 1890 und auch schon 1815[218] in der Baumreihe vor dem linken Flügel des Alten Marstalls, benachbart zum Gebäude des Ribbeck-Hauses. Aktuell genutzt werden die Gebäude an der Nordostseite der Breiten Straße 30–36 durch die Berliner Stadtbibliothek.[219]
- Spittelmarkt (#75, Lage, Südwestecke): Der Brunnen stand schon 1833[220] auf dem Platz (südwestlich) vor der Gertraudenkirche, nach dem Bild von 1868 stand 20 Meter entfernt ein zweiter Brunnen am Gertraudenhospital vor dem Haus Leipziger Straße 62.[221][222][223][224] Der Standort des Brunnens[225] auf dem Platz vor der Gertraudenkirche läge an der westlichen Straßenmündung (Gehsteig) der Axel-Springer-Straße (damals An der Spaarwaldbrücke, später Beuthstraße) auf die Leipziger Straße, der zweite Brunnen Leipziger Straße 62 (vormals Gertraudenhospital) gerät mit der Straßenänderung an die Nordwestecke des jetzigen Hochhauses Leipziger Straße 51
- Mauerstraße: Auf der Druckgrafik von Johann Georg Rosenberg von 1776 Vue d'une partie de la Rue dite la Mauer=Straße avec l'Eglise de la Trinité (Blick nach Norden[226]) sind drei Brunnen dargestellt. Ebenfalls auf dem kolorierten Stich von 1778.[227] Alle drei Brunnen stehen vor den Häusern auf Straßenland, dabei steht jeweils ein Wasserbottich in dem Löschwasser vorgehalten werden sollte.[228] Auf dem kolorierten Kupferstich Mauerstraße mit Böhmischer Kirche (Bethlehemskirche) von Johann Georg Rosenberg aus dem Jahr 1767 (der Blick nach Süden) sind im Bild auf der linken Seite zwei Kastenbrunnen dargestellt, wobei der (im Bild) vordere an der „Wacht“ steht.[229]
  - Haus N°12 (#77, Lage, wohl das Eckhaus Leipziger Straße): Ein Kastenbrunnen an der Ostseite der Mauerstraße steht an der Ecke Leipziger Straße.
  - Haus N°15 (#78, Lage, Wacht): Ein Kastenbrunnen an der Ostseite der Mauerstraße steht an der Ecke Kronenstraße, die von rechts vor der Dreifaltigkeitskirche ins Bild reicht.
  - Haus N°65 (#79, Lage): Ein Kastenbrunnen an der Westseite der Mauerstraße steht gegenüber der Ecke Kronenstraße.

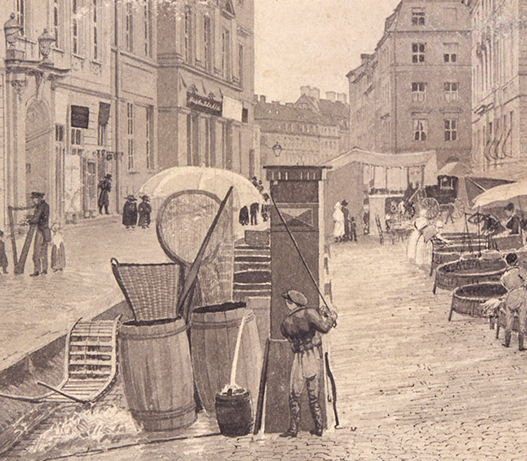
Brunnen am Fischmarkt

- Köllnischer Fischmarkt 6 (#80, Lage): Mit Blick auf das Cöllnsche Rathaus[230] steht 1829 der Brunnen linker Hand (im Bild).[231] Nach Beseitigung aller Kriegstrümmer und umgebender Neubauung wurde der Fischmarkt überbaut und 1969 als Straßenname aufgehoben. Der ehemalige Standort liegt 40 Meter von der Mühlendammbrücke und sechs Meter in das heutige Straßenland vom Mühlendamm, Entfernung zur Roßstraße (seit 1969: Fischerinsel) beträgt 55 Meter.

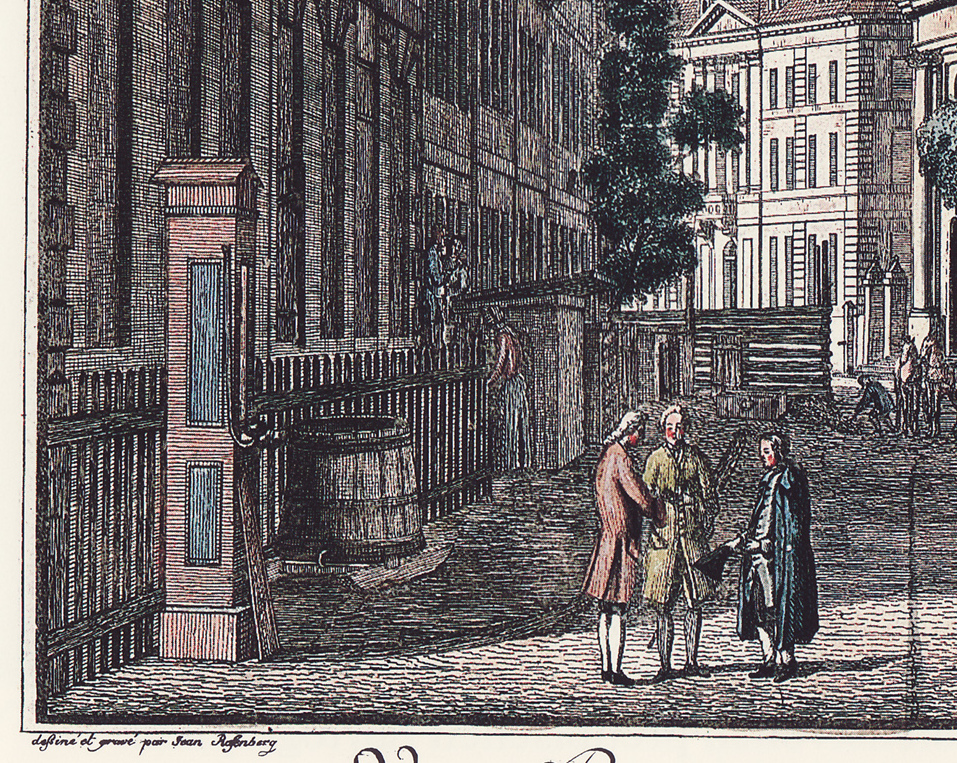
Schwengelpumpe an der Klosterstraße, mit Ablaufbrett unter dem Wasseraustritt und Bottich für Löschwasser

- Klosterstraße: Auf dem colorierten Stich von Johann Georg Rosenberg – etwa aus dem Jahr 1780 – mit Blick zur Parochialkirche steht an beiden Straßenecken (wohl[233]) der Stralauer Straße jeweils ein Kastengehäuse über einem Kesselbrunnen. Anzumerken bliebe, dass auf dem Bild die Kästen mit Schwengel und Austrittsrohr eine Höhe von etwas über drei Metern haben. An der westlichen Straßenseite steht ein Wasserbottich neben dem Brunnen.
  - Grundstück N°59 (#81, Lage): An der westlichen Straßenecke gehört der Wasserbottich zum Brunnen, deutlich zu erkennen ist das Schutzbrett unter dem Wasserrohr, das den Holzkasten vor Nässe schützen soll.
  - Grundstück N°60 (#82, Lage): An der östlichen Straßenecke (im Sonnenlicht) ist am Brunnen deutlich das Dach auf dem hölzernen Gehäuse und das Wasserrohr in Brusthöhe der nebenstehenden Frau zu sehen, unter dem Rohr steht ebenfalls das schräg angesetzte Schutzbrett.
  - Grundstück N°67 (#83, Lage, Parochialkirche): Ein weiterer Kastenbrunnen[234] in der Klosterstraße steht links vor der Parochialkirche auf dem Gehsteig der Straßenecke Kloster-/Parochialkirche. Er ist auf dem Foto von 1881[235] (Blick nach Süden) in der Bildmitte deutlich zu erkennen. An dieser Stelle links am Straßenrand steht 1910 je ein Rohrbrunnen vom Greiner- und vom Lohde-Typ. Diese beiden Brunnen sind auf dem Foto jedoch nur schlecht zu deuten.[236]
  - Grundstück N°74 (#84, Lage): Der Kastenbrunnen stand auf dem Foto von 1901 vor dem Schulhof Mauer[237] neben der Hauskante des Lagerhauses vom Gebäude des Gymnasiums zum Grauen Kloster. Das Foto von 1907 belegt den weiteren Bestand. 1934 stand der Brunnen nicht mehr. Nach dem Abriss und der Verbreiterung der Grunerstraße geriet der Standort an den Gehsteigrand vor der Klosterkirchenruine.
- Pariser Platz 8 (#89, Lage): Auf einem Stich von Chodowiecki[238] steht 1764 ein Brunnen vor der Ausfahrt des (vorherigen) Brandenburger Tors, nördlich vom Fahrweg (Unter den Linden) neben dem Wachhaus. Der Standort in der Dorotheenstadt ist als Quarree Marckt auf der Karte von 1738 verzeichnet. Der Brunnen stand dort, wo auf dem (heutigen) Pariser Platz[239] an der nordwestlichen Platzecke das (rechte) Wachgebäude des Langhansschen Tores (als Raum der Stille, →Pariser Platz 8) steht. Der gleiche Standort ist 1820 noch auf der kolorierte Radierung von Friedrich August Calau (1769–1828) Das Brandenburger Thor aufgenommen.[240] Der Kastenbrunnen steht vor dem Nebengebäude des rechten Torhauses, neben dem Brunnen stehen zudem zwei Löschwasserbottiche.
- Heidereutergasse 4 (#88, Lage): Auf der Radierung von Calau (um 1712/1714) ist rechts vom Gebäude der Alten Synagoge[241] am rechten Bildrand der Brunnen im Kastengehäuse dargestellt. Die Heidereutergasse lag zwischen Rosen- und Spandauer Straße[242][243] und wurde beim Wiederaufbau (Wohnblock Spandauer Straße 2/4) überbaut und 1968 entwidmet. In den 1990er Jahren wurde für den in verkürzter Form erhaltenen Straßenlauf der Name neu vergeben. Die Radierung legt nahe, da der Brunnen neben dem Tor an der Alten Synagoge abgebildet ist, der Standort somit halbwegs zwischen Spandauer und Rosenstraße an der Südseite stand.[244]
- Contre escarpe 69 (#90, Lage, <Alexanderplatz>): Auf dem Kupferstich von Calau[245] von 1796 steht der Brunnen (rechts im Bild) dem Ochsenmarkt gegenüber am Haus Contre Escarpe 69.[246] Der Blick im Bild geht dabei vom Gasthof Stelzenkrug (an der Bernauer Straße) zu den Königskollonaden.[247] Zur Hilfe für die Bestimmung der Koordinaten kann (wohl) das Haus Alexanderstraße 69[248] genutzt werden, so läge der Brunnenstandort 20 Meter ostsüdöstlich zum Brunnen der Völkerfreundschaft.

- Probststraße 13 (#91, Lage, <Nikolaikirche>): Auf dem Gemälde Nikolaikirche von Westen[249] ist in der Bildmitte der Kesselbrunnen mit Gehäusekasten vor dem Haus im Schatten dargestellt, daneben eine Frau mit Krug. Nach der Karte von 1826 erfolgt der Blick von der Poststraße, rechts der „Scharrn“ (Marktstand) links das dreigeschossige Eckhaus Probstgasse 13. Mit der Zerstörung im Zweiten Weltkrieg[250] und der Beräumung der Fläche um die Nikolaikirche wurde das Nikolaiviertel in Vorbereitung der 750-Jahrfeier auf annähernd mittelalterlichem Grundriss[251] 1980 bis 1987 neu geschaffen. Der Brunnenstandort läge somit vor dem Haus Poststraße 25. Interessanterweise steht ein Typ-II-Lauchhammerbrunnen mit Tränkstein am Gehsteig (Brunnen Mitte 26) am nahezu gleichen Platz.[252]
- Neue Packhofstraße #2 (#92, Lage): Auf dem Stich von Fincke nach einer Zeichnung von Schwarz. von 1833: Ansicht der Alten Börse am Berliner Lustgarten ist in Bildmitte zwischen den beiden Personen und der Kutsche ein Kastenbrunnen zu erkennen.[253] Er steht in Höhe der Neuen Packhofs-Brücke (Friedrichsbrücke) nördliches Ende des Lustgartens (Ende der Straße Am Lustgarten). Die Straße im Bild ist die Neue Packhofstraße (dann Kolonnadenhof Museumstraße 1–3, jetzt Bodestraße) vor dem (damaligen) Steueramt.[254] Der Standort läge vor den Kolonnaden an der Alten Nationalgalerie und nördlich vom Alten Museum gegenüber der mündenden Am Lustgarten Nordseite der Bodestraße.[255]
- Wilhelmstraße 77 (#93, Lage): Gegenüber dem Eingang vom „Palais Radziwill“, seit 1875 als Reichskanzlerpalais genutzt, ist auf einem Stich von 1833 ein alter Brunnen[256] abgebildet. Zu erkennen der viereckige Kasten für den Pumpkolben an der Schwengelangel und dessen schräge Verkleidung am Boden. Das im Bild rechts angeschnittene Gebäude gehört zum Palais des Prinzen Carl (Wilhelmplatz 9). Als Thälmannplatz wurde der Wilhelmplatz 1949 umbenannt, geriet zu Mauerzeiten in Randlage und wurde im Nordteil mit in den 1980er Jahren mit WBS70-Wohnhäusern bebaut. Die westliche Bebauung wurde nach der zerstörten Reichskanzlei und der Enttrümmerung zurückgesetzt mit Wohn- und Geschäftshäusern bebaut und die Wilhelmstraße (1964–1993: Otto-Grotewohl-Straße) neu nummeriert. Der Brunnenstandort läge somit 10 Meter neben dem Wohnhaus Wilhelmstraße 47.
  - (#97, Lage, Neue Wilhelmstraße):Auf dem Bild von 1856[257] ist auch der am Palais stehende Brunnen zu sehen.

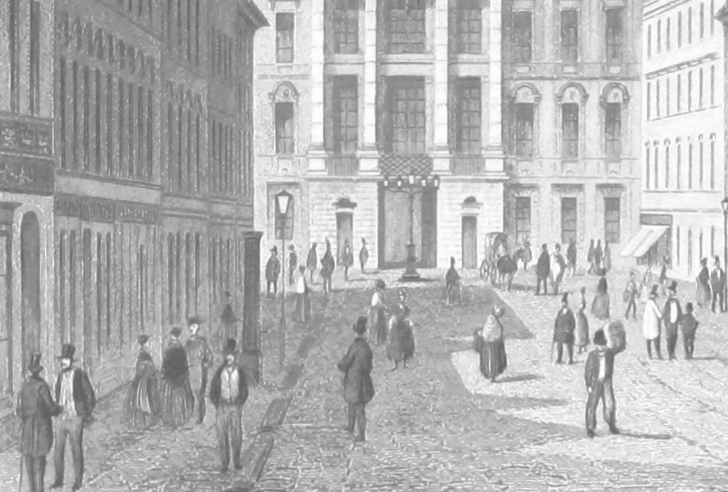
In der Breiten Straße, Blick zum Schloss

- Breite Straße 4 (#94, Lage): Auf dem Gemälde von Carl Daniel Freydanck von 1836 (Blick vom Schloss) rechts und 1852 mit Blick zur Südfassade des Schlosses Die Breite Straße in Berlin links auf dem Bild ist ein Brunnen mit Austrittsrohr[258] abgebildet. Der Brunnen an der Südseite der Breiten Straße steht 115 Meter von der Schlossfront. An der gegenüberliegenden Straßenseite vor dem „Königlichen Marstall“ (Breite Straße 36)[259] ist – auf beiden fast 20 Jahre auseinanderliegenden Bildern – eine Säule mit jeweils zwei Wasserbottichen erkennbar, ein Zuordnung als Brunnen ist nicht sicher.[218]
- Spandauer Straße 32 (#95, Lage): Auf dem Bild Altes Berliner Rathaus von Brücke aus dem Jahr 1840 ist der Brunnen im Bild rechts gegenüber vom Rathaus abgebildet.[260] Das Bild ist von Westecke Königs-/ Spandauer Straße gemalt. Der Brunnen steht dabei in der Spandauer Straße.[261] Der Brunnen steht (wohl) vor dem Eckhaus Spandauer Straße 32/Probstgasse, deren Verlauf im neuen Nikolaiviertel verschoben ist.[262]
- Lindenstraße 20 (#96, Lage): Vor dem fünften Haus rechts (nordostwärts) vom „Collegiengebäude“[263] ist auf dem Farbstich von Hintze (etwa 1850) ein Brunnen (Rohr, Dach und Fußansatz) an der Ostseite der Lindenstraße dargestellt.[264] Der Verlauf der Lindenstraße nach Süden zum Rondell (Mehringplatz) wurde um 1965 geändert und führt nun im Bogen ostwärts direkt zur Gitschiner Straße (Zossener Brücke).
- Unter den Linden (N°77) (#98, Lage, Neue Wilhelmstraße): Ein Kastenbrunnen[265] steht 1856 auf dem Mittelweg gegenüber der alten Schinkelschen Universitätsbibliothek Unter den Linden. Wobei zur Neuen Wilhelmstraße die Durchfahrt gehört.[266] Laut Foto stand der Brunnen an der (künftigen) Westecke. Nach der alten Nummerierung führte die Wilhelmstraße über das Grundstück 76 zwischen 75 und 76a/77 hindurch. Nach Umstellung der Grundstücksnummern 1937 befindet sich an der Westecke 78 (schmal) und 80 und an der Ostecke 76.[267] Aktuell befindet sich an der östlichen Straßenecke das Europäische Haus (78/80[268]) und gegenüber die Ungarische Botschaft (76/Wilhelmstraße 61).
- Hohenzollernstraße 28 (#99, Lage): An der Ecke Tiergarten-/Hohenzollernstraße (seit 1989: Hiroshimastraße) stand vor der Villa an der Südostecke ein Kastenbrunnen um Vorgartenbreite von der Tiergartenstraße versetzt.[269] Auf dem Grundstück steht seit 1941 die Italienische Botschaft zwischen Hiroshima- und Hildebrandtstraße (Hiroshimastraße 1–7, Tiergartenstraße 21a–23 und Hildebrandtstraße 1–3).
- Krausenstraße ggü. 76 (#100, Lage): An der Nordwestecke[270] der Bethlehemskirche stand 1895[271] (laut Bildeintrag noch 1910[272]) ein Kesselbrunnen mit Kastengehäuse. Offensichtlich liegt im Bordstein ein Tränkstein vor dem Brunnen. Bei einem alliierten Luftangriff am 24. November 1943 wurde die Bethlehemskirche zerstört, nach der Beräumung des Platzes in den 1950er Jahren ist seit den 1990er Jahren ein gepflasterter Grundriss Ecke Krausen-/ Mauerstraße sichtbar.[273]
- Kur-/ Ecke Kleine Kurstraße: Es existiert ein Foto auf dem das Kastengehäuse an der nördlichen, andererseits eines auf dem er an der östlichen Ecke zu erkennen ist.
  - Kurstraße 29 (#101, Lage): Ein alter Brunnen stand 1894 noch an der östlichen Straßenecke von Kurstraße mit Kleiner Kurstraße.[274] Der Blick im Bild geht 1894 von der Nordspitze des Spittelmarkts nach Nordwest. Seit 2010 steht hier ein sechsgeschossiges Bürohaus Kleine Kurstraße 15 / Gertraudenstraße 10 (zur Unterwasserstraße und zum Kupfergraben hin).
  - Kurstraße 30 (#102, Lage): Das Foto von Bildarchiv Marburg[275][276] zeigt einen Brunnen an der Straßenecke vor dem Haus Kurstraße 30.
- Mohrenstraße 1 (#104, Lage): Das Bild (Tafelmalerei) zeigt um 1830 den Blick auf die Häuser Mohrenstraße 1-5 (vergleiche Reymann: Neuester Grundriss von Berlin, 1832), dahinter der Turm der Dreifaltigkeitskirche am rechten Bildrand.[277] Später wurde auf dem Grundstück 1–5 der Kaiserhof erbaut. Der im Bild entferntliegende Turm gehört zum Dom am Gendarmenmarkt. Es sind zwei Brunnenkästen zu erkennen, der eine rechts im Bild vor dem Haus Mohrenstraße 1. Der zweite, links vom Denkmal, steht (wohl) am Ostrand des Wilhelmplatzes (#105, Lage). Durch die durch baulichen Veränderungen der 1970er Jahre gehört der Standort zum Zietenplatz an der Nordostecke der Tschechischen Botschaft, auch gegenüber vom Wohnhaus Mohrenstraße 69.
- Alexanderstraße 10/11 (#106, Lage): Der Brunnen mit Kastengehäuse stand (im Bild) vor dem rechten Drittel des damaligen Kasernengebäudes (Alexanderstraße 10: „Franz Füsilier“)[278] gegenüber vom Fourage-Magazin, Magazinstraße. Die aktuelle Bebauung ist das Center Alexa, wobei der Standort am Südrand des Gebäudes läge, die westlich Verlängerung von Magazinstraße ist die Voltairestraße.
- Mohrenstraße 62 (#107, Lage): An der nordöstlichen Ecke der Mohren- zur Kanonierstraße (seit 1951 Glinkastraße)[279] etwas in die Mohrenstraße hinein stand auf dem Gehweg ein Kesselbrunnen mit Kastengehäuse für das Schwengelpumpwerk. Das Bild entstand wohl vor 1895: am Ladenschild ist „Letz, Herren, Lager, Stiefel“ zu erkennen.[280][281] Die beiden Häuser Kanonierstraße 4 und 5 gehörten zur Dreifaltigkeitskirche (Superintendent, Schulhaus), der Gebäudeteil Glinkastraße 16/Taubenstraße 3 ist Baudenkmal.[282] Das Verbindungsportal an der Glinkastraße (vor 1951 Kanonierstraße) ist erhalten, das vordere Haus (Nr. 14[283]) nicht mehr. Der damalige Neubau Mohrenstraße 62 / Glinkastraße 10/12 ist in der Denkmalliste[284] verzeichnet, er wird vom Bundesministerium für Arbeit und Soziales genutzt.
- Spandauer Straße 4 (#108, Lage): An der westlichen Ecke Spandauer Straße / Heiligegeistgasse stand nach dem Foto von F.A.Schwartz (1887) ein Brunnen mit Kastengehäuse (1875…1895, 1900 stand der Brunnen nicht mehr) direkt vor der Heiligen-Geist-Kapelle (Nordecke der Spandauer / Heiligegeiststraße)[285] gegenüber das Haus N°78/Heidereutergasse 12. Die Aufnahme könnte zwischen 1888 und 1892 entstanden sein, wohl am ehesten 1892. Der Gastwirt Mende übernahm 1888 das Haus N°79 vom Vorbesitzer Wartenberg, darin hatte Friseur Stephan sein Geschäft. 1893 ist explizit der „Gasthof zur Stadt Ruppin“ genannt, jedoch ist „Barbier, Friseur und Hühneraugenoperateur Stephan“ in die Neue Friedrichstraße 45 verzogen. Der Vertreter und Agent S. Schey war für unterschiedliche Textilwarenhändler tätig Lager in Haus N°78 (I. Stock), insbesondere für E. Langlotz jr. Ronneburg bei Gera in Cashmere.[286] Die Bebauung am westlichen Ende der Spandauer Straße (Garnisonkirchplatz, Litfaßplatz) hat sich geändert, die Heilig-Geist-Kapelle blieb Orientierungspunkt, die Querstraße wurde als Promenade am Dom-Aquaree 2004 wieder eingerichtet: St. Wolfgang-Straße.
- Belle-Alliance-Platz 11 (#109, Lage): Der Brunnen ist auf zwei Bildern von Richard Neuhauss aus dem Jahr 1883 an der östlichen Ecke Friedrichstraße[287] zu sehen.[288] Nach der Zerstörung am Belle-Alliance-Platz, der Beräumung und Neubebauung entspricht der alte Standort dem Eckhaus am Außenring (10 Meter eingerückt).
- Jüdenstraße (34) (#110, Lage): An der Jüdenstraße – Ostecke zur Stralauer Straße – stand 1898[289] ein Kastenbrunnen (1902–1911: Bau des Stadthauses).

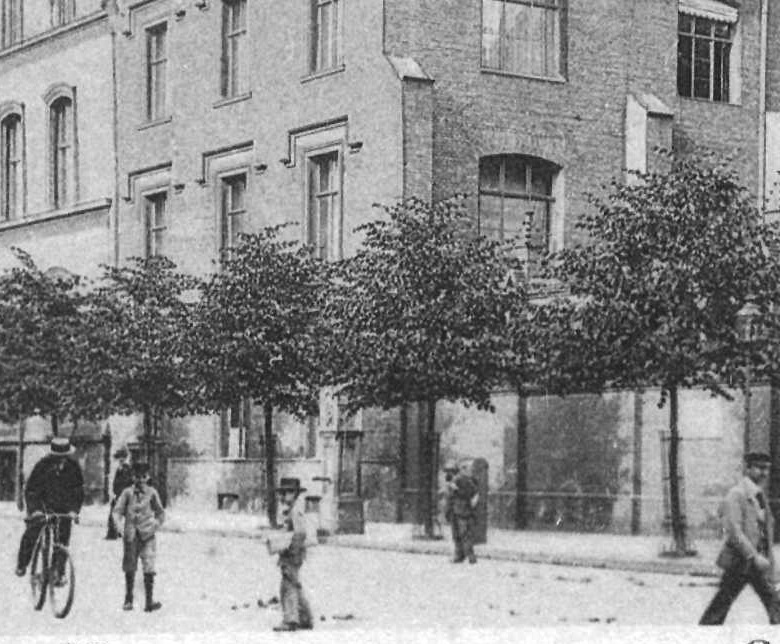
Brunnen am „Grauen Kloster“

- Stralauer Straße 52-54 (#111, Lage): An der Südseite der Stralauer Straße stand 1865 ein Kastenbrunnen. Der Standort lag 15 Meter östlich der Kleinen Stralauer Straße, dies entspricht der Lage 50 Meter östlich der Ecke Klosterstraße (U-Bahn-Trasse).[290] Das aktuelle Gebäude (Klosterstraße 59, Stralauer Straße 48/56, Rolandufer 12) wurde in den 1930er Jahren als „städtisches Verwaltungsgebäude“ (heute: Senatsverwaltung für Finanzen) schräg vom Stadthaus errichtet.
- Klosterstraße 74 (#112, Lage): An der Westseite der Klosterstraße in Höhe des Hofs zwischen „Lagerhaus“ und (20 Meter zum) Neuen Schulgebäude vom Berlinischen Gymnasium zum Grauen Kloster stand ein Brunnen (wohl) mit Zinkgussgehäuse. Der Straßenbrunnen stand noch 1901 und 1907 an dieser Stelle.[291] Nach der Zerstörung der Bauwerke 1945[292] und der Beräumung der Ruinen befindet sich der damalige Standort an der Nordostecke von Kloster- und verbreiterter Grunerstraße, seitwärts der Ruine der Klosterkirche.
- Wallstraße 34, Ecke Splittgerbergasse (#113, Lage[293]): Am Zugang zur Loge zu den drei Weltkugeln durch die Splittgerbergasse (Ecke Wallstraße) stand um 1880/1890 ein Kastenbrunnen.[294] Die Gebäude Wallstraße westlich von N°36 und Splittgerbergasse wurden im Krieg zerstört,[295] nach der Beräumung bis Mitte der 1960er Jahre erfolgte (zwischen und Roßstraße) zu Beginn der 1970er Jahre eine Neubebauung mit Schulgebäuden (Ernst-Fürstenberg-Schule, Willi-Bredel-Schule). Der vormalige Brunnenstandort liegt neben dem Wohnhausneubau Stadthaus Wallstraße 35 und dem Schulgebäude (Wallstraße 32, Schulmuseum Berlin, Evangelische Schule Berlin-Zentrum[296]).
- Linienstraße 109 (#114, Lage[297]): Auf der Nordseite der Linienstraße (lt. Adressbuch ist der Friseur im Haus 109, im Bild Blick zu N°106) 50 Meter zur Kleinen Hamburger Straße steht der Kastenbrunnen.[298]

- Linienstraße 132/133 (#115, Lage[299]): Auf dem dreieckigen Platz der an der Mündung der Linienstraße auf die Oranienburger Straße (Ecke Friedrichstraße) gebildet ist steht der Kastenbrunnen (1890/1895).[300] An dieser Stelle steht in den 2000er Jahren ein Krausebrunnen.
- Brüderstraße: Der Kupferstich von 1808 nach einer Vorlage von Franz Ludwig Catel zeigt drei Kastenbrunnen.
  - Ecke Scharrenstraße (20 m nördlich, Ostseite N°21) (#116,Lage)
  - Richtung Ecke Neumanns Gasse (70 m südlich Ostseite N°26, ggü. N°13 (Nicolaihaus)) (#117, Lage)
  - Ecke Spreestraße (10 Meter daneben, Westseite Haus N°10) (#118, Lage)
- Jägerstraße 71 (#119, Lage): Es stand um 1880 ein Kastenbrunnen an der Ostseite der Kanonierstraße (jetzt: Glinkastraße) wenige Meter vom Eckhaus Jägerstraße 71.[301][302] Im Eckgebäude befand sich zum Zeitpunkt der Fotografie die Colonial-Waaren-Handlung von C. Meitzel mit dem Ladeneingang und dem Hauseingan von der Jägerstraße aus. An der Straßenecke steht ein Nachkriegsbau (zwischenzeitlich als Otto-Nuschke-Straße 71), wobei das ursprünglich nach 1885 erbaute Eckhaus bei den Luftangriffen als beschädigt, aber wiederaufbaufähig geführt wurde.[303]
- Hausvogteiplatz 6/7 (#120, Lage): An der Westseite des Hausvogteiplatzes stand um 1890 vor dem Geschäftshaus Jacob Landsberger (Hausvogtei-Platz 6/7)[304] ein mit dem Holzkasten verkleidetet Kesselbrunnen. Der Standort befand sich am Bordstein mit dem Wasseraustritt zur Straße in Höhe vom rechten Fenster der Niederlassung Jacob Landsberger angrenzend an das Nachbarhaus N°5, Eckhaus zur Taubenstraße. Anstatt des bei den Luftangriffen zerstörten Geschäftshauses befindet sich aktuell im Westen des Hausvogteiplatzes eine dreieckige Grünfläche vor einem rechtwinklig zurückgesetzten Gebäude Taubenstraße 23a. Dieses wurde um 1980 als Institutsgebäude der Humboldt-Universität (Campus Mitte) erbaut, nachdem die beräumten Ruinen zwischenzeitlich eine Grünfläche und in den 1970er Jahren einen Parkplatz bildeten.
- Französische Straße 21 (#121, Lage): Ein Kastenbrunnen stand an der Südostecke von Französischer und Friedrichstraße am Gehsteig der Französische Straße.[305] Auf dem Foto von 1885 ist das Germania-Geschäftshaus (errichtet 1878–1880 von dem Architekten Kayser & von Großheim) mit Blick nach Süd-Osten um 1880 zu sehen. Am Brunnen stehen drei Kutschen mit Pferden an der Straßenecke. Von der Straßenlaterne an der Gehwegecke sind es drei Kutschenlängen bis zum Brunnenstand der mit vier Bretter umfasst ist, den Wasseraustritt zum Bordstein, der Schwengel Richtung Friedrichstraße. Die Straßenecke ist in ihrer Lage mit Kriegszerstörungen erhalten,[142] an der Ecke steht der Gebäudekomplex „Friedrichstraße 79/79, Französische Straße 23“ mit dem Haupteingang von La Galleries Lafayette.

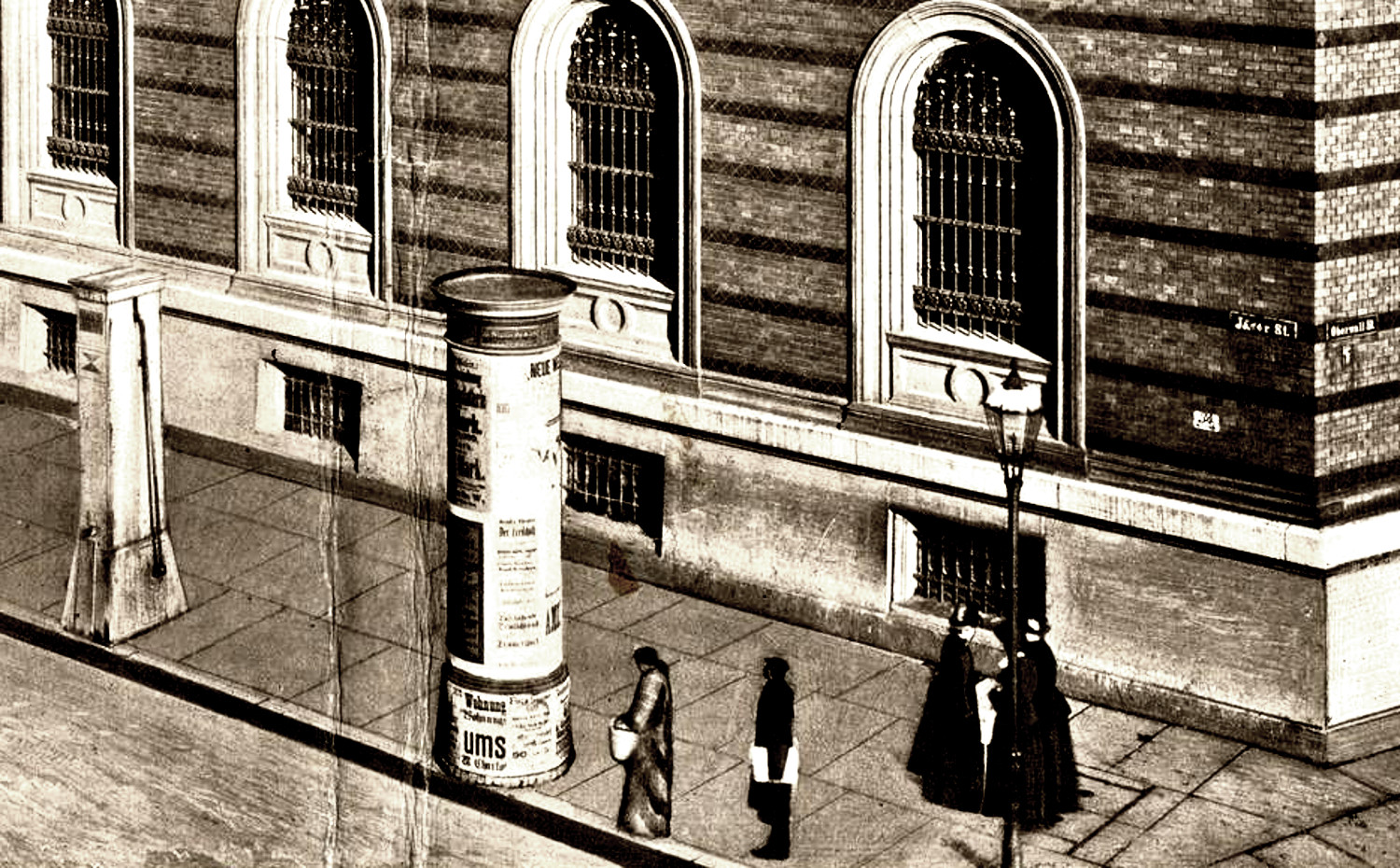
Alter Kastenbrunnen Jäger-/ Oberwallstraße am Gehsteigrand mit Spritzbrett unter dem Wasseraustritt und Schwengel in Bordsteinrichtung

- Jägerstraße 34 (SO-Ecke zur Oberwallstraße) (#122, Lage): Um 1901 ist auf dem Lichtdruck (Heliogravüre) vor der Reichsbank der Kastenbrunnen abgebildet.[306] Er steht vor der Hauptfront des Gebäudes in der Jägerstraße etwa 15 Meter von der Straßenecke mit der Oberwallstraße. Das gesamte Gebäude entlang der Südseite der Jägerstraße (N°34-N°38) zwischen Oberwall- und Kurstraße hatte Länge von 90 Metern. Nach der Laterne an der Straßenecke, gefolgt von einer Litfaßsäule steht der Brunnen vor dem dritten Fenster und die nächste Laterne vor dem vierten Fenster. Der Risalit am Haupteingang mit sechs Fenstern und dazwischen der Haupteingang ein, steht zwischen zwei Kandelabern, die sechs Seitenfenster wiederholen sich an der östlichen Front. Auf dem Foto von Max Missmann von 1923 fehlt dieser Kastenbrunnen[307] dagegen steht die Litfaßsäule noch und vor dem dritten Fenster steht ein Kandelaber am Bordstein. Der Gebäudekomplex südlich der Jägerstraße wurde „aufbaufähig kriegszerstört“[308] in den 1960er Jahren beräumt und begrünt und zwischen 2005 und 2010 mit dem Wohn- und Geschäftshaus Jägerstraße 34/35 bis an den Caroline-von-Humboldt-Weg bebaut.
- Friedrichstraße 141 (Hofseite Südost) (#123, Lage): Ein Kastenbrunnen mit Schwengel und Spritzbrett[309] ist ganz rechts neben dem Baum auf dem Foto von Hugo Hirsch aus dem Jahr 1875 im Südosten des Hofs der Kaiser-Wilhelm-Akademie im Hauswinkel von Friedrichstraße 141 und dem rechtwinkligen Nebenbau zu sehen.[310] Die Hofecke (das Nebengebäude am Hof lag noch 1910 dicht am Bahnhof Friedrichstraße) wurde in den 1920er Jahren durch die Erweiterung nach Nordost überbaut. Jetzt in Höhe des östlichen Eingangs von Nord an die S-Bahnsteige, neben dem Tränenpalast.
- Behrenstraße 1 (#124, Lage): Der Kastenbrunnen stand 1888 an der Stirnseite dieses Wohnhauses (Architekten: Cremer & Wolfenstein, 1885/1886) an der Ecke Wilhelmstraße.[311]
- Kurfürstenstraße 63-69 (#125,Lage): Der Kastenbrunnen am Straßenrand ohne Tränkstein ist auf einem Bild[312] des Dienstgebäudes der Ingenieur- und Festungsinspektion zu erkennen. Gelegen zwischen Schill- und Karl-Heinrich-Ulrichs-Straße (vorher Maaßen- dann Einemstraße). Der Brunnen stand 1885[313] noch nicht. Das Gebäude war 1874–1876 von Architekt Zödeking errichtet worden. Später war es Heeresunterkunftsamt, es wurde im Krieg zerstört. Bebaut wurde die Fläche in den 1950er Jahren mit dem „Hotel Berlin“.[314]

### Rohrbrunnen

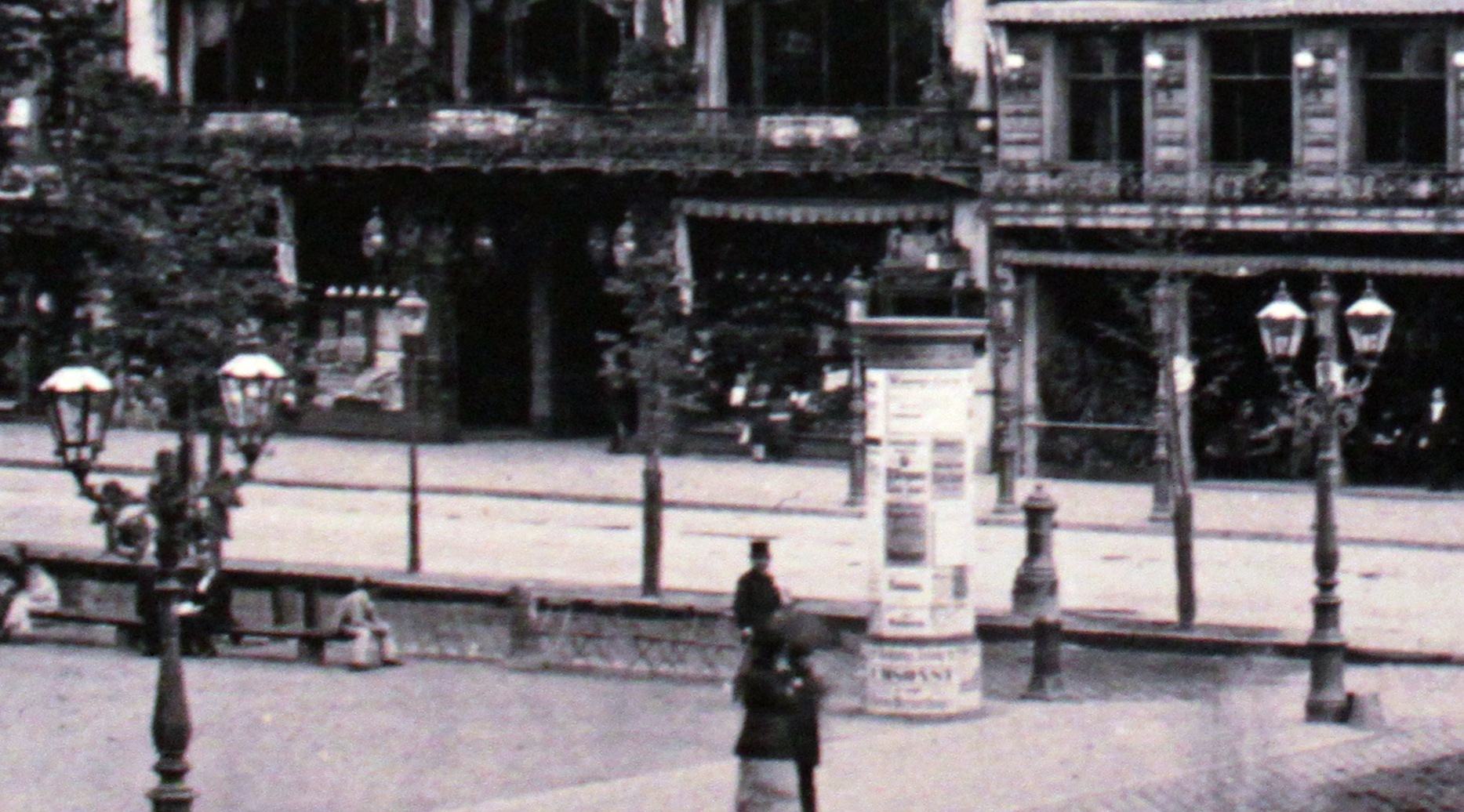
Greiner I Unter den Linden ggü. Café Bauer (1886)

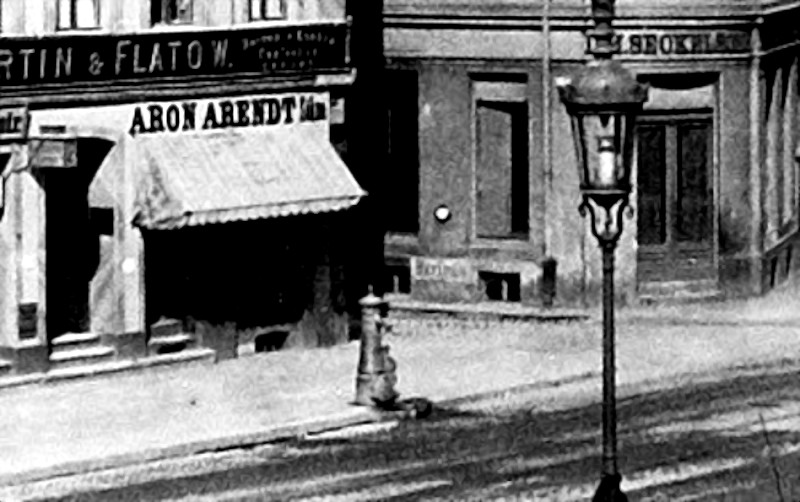
Lohde I am Molkenmarkt

Einige Standorte solcher 1877 bis 1892 aufgestellten eisernen Rohrbrunnen sind in alten Bildern belegt. Weitere Ausführungen sind unter Liste der Straßenbrunnen im Berliner Bezirk Mitte vorhanden. Nachweislich standen viele dieser Brunnen noch bis in die 1930er Jahre.
- Mohrenstraße 56 (#R1, Lage, aktuelle Adresse: Mohrenstraße 59). Greiner I: Ein Rohrbrunnen dieses Typs stand (1894) am nördlichen Gehweg vor dem Haus Mohrenstraße 56 (zwischen Kanonier- und Friedrichstraße,  neben dem „Schmalen Handtuch“ N°57).[315] Das Gebäude ist kriegszerstört, aktuell ist die Adresse Mohrenstraße 59. 1910 hatte die Zürich Versicherungsgesellschaft das Haus Nr. 58/59 neu errichten lassen und im Jahr 1936 folgte mit 53–61 ein Neubau als Verwaltungsgebäude der Allianz- und Stuttgarter Lebensversicherungsbank AG.
- Lustgarten (#R2, Lage): Am Lustgarten (Nordostecke) in Höhe des (damaligen) Seminars für Orientalische Sprachen (Am Lustgarten N°6, Alte Börse) stand bis um 1895 ein Rohrbrunnen vom Typ Greiner I am Rand des Gehwegs.[316][317]
- Kaiser-Wilhelm-Straße 36 (#R3, Lage, Ecke Rosenstraße): Ein Brunnen „Lohde I“[318] stand gegenüber der Marienkirche vor dem „Kaufhaus Hamburg“.[319] an der Kaiser-Wilhelm-/Ecke Rosenstraße. Er stand gegenüber der westlichen Turmecke der Marienkirche[320] am westlichen Bürgersteig vor dem Geschäftshaus Kaiser-Wilhelm-Straße 32–36/Rosenstraße 14 (Kaufhaus Hamburg).[321] Das Foto[82][322] zeigt den gleichen Brunnen um 1890.[323] Die Stelle des damaligen Brunnens befindet sich aktuell an der Bushaltestelle „Spandauer Straße/Marienkirche“, Fahrbahnrand der Karl-Liebknecht-Straße.
- Petristraße 22 (#R4 Lage Ecke Ritterstraße): Der Greiner-Brunnen Typ I stand noch 1925 an seinem Platz vor dem Restaurant Alt-Berlin auf der Fischerinsel.[324][325]
- Köllnischer Fischmarkt 5 (#R5 Lage): Der Greiner I-Brunnen (vergl. Foto F.A. Schwartz) steht 1886 am Straßenrand vor dem Haus 5 nahe zu 4.[326] 1886 vermutlich Greiner I.[327][328] Die Lage des Standorts befände sich 40 Meter von der Straße Fischerinsel auf der dritten Spur östliche Fahrbahn vom Mühlendamm.
- Friedrichstraße 209 (#R6 Lage): Ein Greiner-I steht 1880[329] und ebenfalls auf dem Schwartzschen Foto von 1888[330] am Straßenrand vor dem Haus 209, Hauskante zu 208. 209 ist das Eckhaus zur Kochstraße[331]
- Großer Jüdenhof vor Haus 6 zu 7 (#R7 Lage): Einer der Greinerbrunnen „Typ I“[332] stand nachweislich 1899,[333] 1902,[334] 1904,[335] 1910[336][337] sowie noch im Jahr 1912[338][339] vor dem Wohnhaus Großen Jüdenhof 6 vor der Hofzufahrt[340] nach der Aufnahme von 1930 ist der Brunnen zwischenzeitlich aufgegeben worden.[341] Der Große Jüdenhof lag neben dem (um 1935 erbauten) Neuen Stadthaus (Parochialstraße 1) zur Grunerstraße hin. 1935 stand der Greinerbrunnen nicht mehr.[342] Der Brunnenstandort läge am Südrand des am Gebäude anschließenden Parkplatzes.
- Alexanderstraße ggü. 41 (#R8 Lage): Ein Lohde-I stand gegenüber dem Lehrervereinshaus an der Südostecke der damaligen Grünfläche am Alexanderplatz (nördlich vom Polizeipräsidium), weiter rechtsaußerhalb des Bildes stand in den 1900er/1920er Jahren.[343] Der Standort entspricht der Mündung Grunerstraße auf die Alexanderstraße etwa 30 Meter südlich zur Südecke vom Geschäftsgebäude Alexanderplatz 3 („Die Mitte“/Saturn)
- Behrenstraße ggü. 64/65 (#R9 Lage): Gegenüber vom (damaligen) Hotel Windsor (als Kleine Mauerstraße 4/5 adressiert) stand der – in der Mitte  Greiner Typ I (an der Einschnürung im Mittelteil erkennbar)[344][345] an der Südwestecke von Behren- und Mauerstraße (Eckhaus Behrenstraße 7a, Mauerstraße 33). Das Wohngebäude Behrenstraße 4–8 und der gegenüberliegende Gebäudekomple bis Unter den Linden gehört aktuell zur Russischen Botschaft.
- Brüderstraße 6 (#R10 Lage): Das Foto von 1888 Brüderstraße mit Petrikirche zeigt auf der rechten Straßenseite einen Rohrbrunnen (nach der hohen Kuppel mit deutlichem Knuppel wohl ein Greinerscher vom Typ I).[346] Das Haus im Bild links ist Brüderstraße 39.[347] Der Lichtstreifen im Bild ist demnach der Durchgang Neumanns- zur Spreestraße, wobei der Brunnen in Richtung Schlossplatz (aus dem Bild heraus) vor dem Haus Brüderstraße 6 steht, gegenüber von N°39 steht Haus 5.[348] Der Lauf der Brüderstraße zwischen Sperlings-/ Neumannsgasse und Schloßplatz ist vom Gelände der European School of Management und Technology überdeckt, bis 1990 vom Staatsratsgebäude und Zusatzeinrichtungen.
- Brückenallee 4 (#R11 Lage): Ein Lohde I mit einem Tränkstein davor stand noch um 1910 vor der Stadtvilla (Haus mit dem Bergfried),[349] das wie die umgebenden Gebäude im Krieg zerstört wurde.[350] Mit Umgestaltungen zur Bauausstellung 1957 erhielt die Brückenallee in teilweise geändertem Lauf im Hansaviertel den Namen Bartningallee. Das Grundstück N°4 liegt dadurch im Südwesten des Geländes der Akademie der Künste (Hanseatenweg 10, am Westrand des Schloßpark Bellevue)
- Unter den Linden 26 (#R12 Lage): Gegenüber von Café Bauer am Rand der Mittelpromenade stand 1886 ein Greiner I.[351] Das Karree (vorm. Hotel Bauer) wird aktuell vom Geschäfts- und Bürohaus Unter den Linden 23/Friedrichstraße 84/Rosmarinstraße eingenommen, mit Autoausstellung der VW-Group.
- Molkenmarkt 7 (#R13 Lage): Am Molkenmarkt vor dem Eckhaus mit der Eiergasse[A 3] ein Lohde I (wohl) noch in den 1920er Jahren.[352][353][354][355][356]
- Chausseestraße 22 (#R14 Lage): Auf der Abbildung rechts an der nordöstlichen Straßenecke ist 1927 neben dem Laternenmast ein Greinerbrunnen (nach oben erweiterte Form, aufgesetzter Knuppel, wohl Typ I) abgebildet.
- Gertraudenstraße ggü. 22/23 (#R15 Lage): Auf der Fotografie von 1888[357] ist am Beginn der Gertraudenstraße auf der westlichen Ecke des Gehwegs (wohl auch Breitestraße 20a) ein Greinerscher Rohrbrunnen (Typ I, da mit der Einschnürung am Brunnenkörper) zwischen den zwei Gaslaternen und neben dem Briefkasten[358] zu erkennen. Der gleiche Standort des Greinerschen Brunnen neben Laterne und Briefkasten ist auch auf der Fotografie von 1893[359] zu sehen. Nach den neuen Straßenfluchten von 2020 befände sich der Standort am (neuen) Petriplatz auf der verbreiterten[360] Gertraudenstraße und 55 Meter von der Bauflucht der Hausecken Brüderstraße, südöstlich vom House of One.

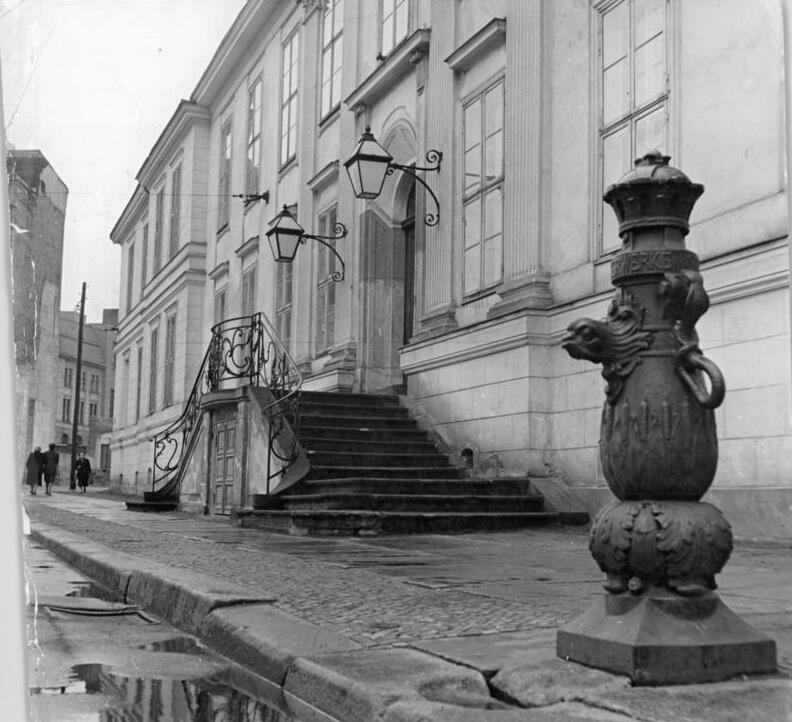
Rohrbrunnen am Kupfergraben 7 (1958)

- Unter den Linden 5/6 (Hotel Bristol) (#R16 Lage): Ein Greinerscher-I-Brunnen stand nach einer Ansichtskarte[362] am Südrand der Mittelpromenade 100 Meter von der Südecke Wilhelmstraße entfernt - entsprechend dem westlichen Gebäuderand des „Hotels Bristol“ am Nachbargebäude 4a („Geschäftshaus Friedlaender/Herz“).[363] Mitte der 1930er Jahre wurden die Linden umnummeriert und das Hotel Bristol erhielt die N°65. Nach 1945 gehörte das Gebäude N°65[364] zu den wiederaufbaufähigen beschädigten Gebäuden, während N°63 (zuvor als „Botschaft der UdSSR“, vormals auf N°7 mit dem „Kaiserlich-Russischen Botschaftshotel“) als zerstört eingestuft wurde. Nach der Beräumung der Grundstücke 65–55 wurden diese 1949/1953 für das neue Repräsentations-Gebäude der sowjetischen Botschaft einbezogen.
- Auguststraße 76 (#R17 Lage): 1904 stand ein Lohde-Brunnen Typ I[365] vor dem Eckhaus  Auguststraße (Ecke Artilleriestraße). Das Eckhaus ist in der Denkmalliste[366] aufgeführt (jetzt August-/Tucholskystraße) und steht noch in den 2020er Jahren.

### Lauchhammerbrunnen

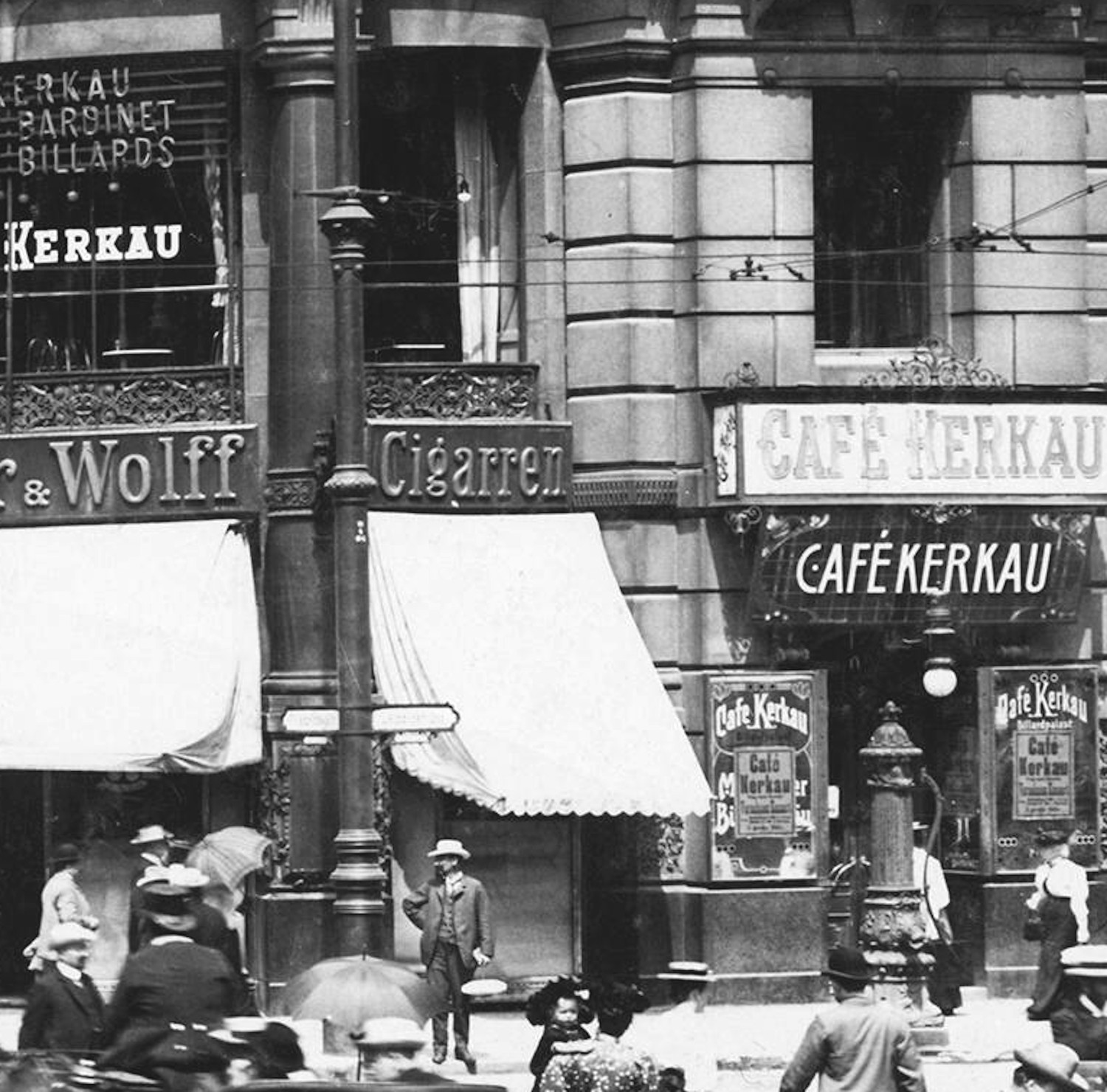
Lauchhammerbrunnen Typ I: Leipziger-/ NO-Ecke Friedrichstraße (1907)

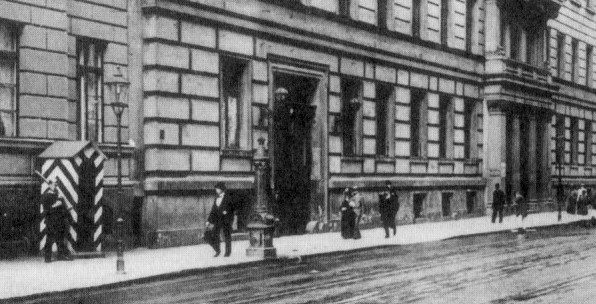
Lauchhammerbrunnen Typ II 1898 vor dem Reichstagsprovisorium

Diese von Otto Stahn entworfenen und in der Eisengießerei Lauchhammer hergestellten Brunnenkörper wurden 1895–1897 in Berlin aufgestellt. Sie waren in drei am Brunnenkopf unterschiedenen Formen (Rund, Kegel, Krone) in Berlin aufgestellt worden. Veranlasst durch die Großstadt Charlottenburg wurden 1900–1905 gleichgestaltete Brunnen mit dem Charlottenburger Stadtwappen statt des Berliner Bärens aufgestellt.
- Leipziger Straße 101/102 (#L1, Lage): Vor dem „Equitable“-Eckhaus Leipziger Straße 101/102 und Friedrichstraße 59/60[367] zehn Meter zur Straßenecke an der Nordseite der Leipziger Straße (vor Cafè Kerkau[368]) steht zwischen 1900 und 1910 ein Lauchhammerbrunnen Typ I mit Tränkstein (Rundung zur Fahrbahn).[369][370][371][372][373][374][375] Nachweislich stand der Lauchhammerbrunnen noch in den 1930er Jahren dieser Stelle (durch Aufnahme am Moka Efti belegt).[376] Die Straßenecke besteht noch (Eckhaus Friedrichstraße 60), der Straßenbrunnen stand spätestens um 1950 nicht mehr. An gleicher Stelle (Hauseingang)[377] stand noch 1890 ein Kesselbrunnen mit Kastengehäuse.
- Leipziger Straße 4 (#L2, Lage): Im Jahr 1898 steht ein Typ II vor dem Preußischen Herrenhaus (Leipziger Straße 4, der Neubau erfolgte 1904)[378][379] Noch 1882 stand vor dem Gebäude ein Brunnen mit Kastengehäuse, dessen Standort befand sich links an der Toreinfahrt,[380] der zwischen 1895 und 1897 gesetzte Lauchhammerbrunnen steht dagegen etwa 5 Meter nach links zum Nachbargebäude(N° 5, Kriegsministerium).
- Wilhelmplatz (#L3, Lage): 1905 stand ein Typ-I-Brunnen[381] vor dem Eckgebäude „Hotel Kaiserhof“ in der Mohrenstraße (Hausnummer 1–5) mit einem Tränkstein am Gehwegrand. Der Standort entspricht der Südostecke am Zietenplatz, südlicher Gehwegrand der Mohrenstraße, Straßenecke der Nordkoreanischen Botschaft (Glinkastraße 5–7).
- Charlottenburg (#L4, Lage): Ein Straßenbrunnen der Lauchhammerart (Charlottenburger Typ)[382] (analog Typ I)[A 4] stand im Jahr 1904 etwa 10 Meter vom Kurfürstendamm am östlichen Gehwegrand[383] der Grolmanstraße, vor dem gefasten Eckhaus Kurfürstendamm 33. Auf dem zweiten Foto von 1910 steht er noch. Ungeklärt bleibt bis wann der Brunnen stand: Das Eckhaus wurde total kriegszerstört[384] und der Eckneubau um 1953[385] ist gerundet. Auch ist seit 1967 zum Kurfürstendamm die Grolmann- an die Uhlandstraße angebunden, der Bürgersteig ist verbreitert.
- Ackerstraße 130 (#L5, Lage): Der Lauchhammerbrunnen Typ I[386] mit einem Tränkstein am Rand des Gehsteigs stand vor Haus 130 neben der Frontseite von Meyers Hof (gegenüber von Haus 57).[387] Der Standort läge an der Ernst-Reuter-Siedlung[388] um 2020 steht der Lauchhammerbrunnen Typ I (kein Reko) Nr. 93 von Gesundbrunnen noch an diesem Ort mit „Ackerstraße 129“ gezeichnet.
- Markgrafenstraße 41/42 gegenüber (#L6, Lage): Links im Foto von F. A. Schwartz, 1895 gegenüber Markgrafen-/ Nordecke Mohrenstraße steht ein Typ-I Lauchhammerbrunnen (zwischen 1894 und 1897 aufgestellt).[389][390] Der Standort befindet sich im Südosten des Gendarmenmarkts schräg vom Deutschen Dom (Nordseite der Mohrenstraße eine Kutschenlänge von der Bürgersteigecke), das Foto von 1900 zeigt den Brunnen vor dem Deutschen Dom[391] und 1880 stand an der Ecke der Kastenbrunnen.[392] Das gegenüberliegende Gebäude im Eigentum der „Victoria“ Allgem. Vers. Akt. Ges. wurde 1894/1895 abgerissen und erneuert.[393] Das heutige Eckgebäude wird jetzt mit Markgrafenstraße34/Mohrenstraße 45[394] adressiert.

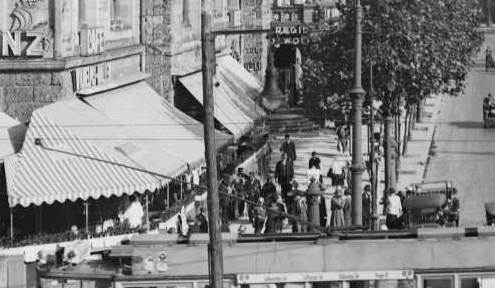
Lauchhammerbrunnen vor den Wilhelmshallen (1926)

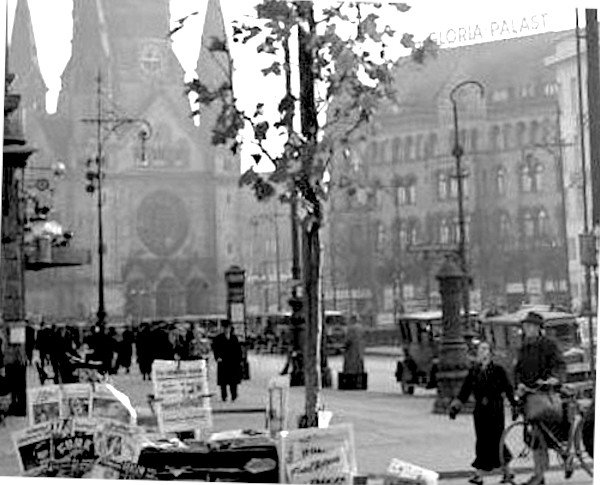
Etwa 1935: Hardenberg-/ Ecke Joachimsthaler Straßen: Lauchhammer I

- Markgrafenstraße ggü. 45 (#L7 Lage): Der Lauchhammerbrunnen Typ II ist an der spitzen Haube zu erkennen und steht auf dem Gendarmenmarkt, im Bild[395] hinter den Pferdekutschen, die am Südrand der Taubenstraße stehen (vor dem Deutschen Dom). Das gegenüberliegende Eckhaus steht Markgrafenstraße 45 / Taubenstraße 19.[396] Im Bild links angeschnitten das Gebäude Markgrafenstraße 46 und der südliche Springbrunnen auf dem Schillerplatz (vor dem Schauspielhaus). Die Schornsteine im Bild gehörten zu den Berliner Elektricitätswerken, Centralstation Markgrafenstraße, dem ersten öffentlichen Kraftwerk in Deutschland.[397]
- Kaiser-Wilhelm-Straße 43 (#L8, Lage): Der Lauchhammerbrunnen[398] steht (neben der Laterne) etwa zehn Meter entfernt von der Ecke der Bürgersteige Westecke Spandauer/Kaiser-Wilhelm-Straße am Gehsteigrand in die Kaiser-Wilhelm-Straße hinein. Bis etwa 1895 stand an gleicher Stelle ein mit Kasten verkleideter alte Brunnen (#67). Entsprechend 25 Meter von der aktuellen Hausecke Spandauer Straße 3 mit Karl-Liebknecht-Straße 4.
- Joachimsthaler/Hardenbergstraße (#L9, Lage, Ostecke): Ein Straßenbrunnen der Lauchhammerserie[399] stand (1907[400]) an der Westecke der Wilhelmshallen (Ausstellungshallen am Zoo), die entlang der Hardenbergstraße[401][402] östlich der Joachimsthaler Straße standen. Fotografien von 1908[403] und August 1926 belegen den weiteren Bestand (Der Typ-I-Brunnen ist am linken Rand der Ausstellungshallen hinter der Straßenbahn zu erkennen.)[404] Noch im Jahr 1945[405] ist der Brunnen vor den Ruinen der Ausstellungshallen vorhanden (datiert 1. Mai 1945). Der Standort lag schräg zum Bahnhof Zoo und 26 Meter vom U-Bahn-Zugang vom Gebäude Hardenbergstr 29d (DOB-Haus) am nördlichen Gehwegrand Hardenbergstraße. 1947 stand der Lauchhammerbrunnen nach einem Foto von Harry Croner noch.[406] Auf Bildern von 1955 und 1956 an dieser Kreuzung (Hardenbergplatz) fehlt der Brunnen. Noch um 1957 oder gar 1958 stand der gleichartige Brunnen (Typ Charlottenburg) an der Ecke Budapester Straße/Breitscheidplatz (N° #L44) in 300 Metern Entfernung fußläufig.
Ein gleichartiger Brunnen (Lauchhammer) stand auch an der Ecke Kurfürstendamm/Joachimsthaler Straße vor dem alten Ku’damm-Eck (Aufnahme aus den 1950er Jahren).
- Leipziger Straße 19 (#L10, Lage): Um 1897 stand ein Lauchhammer III am Eckhaus Kaffee Klose (Foto Waldemar Titzenthaler).[407] Das Kaffee Klose befand sich an der Südostecke zur Mauerstraße. Dort befindet sich aktuell die Bulgarische Botschaft (Leipziger Straße 20/21, Mauerstraße 10/11) gegenüber vom Museum für Kommunikation.
- Legiendamm 15 (#L11, Lage): Ein Lauchhammerbrunnen Typ I stand 1899 (Foto Hermann Rückwardt) vor der Markthalle VII, etwa 10 Meter von der Kreuzung Buckower Straße am Luisenstädtischen Kanal. An der Straßenecke in Kreuzberg steht nach der Kriegszerstörung ein schmuckloses sechsgeschossiges Wohnhaus (Wohn- und Sozialprojekt, Legiendamm 30–30a/Waldemarstraße 12).[408]
- Chausseestraße 21: (#L12, Lage): Ein Lauchhammer Typ I steht vor dem Eckhaus Chausseestraße 21 mit dem Damenkonfektionshaus Max Fabisch &Co. und Tabakhandelsunternehmen Loeser & Wolff (Foto 10. Juli 1913). Dieses Eckhaus Invalidenstraße 112 / Chausseestraße 21 wurde im Krieg beschädigt, war wiederaufbaufähig und existiert noch.
- Gendarmenmarkt 7 #L13 Lage: 1904 stand schräg gegenüber der Preußischen Seehandlung (Jägerstraße 21 Ecke Markgrafenstraße, drei Kutschenlängen an der Nordwestecke) auf dem Gendarmenmarkt zum Französischen Dom hin ein Lauchhammerbrunnen Typ II, der auf der Aufnahme angeschnitten ist, aber durch den kegeligen Brunnenkopf identifiziert werden kann.[409][410] Die Bauten am Gendarmenmarkt waren beschädigt, teils zerstört.[411] Im abgebildeten Gebäude befindet sich seit der Umbenennung 1992 die Berlin-Brandenburgische Akademie der Wissenschaften.
- Jägerstraße 21 schräg gegenüber (#L14, Lage): Schräg gegenüber vom 1901/1903 errichteten Neubau der Preußischen Seehandlung, Jägerstraße 21 Ecke Markgrafenstraße (südöstlich vom Französischen Dom, Gendarmenmarkt N°7) stand 1904 ein Typ-II-Brunnen aus Lauchhammer,[412] (wohl) 15 bis 20 Meter an der Nordkante der Jägerstraße, auf dem Foto ist nur der typische Kegelabschluss zu sehen. Wann er abgebaut oder zerstört wurde bleibt ungeklärt, um 1950/1955 („Platz der Akademie“) fehlt er aber bereits.[413] Die heutige Nutzung erfolgt durch die Akademie der Wissenschaften Berlin-Brandenburg.
- Neuer Markt ggü. 8–12 (#L15, Lage): In Höhe vom Lutherdenkmal stand im Südwesten am Neuen Markt ein Lauchhammerbrunnen III[414][415] Die kriegszerstörten Bauten an der Ecke zur Spandauer Straße[416] wurden einschließlich der Überreste der Anlage des Lutherdenkmals beräumt und Ende der 1960er Jahre zum Platz um den Fernsehturm und der Marienkirche neu gestaltet. Das Denkmal Luthers wurde 1989 (450 Jahre Reformation) an der Nordseite der Kirche wieder aufgestellt.
- Neue Königstraße 50 (#L16, Lage): Ein Lauchhammer III mit der Krone stand 1910 vor dem Eckhaus der Jung'schen Apotheke „Zum schwarzen Adler“, Ostseite am südlichen Ausgang der Neuen Königsstraße (Höhe Georgenkirchplatz).[417][418] Die gesamte Fläche wurde bei der Gestaltung von Alexanderplatz und Autotunnel neu gestaltet, Anhaltspunkt ist hier die Trasse der Straßenbahn.
- Lindenstraße 101-102 (#L17 Lage): Ein Lauchhammer II[419] stand links zur Einfahrt vor dem Geschäfts- und Wohnhaus[420] in der Lindenstraße, das zur Markthalle II benachbarte Grundstück reichte bis zur Friedrichstraße. Die Umgebung war im Krieg total zerstört und nach der Beräumumg wurde die Lindenstraße östlich am Belle-Alliance-Platz (Mehringplatz) hier mit dem Bogen beginnend vorbeigeführt. Gegenüber vom ehemaligen Standort steht der Holocaust-Turm vom Libeskindbau des Jüdischen Museums.
- Frankfurter Allee 290 (#L18, Lage): Ein Lauchhammer Typ I stand an der Ecke Voigtstraße 44[421] vor der zerstörten Hausfront[422] und wurde von den Anliegern intensiv zur Wasserversorgung genutzt. Siehe auch[A 5] die vor Luftangriffen geschützten Lauchhammersäulen.[423] Das Eckhaus in Friedrichshain adressiert jetzt Frankfurter Allee 67 / Voigtstraße 44 wurde wieder aufgebaut.
- Markgrafenstraße gegenüber 41/42 (#L19, Lage): Der Lauchhammer I steht auf dem Foto von F. A. Schwartz (1895) links im Bild[424] südöstlich vom Deutschen Dom auf dem Gendarmenmarkt, Ecke Mohren-/Markgrafenstraße. Das an der Mohrenstraße gelegene Haus der Viktoriaversicherung wurde nach 1895 abgerissen, nach Neubau und Zerstörung bei den Luftangriffen wurde Anfang der 1990er Jahre mit der neuen Bebauung am Gendarmenmarkt, die Kriegslücke geschlossen.[425]
- Lindenstraße 31 (L#20, Lage): Ein Typ III mit der Krone steht Ecke Feilnerstraße an der Lehr-Eskadron-Kaserne mit Strafanstalt (später Postamt 68).[426] im Jahr 1890 (Foto F. A. Schwartz).[427] Auch 1914 ist der Typ-III vorhanden.[428] 1931 steht an dieser Stelle eine Litfaßsäule, aber 15–20 Meter weiter in der Lindenstraße[429] ein Ventilbrunnen der 1900er Serie mit Wassernetzanschluss, ein späterer Feuerwehrbrunnen der 1910er Jahre[430] stand vor dem Neubau an der Nordostecke. In Kreuzberg steht das im Krieg etwas beschädigte Gebäude Lindenstraße 34 noch, die gegenüberliegende Ecke der Feilnerstraße mit dem Wohnhaus wurde im Rahmen der IBA 1987 Wohnanlage „Ritterstraße Nord“[431] neu bebaut.[432]
- Kurfürstendamm ggü. 52 (#L21, Lage): In Charlottenburg stand wenigstens Anfang des 20. Jahrhunderts an der Westseite des Dreieckplatzes (seit 1983 George-Grosz-Platz) in die Schlüterstraße ein Lauchhammerbrunnen.[433][434][435] Der Brunnen zwischen dem zweiten und dritten Straßenbaum hat die Form des Typ-I, das Charlottenburger Wappen ist zwar nicht zu erkennen, doch die noch selbstständige Großstadt Charlottenburg hatte ab 1900 ihre eigene Serie aufgestellt.
- Joachimsthaler Straße 36 (L#22, Lage): Ein Charlottenburger Lauchhammerbrunnen stand noch 1955[436] vor dem runden Bau an der Südostecke des Kurfürstendamms 227 zur Joachimsthaler Straße, bis in die Augsburger Straße 44. (Ku'damm-Eck) Der Standort war die beginnende Biegung des Gehwegs. Auf dem Foto von 1927 und 1932 ist dieser Brunnen ebenfalls zu erkennen[437] und 1929 steht er in der Nachtaufnahme vor dem hellen Schaufenster vom (ehemaligen) „Wäschehaus Grünfeld“.[438][439] Am Grundstück Kurfürstendamm 227 stand der „Brunnen“ vor dem „Wäschehauses Grünfeld“, das 1928 erbaut wurde.[440][441] Auf einem Foto von 1968 beim Bau des Kudammecks ist wegen einer Fußgängerüberdachung der Brunnen nicht zu sehen, wobei er (wohl bereits) abgebaut war.[442] Der Standort in Charlottenburg sollte entsprechend der Selbständigkeit von Charlottenburg vor 1920 eine Ausführungen als Charlottenburger Form gewesen sein.
- Poststraße 31 (#L23, Lage): An der Krone zu erkennen steht 1895/1896 ein Typ III-Brunnen vor dem Eckhaus der Poststraße (Königstraße 7).[A 6][443] Der Brunnen mit seinem Tränkstein am nördlichen Gehweg stand etwa 10 Meter zur Hausecke in der Poststraße.[444][445][446] Die nach den Kriegsschäden beräumten Ruinenflächen wurden in Vorbereitung der 750-Jahr-Feier im Nikolaiviertel wieder bebaut. Das Eckhaus Poststraße 30/Rathausstraße entstand dabei neu, allerdings in der Straßenfront 10 Meter von der Rathausstraße versetzt
- Flensburger Straße 2 (#L24, Typ Lage): Auf dem seitlichen Vorplatz zum Bahnhof Bellevue, damals anschließend zur Brückenallee, stand ein Brunnen mit der Krone vom Typ-III.[447][448] Durch Kriegseinwirkungen hatten die Häuser an der Flensburger Straße und südlich der Stadtbahnlinie Totalschäden und die Ruinen wurden beräumt, zur IBA 1957 wurde die Umgebung neu gestaltet. Der Lückenschluss zwischen Bartningallee und Claudiusstraße erfolgte um 1992. Am alten Standort steht seit den 1960er Jahren ein Brunnenständer nach Schliephacke, wiederum gegenüber dem sechsten Bahnbogen.
- Unter den Linden ggü. 50 (#L25, Lage): Ein Typ I stand auf dem Nordrand der Mittelpromenade, unweit der Friedrichstraße.[449] Die Grundstücke wurden ab 1937 neu adressiert mit 28, spätestens 1940 steht der Brunnen nicht mehr. Das Gebäude von 1912 war im Krieg beschädigt und ist in der Struktur noch erhalten und rekonstruiert.
- Heiligegeiststraße 23 (#L26, Lage): Der Brunnen vom Typ I ist im Foto rechts zu sehen. Die Ansicht[450] zeigt das fünfstöckige Gewerbegebäude von der Königstraße aus, der Brunnen steht um die Straßenecke an der Südwestseite der Heiligengeiststraße.[451] Das Karree zwischen Heiligeist- und Burgstraße (Spreeufer)[452] wurde in den Nachkriegsjahren komplett beräumt und zum Marx-Engels-Forum zwischen Rathaus- und Karl-Liebknecht-Straße umgestaltet.
- Askanischer Platz ggü. 5 (#L27, Lage): Auf der Straßeninsel (gegenüber der Königlichen Eisenbahninspektion[453]) nördlich vom Portal des Anhalter Bahnhofs stand ein Lauchhammer vom Typ I[454] an der rechtwinklig zur Schöneberger Straße liegenden Seite.[A 7] Der Brunnen stand wenigstens 1932 noch an dieser Stelle.
- Mohrenstraße 50 (#L28 Lage): Ein Lauchhammer I stand in der Mohrenstraße an der Nordseite[455] 20 Meter von der Friedrichstraße am Eckhaus Mohrenstraße 50 / Friedrichstraße 66.[456] An der Mohrenstraße waren in den Nachkriegsjahren die Ruinen und Gebäudeschäden beräumt worden. Nach der Wende wurden die Flächen vorrangig mit Geschäftshäusern bebaut. Das Eckhaus als Friedrichstraße 67 adressiert und gehört zum Quartier 205.
- Kronenstraße 45 (#L29, Lage): Ein Lauchhammer III stand in der Kronenstraße vor dem nordöstlichen Eckhaus zur Markgrafenstraße.[457] Nach dem Krieg wurde auch das Grundstück Kronenstraße 45/Markgrafenstraße 36 beräumt und blieb unbebaut, 1977 ist der Grund Kronen-/Markgrafen-/Mohrenstraße als Baustelle ausgewiesen. Die komplette Bebauung erfolgte dann nach der Wiedervereinigung der Berliner Verwaltung in der zweiten Hälfte der 1990er Jahre, wobei das Eckhaus als Markgrafenstraße 32 adressiert ist.[458]
- Belle-Alliance-Platz 15 (#L30, Lage): Ein Lauchhammerbrunnen „Typ III“ stand 1900 und (wohl) noch einige Jahre danach an der südlichen Straßenecke der Wilhelmstraße (Eckhaus 148 / Belle-Alliance-Platz 15[459]), Bild von Hugo Rudolphy.[460] Der Typ III ist am viereckigen Grund-Körper, der Mauerkrone auf der Kappe und dem Drachen als Wasseraustritt zu identifizieren. Links ist auf dem Bild der Brunnen dargestellt unter dem Straßenschild und dieser Straßenecke gegenüber das Eckhaus Belle-Alliance-Platz 14 (Café Riedel) Ecke Wilhelmstraße 1 (Restaurant Pfefferberg) abgebildet, mit und Café Riedel. Diese Straßenecke wurde durch Luftangriffe zerstört, beräumt und nach dem Neuaufbau befindet sich der abgebildete Standort am Außenring des Mehringplatzes N° 15 20 Meter südlich der Durchfahrt Friedrich-Stampfer-Straße.
- Mariannenplatz (Waldemarstraße) (#L31, Lage): Der Lauchhammer I stand noch 1977 an der Waldemarstraße in Höhe des Weges der Anlage Mariannenplatz (15 Meter südliche Straßenecke).[461] Das Datum zum Abbau ist ungeklärt.

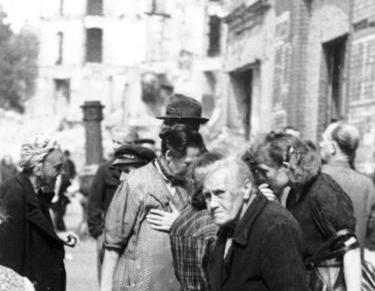
Beschädigter Lauchhammer Typ-I im Bildhintergrund (Mai 1945)

- Bernauer Straße 107 (#L32, Lage): Der Lauchhammer II stand an der westlichen Ecke Bernauer/Hussitenstraße. Auf einer Aufnahme der Mauer aus dem Jahre 1965 von Wedding aus in Richtung zur Versöhnungskirche ist der Brunnen im Vordergrund abgebildet. Auf einer weiteren Fotografie vom Eckhaus Ackerstraße 111 entlang der nordwestlichen Häuserfront mit Blick auf Mauer und Kirche befindet sich der Brunnen gegenüber dem abgerissenen Haus 2. Der Brunnen stand zum Zeitpunkt der Sprengung der Kirche (1985) noch, er wurde danach abgebaut.
- Grenadierstraße 41 (seit 1951: Almstadtstraße 40) (#L33, Lage): Der Lauchhammerbrunnen II stand 20 Meter von der Ecke mit der Hirtenstraße an der Ostseite der Straße. Die Jahresangabe liegt zwischen 1900 und 1920.[462]
- Henriettenplatz (#L34, Lage): Der Straßenbrunnen mit Lauchhammerkörper (eine nähere Zuordnung ist nach Bild nicht erkennbar) steht 1905[463] am Westrand der Seesener Straße vor dem Empfangsgebäude des Bahnhofs Halensee. Der Standort mit einem Brunnenkörper von Wilmersdorfer Tierplastiker August Gaul ist noch in den 2000er Jahren genutzt.
- Wallstraße 50 (#L35, Lage): Der Typ-I-Brunnen mit runder Kappe stand an der Südseite der Wallstraße (ggü. N°57) vor dem Köllnischen Park (wohl 35 Meter westlich vom Märkischen Museum) (Städtischer Park am Märkischen Provinzialmuseum)[464]
- Neue Friedrichstraße 34 / Rochstraße (#L36 Lage): Der Lauchhammerbrunnen auf dem Bild vom Mai 1945 stand vor der Zentralmarkthalle (Vergleiche dazu den Lageplan auf Commons). Der Brunnenkörper ist nach Kriegsende beschädigt, es fehlt die Abschlusskappe. Für einen Typ I zeugt die (runde) Form in Höhe vom Austritt, der Brunnen ist vom Bildzentrum etwas links versetzt zu erkennen.[465]
- Fichtestraße 19 (#L37 Lage): Ein Lauchhammerbrunnen vom Typ I (mit Tränkstein im Bordstein) stand (1920) vor dem Eckhaus Fichte-/Graefestraße (Hasenheide, Konditorei und Café Gerber[466]). Die Aufnahme entstand während des Ausfalls des Wassernetzes beim Generalstreik gegen den Kapp-Putsch, am Brunnen stehen 15 Personen mit Milchkannen, Eimern, Waschzuber nach Wasser an.[467]
- Marheineckeplatz (#L38 Lage): Der Lauchhammerbrunnen (Typ I - von 1895) stand noch 1959 an der Ecke Bergmann-/ Schleiermacherstraße (Nordseite Bergmannstraße zwischen Heimstraße und Passionskirche, am Schmuckplatz neben der Marheinecke-Markthalle XI). Zum Zeitpunkt des Fotos[468] fehlte zwar die Abschlusskappe oberhalb  des Schwengelansatzes und der Spiegel, der Brunnen förderte Wasser. In den 1970er Jahren (oder wohl (?) 1981) mit dem Standort 50 Meter nach Westen (zur Markthalle hin vor dem Spielplatz) versetzt wurde eine Rümmlerpumpe aufgestellt und diese Mitte der 2010er Jahre durch einen Wolf2-Ständer ersetzt (dazu Straßenbrunnen 4 in Kreuzberg.

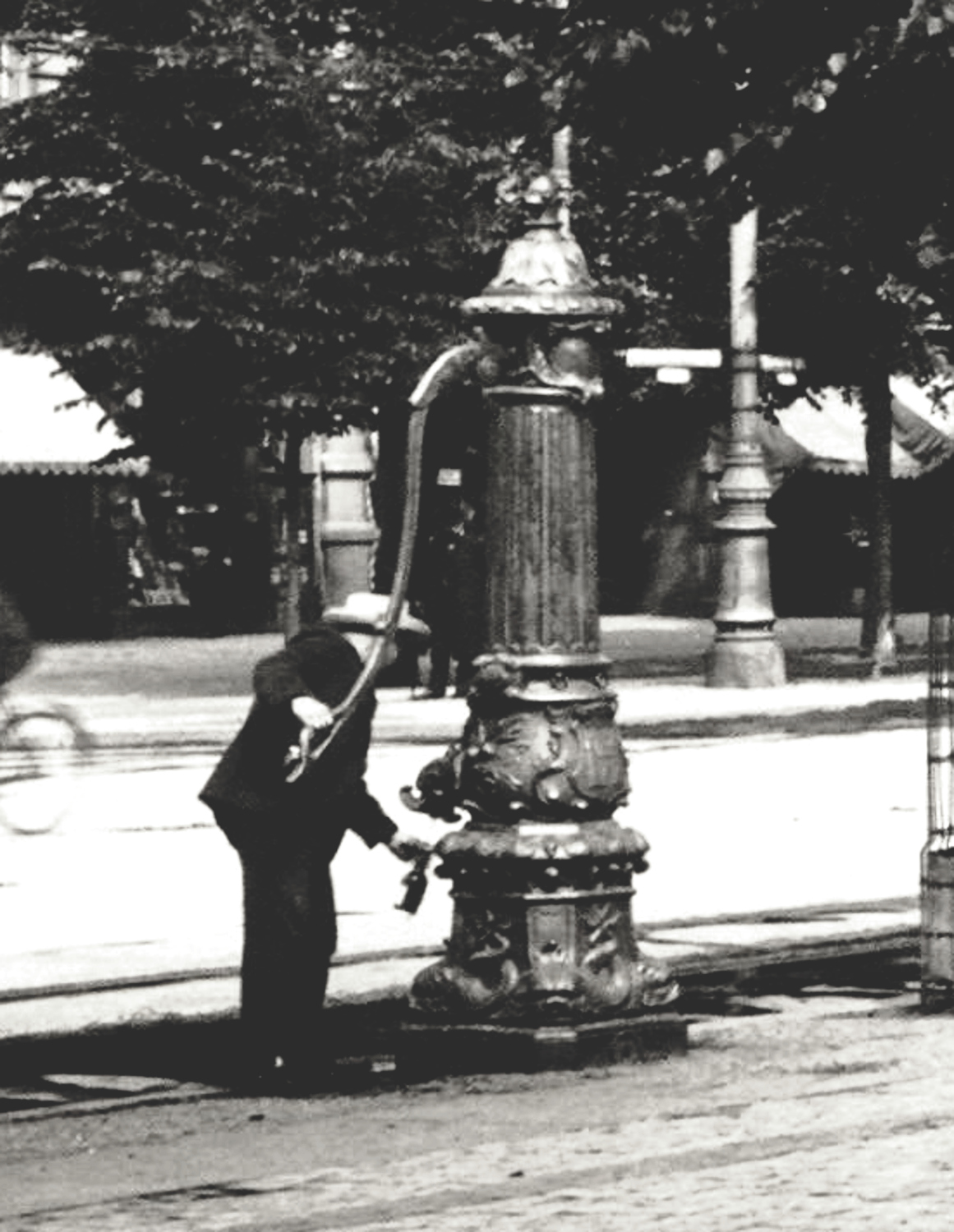
Lauchhammerbrunnen für Charlottenburg von 1907 am Wilhelmplatz

- Wilhelmplatz (Charlottenburg, seit 1934 Richard-Wagner-Platz) (#L39 Lage): Ein Lauchhammerbrunnen der 1900/1905 gefertigten „Charlottenburger Serie“ stand 1907 am südlichen Gehsteigrand der Berliner Straße (seit 1957: Otto-Suhr-Allee) an der Mittelinsel zur südlichen Fortsetzung der Spreestraße (seit 1950: Richard-Wagner-Straße), die am Wilhelmplatz nicht durchgehend gestaltet war. Der Standort befand sich im Südwesten zum Rathaus Charlottenburg auf der gegenüberliegenden Straßenseite. Die für die Großstadt Charlottenburg gefertigten Lauchhammerbrunnen waren am Stadtwappen zu erkennen, welches den Brunnenkörper gegenüber vom Wasseraustritt (seitwärts zum Schwengel) schmückte. Auf den zwei Fotografien von Max Missmann aus dem Jahr 1907 ist er zum einen schräg gegenüber vom Rathaus Charlottenburg[469] zu erkennen. Auf dem weiteren Foto[470] steht der Brunnen direkt am Gehsteigrand (südliche Mittelinsel) mittig zur Spreestraße, deren Straßenlauf damals nach Süden die Berliner Straße nicht direkt kreuzte.[471]
- Holtzendorff - Ecke Kantstraße (#L40 Lage): Ein Lauchhammerbrunnen (offensichtlich der Charlottenburger Serie von 1900/1905) steht im Jahr 1907[472] nach der Fotografie an der Nordostecke des  Amtsgerichtsplatzes gegenüber (Eckhaus Kantstraße 86) dem Gebäude Holtzendorffstraße 20 (mit Groß-Destillation, Gastwirt Gembrius)[473] Besonders fällt die Lage gegenüber zum bereits damals bestehenden Kiosk auf, sodass die Lage des Brunnens mit der von 1907 gut vergleichbar ist.
- Charlottenstraße 62 (#L41 Lage): Mit dem quadratischen Sockel des Brunnens, dem Drachen als Wasseraustritt und der (wenn auch schlecht erkennbaren Mauerkrone) stand ein weiterer Typ III-Brunnen aus Lauchhammer an der Westseite der Charlottenstraße etwa 40 Meter von der Straßenecke Mohrenstraße.[474] Die Straßenecke ist nach wie vor erhalten, die Bausubstanz wurde jedoch bei den Alliierten Luftangriffen schwer getroffen. In den Nachkriegsjahren wurde das zugehörige Karree enttrümmert, beräumt und nach 1990 neu bebaut.
- Schützenstraße ggü. 1 (#L42 Lage): Eine Fotografie von Max Missmann: Friedrichstraße, Ecke Schützenstraße aus dem Jahr 1907 zeigt (im Bild neben dem Straßenschild Schützenstraße 1) für die Nordwestecke (am Geschäftshaus Schützenstraße 78 / Friedrichstraße 203) einen Typ-III-Brunnen aus der Eisengießerei Lauchhammer.[475] Diese Straßenecke besitzt weitergehende historische Bedeutung (zwischenzeitlich hieß die Schützenstraße Reinhold-Huhn-Straße) und nach den kriegsbedingten Zerstörungen der historischen Gebäude und dem Abriss der Ruinen befand sich 100 Meter südlicher an dieser Straßenecke der während der Berliner Teilung bedeutsame Checkpoint Charlie (innerstädtischer alliierter Grenzübergang Friedrichstraße). Nach 1990 wurde das Gebiet wieder aus- und aufgebaut.

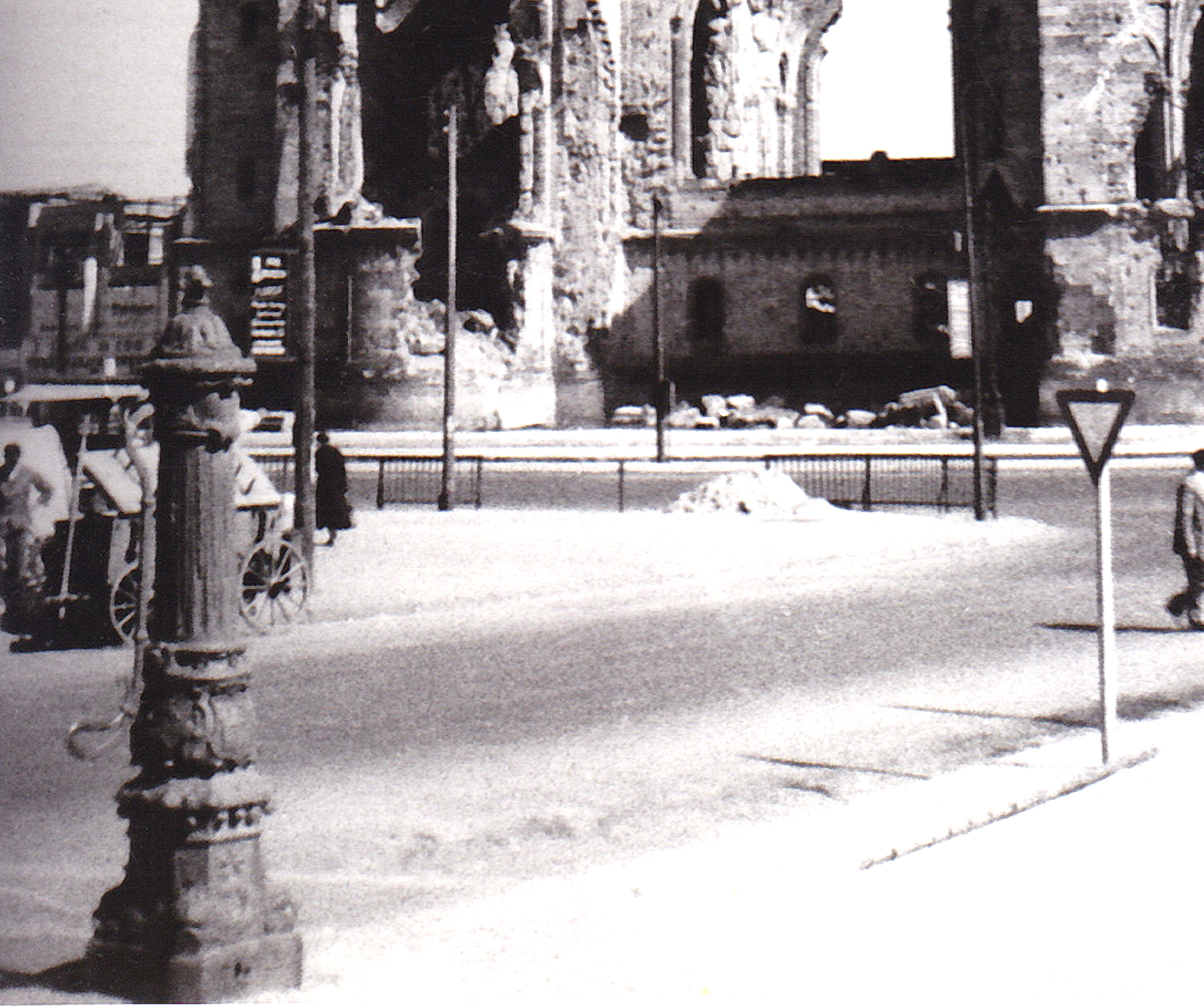
Westende der Budapester Straße nahe der Ruine der KWG-Kirche (um 1957/1958)

- Auguste-Victoria-Platz (Zufahrt Budapester Straße) (#L44 Lage (jetzt) ggü. Budapester Straße N°46): Noch um 1957 gegen Ende der Abrissarbeiten (Nordseite der Chorruine der Kirche ist auf dem Bild bereits abgerissen) stand ein „Lauchhammerbrunnen vom Charlottenburger Typ“ (das Wappen Charlottenburgs ist auf dem Mittelteil des Ständerkörpers erkennbar) an der Nordseite der (damaligen) Budapester Straße etwa 30 Meter vor deren Mündung[476]  auf die Straßenumrundung[477] des Auguste-Victoria-Platzes. Mit der Umgestaltung des Breitscheidplatzes wurde diese Straßensituation grundlegend geändert. Der ehemalige Brunnenstandort läge gegenüber vom Bikinihaus Berlin (Budapester Straße in Höhe Nummer 46) auf der Verbindungslinie zum Wasserklops. Zum Zeitpunkt der Aufnahme war die Budapester Straße an dieser Stelle noch einbahnig und verlief geradlinig.[A 8] Erwähnenswert der gleichartige Brunnen der Charlottenburg-Serie an der Ecke Hardenberg-/ Joachimstaler Straße unter N°„#L9“ (300 Metern Entfernung fußläufig).
- Preußisches Kultusministerium (Erweiterungsbau 1903) (#L45, Lage): Auf einem Foto von Paul Kieschke ist 1903 vor dem Eingang des Preußischen Kultusministeriums (Erweiterungsbau: Wilhelmstraße 68 / Behrenstraße 71/72, *alte Zählung* (neue Zählung: Wilhelmstraße 60)) ein Lauchhammerbrunnen Typ I zu sehen.[478] An der Südostecke Wilhelm-/ Behrenstraße steht das historische Gebäude und hat als einziges in der Umgebung des Brandenburger Tors den Krieg nahezu unbeschadet überstanden.
- Stettiner/Bellermannstraße (#L46, Lage): Auf einem Foto von Ralf Schmiedecke ist 1913 vor dem Haus 50 (Zigarrenfabrik) ein Lauchhammerbrunnen Typ III zu sehen.[479] Das damalige Wohnhaus ist nicht mehr vorhanden und durch einen Nachkriegsbau ersetzt.

### Beispiele für Hofbrunnen
Nach den Vorschriften sollte auf jedem Grundstück ein zugehöriger Hofbrunnen errichtet sein, diese waren privat vom Grundstückseignere veranlasst und ergänzten das System der öffentlichen Gassen-/ Straßenbrunnen. Jene Hausversorgungen dienten der Grundlage der Versorgung mit Frischwasser solange das Wassernetz nicht komplettiert war. Hofbrunnen finden sich noch bis in die 1920er Jahre.
- Jägerstraße 49-50, Hofansicht (#H1,Lage): Auf der Fotografie von 1890 steht an der Hausecke vom Comptoir & Lager von Louis Rex ein Hofbrunnen.[480] Dieser ist typisch für weitere Schwengelpumpe mit dem kannelierten zylindrischen Metallgehäuse und dem Schwengel an der Seite. Als oberer Abschluss sitzt eine Spitze, während schräg am Wasseraustritt ein Blech oder Holzbrett schräg angeklehnt zum Schutz des Gehäuses vor Spritzwasser steht.

- Große Hamburger Straße 29 (#H2,Lage): Auf dem Foto von Albert Schwartz aus dem Jahre 1887[481] ist neben der Kutsche auf dem Hof der Hamburger Straße ist (in einfacherer Wohngegend) ein einfacher Hofbrunnen mit einem Holzgehäuse zu sehen. Der Schwengel sitzt hierbei auf dem Deckel des Holzzylinders was die Kopplung an die Kolbenhubstange vereinfacht. Durch das lange Austrittsrohr ist auch kein Spritzschutz unter dem Auslauf aufgestellt. Die Gebäude in der Straße sind noch weitestgehend erhalten.
- Alexanderstraße 41 (Gartenhaus, Haus Franz) (#H3, Lage): Der Hofbrunnen mit kanneliertem Metallgehäuse steht (etwa 1868) links auf der Albuminpapier-Fotografie[482]
- Wilmersdorf (Lage nicht näher bestimmt) (#H4): Auf dem Foto (Silbergelatinepapier auf Karton) von Heinrich Zille ist rechts ein zylindrischer hölzerner Hofbrunnen zu sehen, der den Schwengel seitlich hat und oben mit einem spitzen Kegelaufsatz für das Kolbenhubgestänge versehen ist.[483][484]
- Petristraße „laut Titel: vermutlich“ (#H5): Der Hofbrunnen mit kanneliertem Metallgehäuse steht auf der Fotografie etwas links von der Mitte an der Hauswand mit dem Ausflaufrohr zum Hof und nur etwa 1,5 Meter vom Abort entfernt. Wobei solche Hofbrunnen üblicherweise das Brauch-/Frisch-Wasser aus maximal[485] acht Meter pumpten.
- Krögelhof (#H6 Lage): Auf einem Gemälde von M. Lefeber ist ganz links am Träger für den Umgang ein hölzerner Hofbrunnen mit gebogenem metallenem Schwengel abgebildet. Die genaue Stelle ist in der Bildquelle nicht zugeordnet, datiert ist das Bild auf 1913.[486] Der Stand des Bildes ist zwar nicht näher belegt. Mit dem Auflassen des Krögels 1935 für den Bau der Reichsmünze wurde das gesamte Gelände überbaut. Der Bildstandort läge (wohl nach dem offenen Bau[487]) südlich am Molkenmarkt auf der Innenseite der Gebäude 1 und 2 (Palais Schwerin).
- Breite Straße 20a (#H7, Lage (vorläufige Koordinaten!)): Der Hofbrunnen mit kanneliertem Metallgehäuse stand im Großen Hof des Märkischen Provinzialmuseum im ehemaligen Köllnischen Rathaus (Breite Straße 20a).[488]

### Sonstige Brunnenformen

(Allweiler-)Brunnensäule 1945 vor dem Postamt W8

- Johannaplatz (#S1, Lage): Am Platz in Grunewald steht an der Westseite das Haus Griebenow.[490][491] 1898 stand vor diesem eine verkleidete Brunnensäule mit Schwengel.[492] Die Besonderheit waren zwei Austritte: der untere in Hüfthöhe war mit einem Wasserhahn verschließbar und diente der normalen Wasserentnahme. An einem oberen konnte das Wasser in Fässer und Bottiche entnommen werden, die beispielsweise auf Pferdewagen standen, um weiter transportiert zu werden.
- Gubener Straße 21 (#K1,Lage): Auf einer Fotografie von Valery Faminsky vom Mai 1945[493] steht ein Krausebrunnen vor einem „Haus N°21“, an dem Anwohner Wasser in Eimer pumpen. Eine „Fleischerei“ und eine Gaststätte (Schild „Schultheiss“) auf dem Bild ermöglichen die Ortsbestimmung.[494]
- Werderscher Markt (#S2, Lage): Ein Foto aus dem Jahr 1945/1946 zeigt einen Straßenbrunnen in Säulenform.[495] Ein Dienstmann mit Lederschürze füllt am Straßenbrunnen drei Milchkannen mit gepumpten Brunnenwasser. Der Standort an der Ecke Niederschlag-/ Werderstraße befindet sich im Kleinpflasterstreifen des Gehwegs, hinter aufgeschichteten Steinplatten ist der beschädigte Bärenbrunnen am Werderschen Markt vor der Ruine der Bauakademie zu erkennen.
- Französische Straße 9 (ggü. 62[496]) (#S3, Lage): Vor dem Gebäude der Reichspost (Postamt W8) stand im Juni 1945 ein intakter Säulenbrunnen dessen Wasser im Juni 1945 beispielsweise zum Wäsche waschen genutzt wurde. Die Brunnensäule scheint nach der Form einem Loewe-Ständer[497] ähnlich, auf Grund der Befestigungsart am Boden über dem Standrohr könnte es sich (wohl) um einen Allweiler-Ständer[498] handeln.
- Poststraße 23 (#Z1,Lage): Neben dem Knoblauchhaus[499] stand einer der „edleren“ Gassenbrunnen mit dem von Schinkel entworfenen Zinkgussgehäuse, wie sie für attraktive Standorte über Kesselbrunnen als Schwengelpumpe errichtet wurden. Das Foto ist auf 1889 datiert. Der Standort[500] befand sich an der Ecke Poststraße und Nikolaikirchhof. Der Blick die Poststraße entlang nach Südost zum Mühlendamm gerichtet. Nachdem die kriegszerstörten Gebäude im Quartier in den 1960er Jahren beräumt, teilweise eingeebnet worden waren, wurde diese Straßenecke 1987 bei der Neugestaltung des Nikolaiviertels anlässlich der 750er-Jahrfeier ungefähr wieder errichtet bzw. nachgebaut.
- Hausvogteiplatz 14 (#Z2, Lage) Vor der Hausvogtei stand ein Brunnen mit Zinkgussgehäuse, Nordostecke Hausvogteiplatz 14. Erkennbar auf Bildern von 1875,[501] 1889,[502] und auch noch 1894[503] vor dem Erweiterungsbau der Reichsbank mit gleicher Adresse.[504] Aktuell befindet sich hier das Wohn- und Geschäftshaus „Hausvogteiplatz 14“.[505][506]
- Wilhelmstraße : Auf einem Bild von Max Pankow vom Beginn der 1870er Jahre ist eine Straßenpumpe mit Zinkgussgehäuse (wie sie seit  1830 aufgestellt wurden) zu sehen.[507]